# Slaget vid Poltava
Slaget vid Poltava var ett fältslag som utkämpades vid staden Poltava i dagens Ukraina den 28 juni 1709 (enligt den svenska kalendern; 27 juni enligt den julianska och 8 juli enligt den gregorianska). Det var den största och mest avgörande drabbningen under stora nordiska kriget och stod mellan en svensk armé under befäl av fältmarskalken greve Carl Gustaf Rehnskiöld och en rysk armé under befäl av tsar Peter I.
Under loppet av sex år i krigets inledande skede hade kung Karl XII och stormaktsriket Sverige besegrat nästan samtliga deltagare i anfallsförbundet mot riket, som inledningsvis bestod av Sachsen-Polen, Danmark-Norge och Ryssland. Det senare under tsar Peter I:s styre var den enda deltagaren som fortfarande var obesegrad. Karl XII valde därför att under hösten 1707 invadera Ryssland och marschera mot Moskva med en stor svensk armé. Fälttåget komplicerades dock av hårda väderförhållanden och av att ryssarna tillämpade den brända jordens taktik och gjorde överraskningsanfall, vilket tvingade Karl XII att avbryta sin marsch mot Moskva och i stället marschera söderut för att med hjälp av zaporizjakosackernas ledare Ivan Mazepa etablera goda vinterkvarter i Lillryssland.
Fram mot våren 1709 inledde Karl XII en mycket kostsam belägring av den befästa staden Poltava på den västra sidan av floden Vorskla. För att undsätta staden korsade Peter I, med en stor rysk armé, floden till den svenska sidan i mitten av juni. Den 17 juni insjuknade Karl XII till följd av en skottskada i foten och överlämnade befälet över den karolinska armén till Carl Gustaf Rehnskiöld. Trots sin skada ville Karl XII inte försumma ett tillfälle att ta upp striden med tsaren och beordrade att armén skulle gå till anfall den 28 juni. På grund av dålig rekognoscering och oordning i befälsföringen under anfallet blev konsekvenserna att omkring en tredjedel av den svenska huvudstyrkan förlorades före den avgörande drabbningen mot den ryska huvudstyrkan. Den svenska huvudstyrkan förintades och Karl XII retirerade med resten av sin armé söderut till floden Dnepr som kungen, Mazepa samt ett par tusen svenskar och kosacker korsade för att undkomma ryssarna och etablera sig i Osmanska riket. Resten av den karolinska armén tvingades att kapitulera inför den ryska övermakten vid byn Perevolotjna den 1 juli 1709.
Slaget vid Poltava, liksom den påföljande kapitulationen, slutade i en avgörande seger för Ryssland och blev den största militära katastrofen i Sveriges historia. Det markerade en vändpunkt i krigets fortsättning till förmån för anfallsförbundet mot Sverige, vilket till följd av slaget återuppväcktes och med förnyad kraft anföll det försvagade svenska riket på flera fronter. Slaget kom därmed att symbolisera början på Sveriges slutgiltiga nederlag i kriget och slutet för Sveriges tid som stormakt i norra Europa, en position som efter kriget övertogs av kejsardömet Ryssland. Slaget är därför av avgörande betydelse i såväl Sveriges som Rysslands och Ukrainas historia.

## Bakgrund

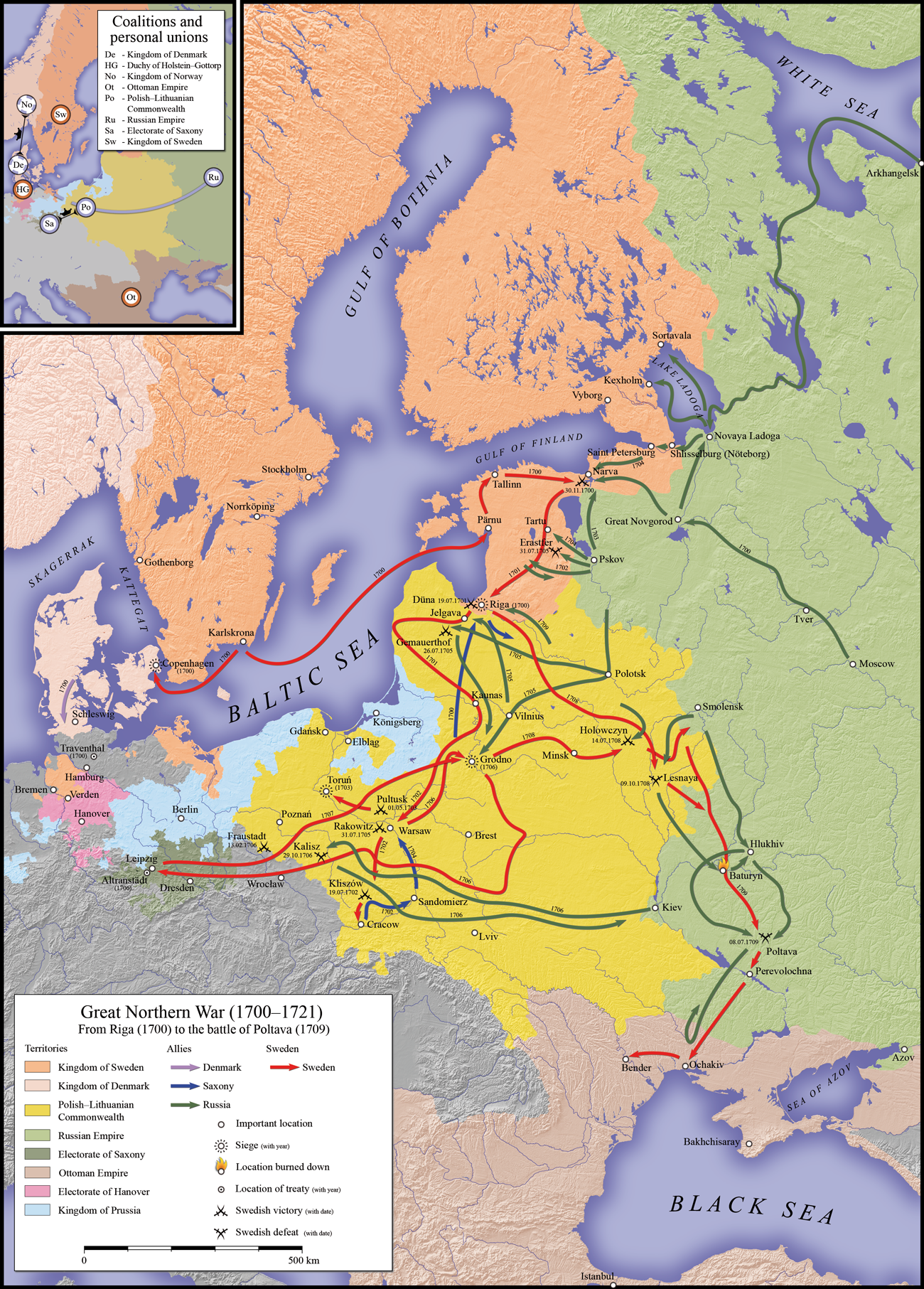
Stora nordiska kriget mellan 1700 och 1709.

Den 12 februari 1700 inleddes stora nordiska kriget i och med att Polens kung och Sachsens kurfurste August II och hans sachsiska trupper korsade floden Düna och belägrade staden Riga i den svenska provinsen Livland. Samtidigt med August II:s angrepp beordrade kung Fredrik IV av Danmark sina danska trupper att invadera hertigdömet Holstein-Gottorp, Sveriges bundsförvant sedan flera år tillbaka. Ryssland bröt freden först i augusti samma år. I september invaderade ryska trupper under tsar Peter I den svenska provinsen Ingermanland och inledde en belägring av Narva i Estland. Dessa tre länder hade i hemlighet enats om en gemensam pakt som gick ut på att anfalla Sverige från tre fronter, och vart och ett hade som syfte att vinna tillbaka de landområden som förlorats till Sverige under tidigare krig.
Den svenska armén under kung Karl XII:s befäl avvärjde först det danska hotet genom en framgångsrik landstigning vid Humlebæk på Själland den 25 juli 1700, vilket tvingade Fredrik IV att dra sig ur kriget den 8 augusti samma år under freden i Traventhal. Därefter tvingades ryssarna utrymma Ingermanland efter deras förkrossande nederlag mot Karl XII:s huvudarmé i slaget vid Narva den 20 november. Året efter den 9 juli slog Karl XII en allierad sachsisk-polsk-rysk armé i slaget vid Düna, varefter han beslutade att invadera Polen för att avsätta kung August II som polsk kung. Efter flera sachsiska nederlag i slagen vid Kliszów, Pułtusk och Thorn blev August II slutligen avsatt av den storpolska konfederationen, och Karl XII lät välja adelsmannen Stanisław Leszczyński som sin marionett på den polska tronen. Under tiden som Karl XII stred mot Sachsen-Polen tog Peter I tillfället att omgruppera och omorganisera sina trupper, och genomförde ett förnyat fälttåg mot både Ingermanland och Livland. Efter ryssarnas segrar vid Errastfer, Hummelshof och Nöteborg fick de tillgång till Ingermanland 1703, där Peter I erövrade den svenska fästningen Nyenskans som bevakade floden Neva. Där kunde han grunda staden Sankt Petersburg, döpt efter hans skyddshelgon aposteln Petrus. Ryssarna erövrade efteråt Dorpat och Narva men deras fortsatta fälttåg mot Sveriges baltiska provinser förhindrades av general Adam Ludwig Lewenhaupt, befälhavaren för den "kurländska armén", och dennes segrar vid Saladen, Jakobstadt och Gemauerthof.
Mellan 1704 och 1706 utspelades en avgörande maktkamp mellan Sverige och Ryssland i Polen, där Peter I grep in med full kraft för att sätta August II tillbaka på sin tron. Efter svenskarnas segrar vid Warszawa, Grodno, Fraustadt och Kletsk lyckades Karl XII besegra och jaga bort sina fiender från polsk mark. Den svenska armén marscherade sedan in i Sachsen där August II tvingades underteckna freden i Altranstädt den 14 september 1706 och erkänna Stanisław Leszczyński som ny kung. Karl XII och hans armé förlades under ett år i Sachsen, där man rustade upp trupperna inför en slutlig konfrontation med Peter I i ryskt territorium.

### Fälttåget mot Ryssland
I augusti 1707 lämnade Karl XII Sachsen med en till stor del nyvärvad och välutrustad armé på omkring 33 000 soldater, där Carl Gustaf Rehnskiöld i egenskap av fältmarskalk stod närmast kungen som dess högsta befäl. Kvar i Sverige och i övriga svenska provinser stationerades omkring 65 000 man. Rehnskiöld och den svenska arméledningen var ovetande om Karl XII:s planer för det ryska fälttåget, som denne höll för sig själv, men de kom överens om en preliminär marschriktning mot Rysslands huvudstad Moskva, där Peter I hade samlat majoriteten av sina försvarskrafter. Kvar i Polen detacherade kungen 8 000 svenska trupper under generalmajor Ernst Detlof von Krassow för att bistå kung Stanisław samt för att kunna skickas som förstärkningar tillsammans med polska styrkor följande år. Tsaren förfogade över en rysk armé på totalt omkring 100 000 reguljära och irreguljära trupper stationerade i Polen, Ingermanland, Livland och Lillryssland. Karl XII gav order till general Lewenhaupt att bryta upp och ansluta sig till huvudarmén i marschen mot Moskva. Lewenhaupt fick även uppdraget att skaffa en stor mängd proviant och trossvagnar som den kurländska armén skulle transportera till huvudarmén. I avvaktan på Lewenhaupts anslutning framryckte den svenska huvudarmén långsamt mot den ryska gränsen. Senare under året, vid övergången av floden Vabitj vid staden Holowczyn i juli 1708, stötte svenska förtrupper på en rysk armé som stod i försvarsposition på motsatta stranden. I slaget vid Holowczyn den 4 juli drevs de ryska försvarstrupperna under fältmarskalk Boris Sjeremetev och furst Aleksandr Mensjikov bort efter en åtta timmar lång strid, men slaget fick inga strategiska följder då den ryska armén lyckades undkomma mestadels intakt.

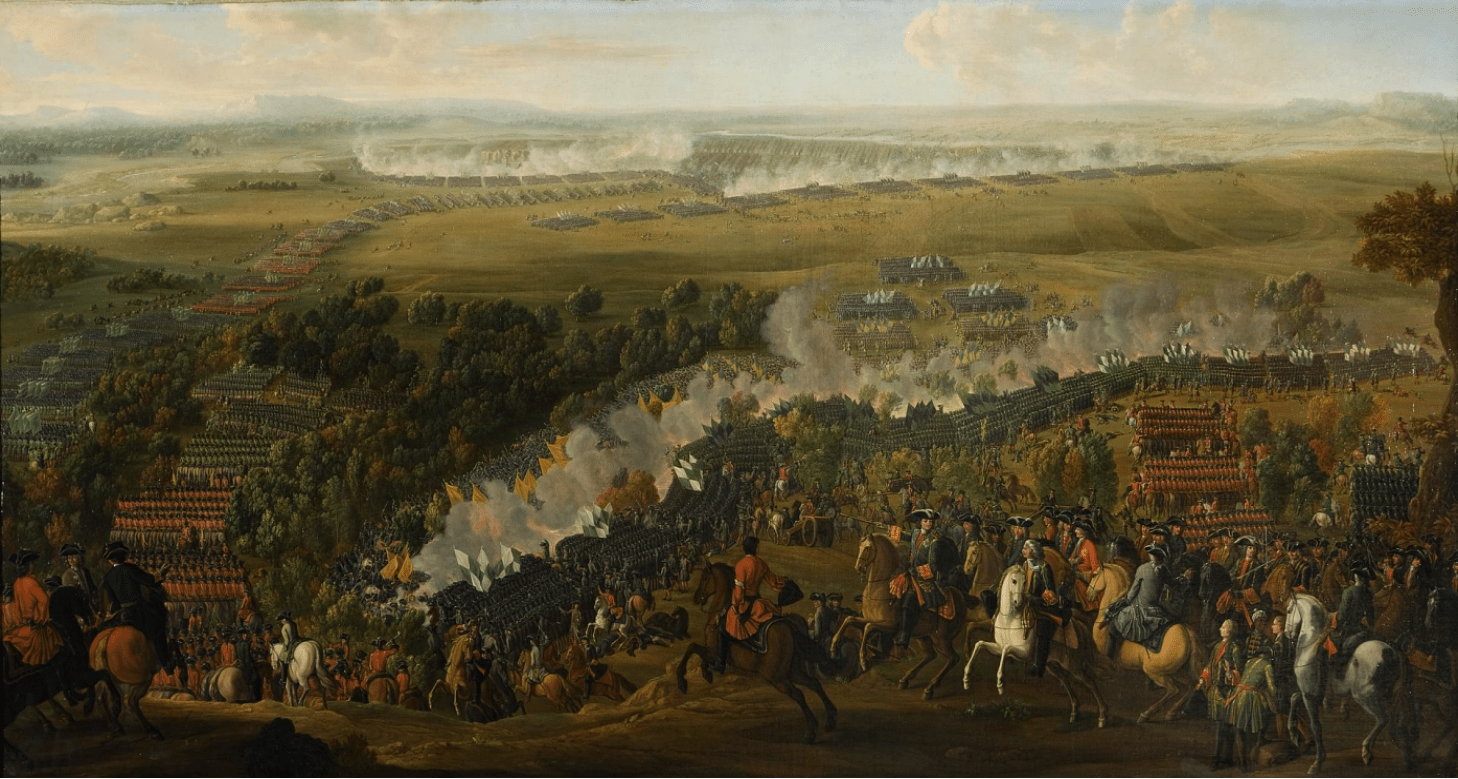
Efter slaget vid Lesna den 29 september 1708 förlorade general Adam Ludwig Lewenhaupt den nödvändiga trossen för Karl XII:s armé. Tsar Peter I skulle senare kalla striden för "Poltavasegerns moder". Gravyr av Nicolas Larmessin.

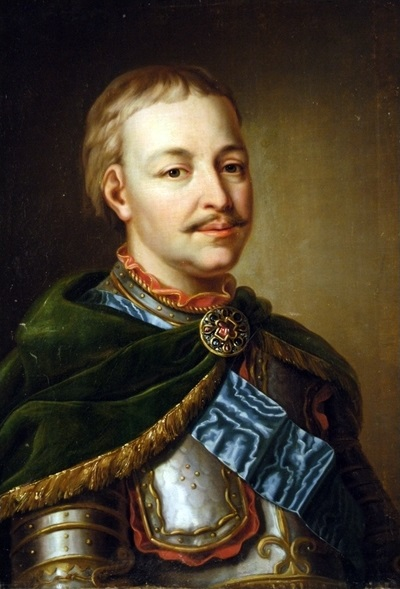
I fälttåget mot Ryssland valde Karl XII att alliera sig med Ivan Stepanovitj Mazepa, hetmanen och kosackledaren i Lillryssland. Mazepa ville göra uppror mot tsarens trupper för att säkra zaporizjakosackernas självständighet från rysk överhöghet. Okänd konstnär.

Efter denna seger dröjde den svenske kungen under nio veckor i Mohilew och trakterna närmast öster därom, mellan Dnepr och dess biflod Sozj, och väntade på Lewenhaupts försenade ankomst. Lewenhaupts uppgift var mycket komplicerad, och under halva vägen till huvudarmén blev hans armé på 12 000 man upphunnen av en rysk armé på 30 000 man under Peter I:s personliga ledning. Det resulterande slaget vid Lesna den 29 september slutade oavgjort, där båda parterna led stora förluster. För att förhindra att trossen skulle falla i ryska händer beslutade Lewenhaupt att bränna upp trossvagnarna och huvuddelen av provianten och avmarschera med sina resterande trupper. Den 23 oktober kunde Lewenhaupt till slut ansluta sig till huvudarmén, men bara med 6 500 man och utan den nödvändiga provianten. Armén led brist på livsmedel och tvingades förflytta sig till trakter där de kunde livnära sig; Peter I hade systematiskt låtit ryska strövkårer förhärja sitt eget land för att försvåra den svenska huvudarméns marsch mot Moskva. Under en överläggning mellan Karl XII, Rehnskiöld, kanslichefen Carl Piper och generalkvartermästaren Axel Gyllenkrok togs beslutet att armén skulle gå söderut till Severien, i riktning mot Lillryssland. Där skulle svenskarna kunna få goda vinterkvarter, proviant och truppförstärkningar genom en allians mellan Karl XII och zaporizjakosackernas hetman Ivan Mazepa.
Peter I fick höra om Mazepas allians med Karl XII, och skickade en straffexpedition under furst Mensjikov till att intaga och bränna ner Mazepas huvudstad Baturin och avrätta de kosacker som stod på Mazepas sida. De kosacker som avvisade Mazepa valde Ivan Skoropadskyj som ny hetman den 11 november 1708. Därmed hade Mazepa förlorat stora delar av sitt stöd hos zaporogerna och kunde förena sig med svenskarna med bara några tusen kosacker, utan den stora armé och de rikliga livsmedelstillgångarna han tidigare utlovade. I december 1708 kom dessutom en hård vinter som drabbade hela Europa, där tusentals svenska och ryska soldater dukade under för den bitande kylan. Svenska armén gick i bivack i början av december i trakterna kring Gadjatj. I närheten av staden låg fästningen Vepryk som spärrade vägen av den svenska framryckningen. Karl XII beslutade att storma fästningen den 7 januari 1709, som slutade med att den ryska garnisonen kapitulerade efter hårda strider där de svenska förlusterna var mycket omfattande. Den svenska armén stannade i trakterna runt Veprik innan den kunde röra sig i slutet av februari. Den marscherade söderut till en stark position mellan Dneprs bifloder Vorskla och Psiol för att där kunna ta hjälp av zaporogernas områden till att upprätta förbindelser med krimtatarerna, osmanerna och polackerna. I början av mars gick 4 000 zaporoger under deras hövding Kost Gordejenko över till Karl XII:s armé, och svenskarna byggde broar över nedre Vorskla för att kunna inleda militär samverkan med zaporogerna. När Peter I fick underrättelser om detta detacherade han ryska dragoner för att utföra straffexpeditioner. Den 19 april brändes byn Perevolotjna vid Vorsklas inlopp till Dnepr, liksom andra zaporogbyar uppströms Perevolotjna och ett flertal båtar. Den 15 maj stormades zaporogernas befästa läger Setj, beskyddad av omkring 2 000 zaporoger. Lägret brändes ner, 300 zaporoger togs tillfånga medan de övriga dödades eller lyckades fly.

### Belägringen av Poltava

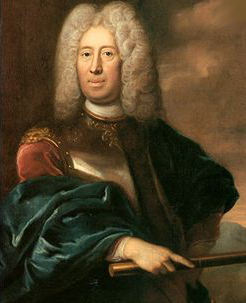
Generalkvartermästare Axel Gyllenkrok var Karl XII:s kartritare och ansvarade för den svenska belägringen av Poltava. Målning (1727) av Georg Engelhard Schröder.

Under mitten av våren gick trupperna över till Vorskla och anvisades kvarter längs floden mot staden Poltava och dess angränsande byar. Karl XII planerade att innesluta Poltavas fästning i ett försök att locka ut Peter I till en öppen strid. Poltava beskyddades av en ryskdominerad garnison under ledning av överste Aleksej Stepanovitj Kelin, som tillträdde kommendanttjänsten den 18 januari 1709 sedan Peter I efter Mazepas förräderi inte längre litade på fästningens tidigare kosackgarnison. Vid ankomsten till Poltava placerade Karl XII en vakt på 200 man som inneslöt hela staden och Gyllenkrok fick order att göra en ritning av staden och skapa en belägringsplan. De svenska regementena förflyttades till byarna runtom Poltava och med kungens tillstånd öppnade Gyllenkrok löpgravarna den 1 maj 1709. Arbetet gick långsamt eftersom svenskarna hade brist på skyfflar och eftersom infanteriet var svagt överläts arbetet till Mazepas kosacker. Då dessa var förskräckta av den ryska garnisonens beskjutning och flydde från löpgravarna var Gyllenkrok tvungen att hota dem med dödsstraff ifall de flydde på nytt. Från svenskt håll saknade man belägringsartilleri och ammunition för att kunna skapa en bräsch i fästningsvallen. Under belägringens gång utkämpade det svenska och ryska kavalleriet, tillsammans med sina allierade kosacker, flera skärmytslingar om kontrollen av de omkringliggande byarna och deras förnödenheter. Belägringen drog ut över sex veckor och för var dag blev flera svenska soldater dödsskjutna av ryska skarpskyttar eller av fästningens kanoner. Gyllenkrok övervägde olika metoder för att nå ett snabbt avgörande, men som slutade med misslyckade minsprängningar nära fästningsvallen och en planerad generalstormning som avblåstes på grund av brist på artilleriammunition.
På andra sidan Vorskla grupperade en större rysk styrka som steg för steg grävde löpgravar och byggde framskjutna fältbefästningar i form av skansar och redutter på den östra stranden för att skapa förbindelser med Poltavas garnison. För att motverka detta lät Gyllenkrok gräva löpgravar och bygga fältbefästningar längs floden söder, öster och väster om Poltava. När ryssarna genomförde olika aktioner för att skicka förnödenheter och truppförstärkningar till staden utvecklades situationen på de båda sidorna av floden till ett skyttegravskrig längs en nio kilometer lång frontlinje. Svenska insatsstyrkor låg stridsberedda uppe på högplatåerna nära floden för att snabbt kunna genomföra motanfall mot ryska trupprörelser. Dalgången var dock vattensjuk och under början av juni 1709 kom kraftiga regnfall som översvämmade båda stränderna. Den 5 juni anlände Peter I med ryska rekryter till de ryska fältbefästningarna på den östra stranden. Från detta håll kunde han inte uträtta något. Den ryska ledningen påbörjade ett flertal rekognosceringsturer längs floden för att leta efter en lämplig plats att föra över hela armén till den svenska sidan av Vorskla. Den 15 juni fattade ledningen beslutet om att genomföra en stor anfallsrörelse på flera ställen samtidigt mot de svenska posteringarna längs Vorskla. På kvällen innan det planerade anfallet proklamerade tsaren följande order:
| ”          | Nu har timman slagit, då hela vårt faderlands öde ligger i era händer: antingen kommer Ryssland att förgöras eller så kommer hon att födas på nytt i ädlare form. Och ni ska inte tänka om er själva att ni är beväpnade och färdiga att slåss för Peter, utan för tsardömet, tilldelat Peter genom hans födelse och av alla ryska människor. | „ |
| – Peter I. | |   |

### Rysk motoffensiv

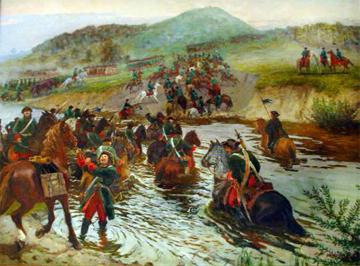
Ryska trupper korsar floden Vorskla den 21 juni 1709. Okänd konstnär.

På morgonen den 17 juni anföll Peter I:s armé de svenska och zaporogiska posteringarna vid Nizjnje Mlyny, Poltava och Petrovka. Vid Poltava anföll ryssarna vid det gamla broläget på en under natten byggd kavelbro, men som slogs tillbaka strax efter middagstid. Ryssarna återupptog striden samma kväll innan de utrymde sina ställningar på sin sida av Vorskla-floden. Vid byn Nizjnje Mlyny drygt tre kilometer söder om Poltavas fästning höll ett svenskt detachement ur Livdragonregementet ett par redutter. Dessa angreps av general Ludwig Nicolaus von Hallarts trupper, som under natten korsat Vorsklas huvudfåra och upprättat ett litet brohuvud. Anfallet slogs tillbaka när Karl XII kom dit med Dalregementets livbataljon. När Karl XII därefter var på väg tillbaka till Poltava träffades han i vänster fotblad av en muskötkula. Vid fästningen fortsatte han att övervaka verksamheten tills han matt av blodförlust måste låta fältskären Melchior Neumann behandla hans skottskada. Kungen insjuknade snabbt och under några dagar svävade hans liv i fara till följd av sårfeber och kraftig blodförgiftning. Då Karl XII inte som brukligt var kunde föra befälet övertogs det direkta befälet över den svenska armén till Rehnskiöld, som förhöll trupperna passiva vid Poltavas närhet. Under dagarna led den svenska armén av livsmedelsbrist och deserteringar. Den 21 juni hade den ryska huvudstyrkan hunnit över Vorskla och slagit läger vid byn Semjonovka. Den 22 juni fick Karl XII underrättelser om att situationen för kung Stanisław och generalmajor Krassow i Polen var mycket brydsam och att någon hjälp från dem inte var att vänta. Natten till den 26 juni flyttade Peter I sin armé söderut och slog läger vid byn Jakovtsi, fem kilometer norr om Poltava. Framför lägrets sydvästra hörn och vid Jakovtsi beordrade tsaren sina trupper att bygga ett antal redutter.
Det svenska högkvarterets vetskap om att inga förstärkningar var på väg, att ett ryskt storanfall skulle igångsättas inom kort och att underhållssituationen raskt förvärrades lämnades anfall som det enda tänkbara handlingsalternativet. Någon möjlighet att vänta ytterligare i hopp om att kungen skulle bli så återställd att han själv kunde leda sin armé på slagfältet fanns inte. Inte heller fanns möjlighet att pressa eller locka ryssarna till att anfalla först. På söndagen den 27 juni efter fältgudstjänsten tog Karl XII, som sakta började återhämta sig från sin feber, beslutet att gå till anfall följande morgon. Närvarande i beslutet var fältmarskalk Rehnskiöld, fältkanslichefen Piper och tjänstgörande "stabschefen" överste Gustaf Henrik von Siegroth, chef för Dalregementet. Kungen beordrade senare Gyllenkrok att indela infanteriet i fyra kolonner och ansvara för dess gruppering inför den kommande drabbningen. Rehnskiöld skulle senare sköta Gyllenkroks uppgift att rekognoscera slagfältet, och i slaget skulle Gyllenkrok fungera som observatör och sambandsofficer, fri från ansvar. Den svenska stridsplanen utformades av Rehnskiöld i samråd med kungen. Planen gick ut på att det svenska infanteriet skulle delas upp i fyra kolonner som innan gryningen skulle genomföra en överraskande genomrusning av det ryska reduttsystemet i form av ett kombinerat infanteri- och kavallerianfall. Det svenska kavalleriet skulle följa infanteriet bakom, uppdelade i sex kolonner, och driva bort det ryska kavalleriet stationerade bakom redutterna, för att därefter skära av de ryska reträttvägarna norr om det ryska lägret. Efter att infanterikolonnerna passerat redutterna skulle de anfalla det ryska fältlägrets västra front, samtidigt som de svenska ryttarna opererade mot lägrets norra front. Infanteriet skulle utdela huvudstöten i detta avslutande anfall mot lägret, varefter den ryska förskansade armén skulle stå instängd med ryggen mot floden och hotas av total undergång.

## Slagordning

### Svenska armén
Enligt det svenska generalstabsverkets beräkningar kommenderade Karl XII vid Poltava och dess omnejd över 24 700 svenska reguljära trupper, varav 22 450 stridsdugliga, och omkring 6 000 irreguljära kosacktrupper och zaporoger. Det reguljära svenska infanteriet bestod av totalt 11 270 man, varav 1 070 underofficerare, med en effektiv stridande styrka på 9 300 man. Det reguljära svenska kavalleriet bestod av 6 840 ryttare och 6 240 dragoner, totalt 13 080 man, med en effektiv stridande styrka på 11 900 man. Antalet svenska officerare uppskattades till mellan 1 850 och 2 000. Mazepas och Gordejenkos trupper beordrades att stanna kvar i sitt härläger vid Pusjkarjovka. Inför huvuddrabbningen skulle den anfallande svenska huvudstyrkan bestå av 8 170 fotsoldater fördelade mellan 18 bataljoner och 7 800 ryttare och dragoner fördelade mellan 109 skvadroner. De i slaget deltagande officerarna uppskattades till 290 kavalleriofficerare, 240−290 dragonofficerare och omkring 680 infanteriofficerare eller totalt 1 210−1 260 officerare. Endast fyra 3-pundiga regementskanoner och fyra ammunitionsvagnar, betjänade av omkring 30 artillerister under kapten Hans Clerckberg, skulle medföras inför drabbningen. Innan drabbningen skulle inledas genomförde omkring 1 000 irreguljära valakryttare under överste Sandul Koltza ett avledande anfall mot de två ryska redutterna vid Jakovtsi för att dra ryssarnas uppmärksamhet från den svenska huvudstyrkan. De svenska trupperna var samlade med högkvarteret, Livgardet och infanteriet vid och väster om "klosterhöjden" nordöst om Poltava. Kavalleriet fanns i öppna läger mellan byarna Ribitsi och Pusjkarjovka, ett par kilometer väster om infanteriet.

#### Huvudstyrkan
I huvudstyrkan skulle det svenska infanteriet marschera på fyra kolonner under befäl av, från vänster till höger, av generalmajorerna Axel Sparre, Berndt Otto Stackelberg, Carl Gustaf Roos och Anders Lagercrona. Kavalleriet skulle ställas upp bakom infanteriet och indelas i sex kolonner. Den vänstra kavalleriflygelns tre kolonner skulle ledas av generalmajor Hugo Johan Hamilton och den högra av generalmajor Carl Gustaf Creutz. Rehnskiöld förde det högsta befälet, Lewenhaupt skulle leda infanteriet och kavalleriet skulle främst ansvaras av generalmajor Wolmar Anton von Schlippenbach. Karl XII ville iaktta striden personligen och lät sig bäras vid infanteriet på en bår som spänts mellan två hästar, tillverkad av Mora kompani i Dalregementet. En avdelning bestående av 24 särskilt utvalda soldater ur Livgardet och 15 ur Drabantkåren under befäl av drabantlöjtnant Johan Giertta skulle verka som kungens egen livvakt. I kungens uppvaktning som medföljde på slagfältet ingick hovstaten under överseende av hovintendent Gustaf von Düben, fältkansliet under Piper och statssekreteraren Olof Hermelin, utländska sändebud och militärer såsom Stanisław Poniatowski och James Jefferyes, hovpredikanten Jöran Nordberg samt flera adjutanter, läkare, taffeltäckare, pager och lakejer.
Den första infanterikolonnen längst till vänster under generalmajor Sparre bestod av Västmanlands regementes två bataljoner på 1 100 man under Erik Sparre, Närke-Värmlands regementes två bataljoner på 1 200 man, samt en bataljon på 300 man ur Jönköpings regemente under Georg von Buschwaldt. Den andra kolonnen under generalmajor Stackelberg bestod av Västerbottens regementes två bataljoner på 600 man under Gideon Fock, en bataljon på 380 man ur Östgöta infanteriregemente under Anders Appelgren samt Upplands regementes två bataljoner på 690 man under Gustav Stiernhöök. Den tredje kolonnen under generalmajor Roos bestod av Dalregementets två bataljoner på 1 100 man under Gustaf Henrik von Siegroth samt två bataljoner ur Livgardet. Den fjärde kolonnen längst till höger under generalmajor Lagercrona bestod av en bataljon på 500 man ur Kalmars regemente under Gustaf Ranck, en bataljon på 500 man ur Skaraborgs regemente under Carl Gustav Ulfsparre, samt två ytterligare bataljoner ur Livgardet. Livgardet bestod av sammanlagt 1 800 man under Carl Magnus Posse.
Den vänstra kavalleriflygelns tre kolonner under generalmajor Hamilton bestod av Skånska ståndsdragonregementets 8 eller 10 skvadroner under prins Maximilian Emanuel av Württemberg-Winnental, Östgöta kavalleriregementes 8 skvadroner under Hamilton, Nylands kavalleriregementes 10 skvadroner under Anders Torstenson, Åbo och Björneborgs läns kavalleriregementes 8 skvadroner under Gustaf Eneskjöld, Upplands ståndsdragonregementes 8 skvadroner under Anders Wennerstedt, 10 skvadroner ur Nils Gyllenstiernas dragonregemente samt 10 skvadroner ur Carl Gustaf Dückers dragonregemente. Den högra kavalleriflygelns tre kolonner under generalmajor Creutz bestod av 1 skvadron ur Drabantkåren under Carl Gustaf Hårdh, Livdragonregementets 8 skvadroner under Philip Örnestedt, 12 skvadroner ur Livregementet till häst under Creutz, Smålands kavalleriregementes 8 skvadroner under Johan Valentin von Daldorff, 8 skvadroner var ur Norra respektive Södra skånska kavalleriregementen under Gustaf Horn respektive Carl Gustaf Örnestedt, 8 eller 10 skvadroner ur Nils Hielms dragonregemente samt 8 skvadroner ur Gustaf Adam Taubes dragonregemente.

#### Övriga posteringar
Både Karl XII och Rehnskiöld ansåg att de resterande 8 000 svenska trupperna inte skulle behövas inför striden och beordrade dessa att bevaka trossen, belägringsverken vid Poltava och förbindelserna längs Vorskla. Vid Poltava stod en belägringsstyrka på 1 300 man, bestående av en bataljon vardera ur Södermanlands respektive Kronobergs infanteriregementen under Gabriel von Weidenhaijn respektive Johan Cronman, 4 skvadroner ur Livdragonregementet och belägringsartilleriet, liksom en fältvakt på 30 ryttare vid Poltavas förstad. Det fanns en postering vid Nizjnje Mlyny bestående av en bataljon på 200 man ur Livgardet under Gabriel Johan Lagerhjelm, medan en postering vid Bulanovka tolv kilometer söder om staden, bestående av 30 dragoner under sekundlöjtnant Carl von Roland, drogs in den 27 juni. Vid Novyje Sanzjary stod generalmajor Johan August Meijerfeldts dragonregemente på 1 000 man och sedan 26 juni artilleriets bakre trossdelar. Längs Vorskla nedströms fästningen fanns svenska posteringar vid Bilyki, Kobeljaki och Sokolki, liksom svenskvänliga kosacker och zaporoger längs Psiols nedre lopp. Vid Bilyki stod 300 ryttare huvudsakligen från Dückers dragoner under överstelöjtnant Thomas Funck, och vid Kobeljaki och Stokolkow stod 500 ryttare huvudsakligen från Södra skånska kavalleriregementet under överstelöjtnant Göran Silfverhielm.
Kvar i det svenska högkvarteret vid Pusjkarjovka fanns 2 200 svenska soldater, mestadels sjuka och sårade, 28 varierande pjäser ur fältartilleriet och Mazepas och Gordejenkos kosacker och zaporoger. Trossen bestod av Adelsfanans fyra skvadroner under Anders Ramsvärd, en skvadron ur Livländska adelsfanan, fyra skvadroner var ur Karelska kavalleriregementet respektive Upplands ståndsdragonregemente under Carl Kruse, fyra skvadroner ur Schlippenbachs dragonregemente under överstelöjtnant Arvid Johan von Kaulbars, fyra skvadroner ur Carl Gustaf von Schreiterfeldt dragonregemente samt 4 skvadroner ur Henrik Otto von Albedyls dragonregemente. Artilleriet under befäl av överste Rudolf von Bünow bestod av sexton 3-pundskanoner med 150 skott, fem 6-pundskanoner med 110 skott per eldrör, två haubitser på 16 pund med 45 skott per eldrör och fem mörsare på 6 pund med 15 granater per eldrör.

### Ryska armén
Peter I kommenderade över 51 000 reguljära ryska trupper och 23 000 irreguljära kosacker och kalmucker. Det ryska reguljära infanteriet räknade högst 24 500 man i slaglinjen inför huvuddrabbningen. Det ryska reguljära kavalleriet bestod inför huvuddrabbningen av omkring 14 600 dragoner. Av de ryska trupperna befann sig omkring 60 bataljoner, omkring 27 000 man, och artilleriet inom det befästa lägret. Där fanns även Peter I:s stab och uppvaktning. Två infanteriregementen stod som säkerhetsbesättning i det gamla lägret vid Semjonovka och redutterna vid Petrovka. De sjuka och sårade ryska soldaterna var bortförda från lägret, medan antalet hästar och civila är oklart. Som skyddstrupp vid den ryska tross som förts norrut till Rubljovka fanns minst ett regemente. Det ryska reguljära kavalleriet, som bestod av omkring 30 dragon- och dragongrenadjärregementen med 20–23 haubitser och kanoner, totalt omkring 20 000 dragoner var förlagda längs Maloje Budisjtjeskogens bryn, strax norr om reduttlinjen och väster om Jakovtsilägrets västra front. Kavalleriet leddes av Aleksandr Mensjikov i samverkan med generallöjtnant Carl Ewald von Rönne. Under generalmajoren furst Grigorij Semjonovitj Volkonskij avdelades sex dragonregementen eller omkring 4 000 dragoner för samverkan med Skoropadskyjs irreguljära kavalleri.
Under senare delen av slaget detacherades från lägret en särskild stridsgrupp som under Mensjikovs befäl skulle anfalla eventuella svenska reservtrupper. Gruppen bestod av 6 299 man fördelade mellan 3 813 dragoner under generalmajor Johan Kristian Heinske och 2 486 fotsoldater under generallöjtnant Samuel Rentzel. Kavalleriet utgjordes av Troitska regementets sju skvadroner på 771 man, Smolenska regementets tio skvadroner på 992 man, Jamburgska regementets sex skvadroner på 617 man, Sankt Petersburgska regementets sju skvadroner på 723 man samt Kargopolska regementets sju skvadroner på 710 man. Infanteriet utgjordes av Tobolska regementets två bataljoner på 1 006 man, Koporska regementets bataljon på 517 man, Andrej Jurivitj Inglis regementes bataljon på 654 man samt Fichtenheimska regementets bataljon på 309 man.
Enligt den rysk-ukrainske historikern Valerij Moltusovs studier ska de tolv redutterna utanför det ryska lägret ha bemannats av 4 730 man från sex infanteriregementen under brigadör Savva Vasiljevitj Ajgustov. Styrkan bestod av Belgorodska regementets två bataljoner på 1 067 man under Vasilij Jakovlevitj Levasjov, Netjajevs regementes två bataljoner på 634 man under Ivan Konstantinovitj Netjajev, Nelidovs regemente 2 bataljoner på 749 man under Ivan Fjodorovitj Nelidov, Nekljudovs regementes två bataljoner på 705 man under Matvej Nekljudov, Jamburgska regementets två bataljoner på 682 man under Jakov Jurievitj Vestov samt von Deldins regementes två bataljoner på 893 man under Jeremej Vilimovitj von Deldin. De två redutterna belägna vid Jakovtsi bemannades med 1 700 soldater, medan de tio övriga redutterna ska bemannades av i genomsnitt 300 soldater vardera. De sex första anlagda redutterna i baslinjen hade en besättning på 200 soldater vardera. Varje långsida skulle ha bemannats av 50 man, men i verkligheten skulle endast 25 aktiva skyttar ha stått i beredskap medan den halva styrkan skulle ladda om skyttarnas vapen. Vidare bestyckades redutterna av mellan 15 och 20 medeltunga kanoner och bakom den tvärgående reduttlinjen placerades 13 stycken 3-pundiga mörsare. Bakom tvärlinjen grupperades omkring 10 000 ryska dragoner eller 16 dragonregementen under Mensjikovs befäl, formerade mellan 74 skvadroner på tre linjer bakom varandra. Kavalleriet till vänster kommenderades av generallöjtnant Rönne, i mitten av generalmajor Heinske och till höger av generallöjtnant Rudolf Felix Bauer. Ett beridet grenadjärregemente ställdes på båda sidorna av kavalleriet som flankskydd.
I Poltavas fästning fanns omkring 3 000 soldater under kommendant Kelins befäl, chef för Tverska regementet. På fästningens vallar fanns 28 mindre kanoner med omkring 100 artillerister under fortifikationschef Jean de Terson. I belägringens inledning bestod garnisonen av fyra bataljoner ur Kelins regemente och Ustiuzjska regementet under överste Ivan von Mengden. Natten mellan den 15 och 16 maj förstärktes garnisonen med en avdelning om 900 man under befäl av brigadören Aleksej Aleksejevitj Golovin. I avdelningen ingick tre mindre bataljoner ur Fichtenheimska regementet under överste Ivan Samuilovitj Fichtenheim, Nevska eller Apraksins regemente under överstelöjtnant Vasilij Pestrikov och Permska regementet under överste Timofej Ivanovitj Treiden. Av Poltavska kosackregementet under överste Ivan Prokofievitj Levenet ingick under belägringen några kompanier i Poltavas garnison, medan de övriga var disponerade på andra håll.

## Valplatsens terräng

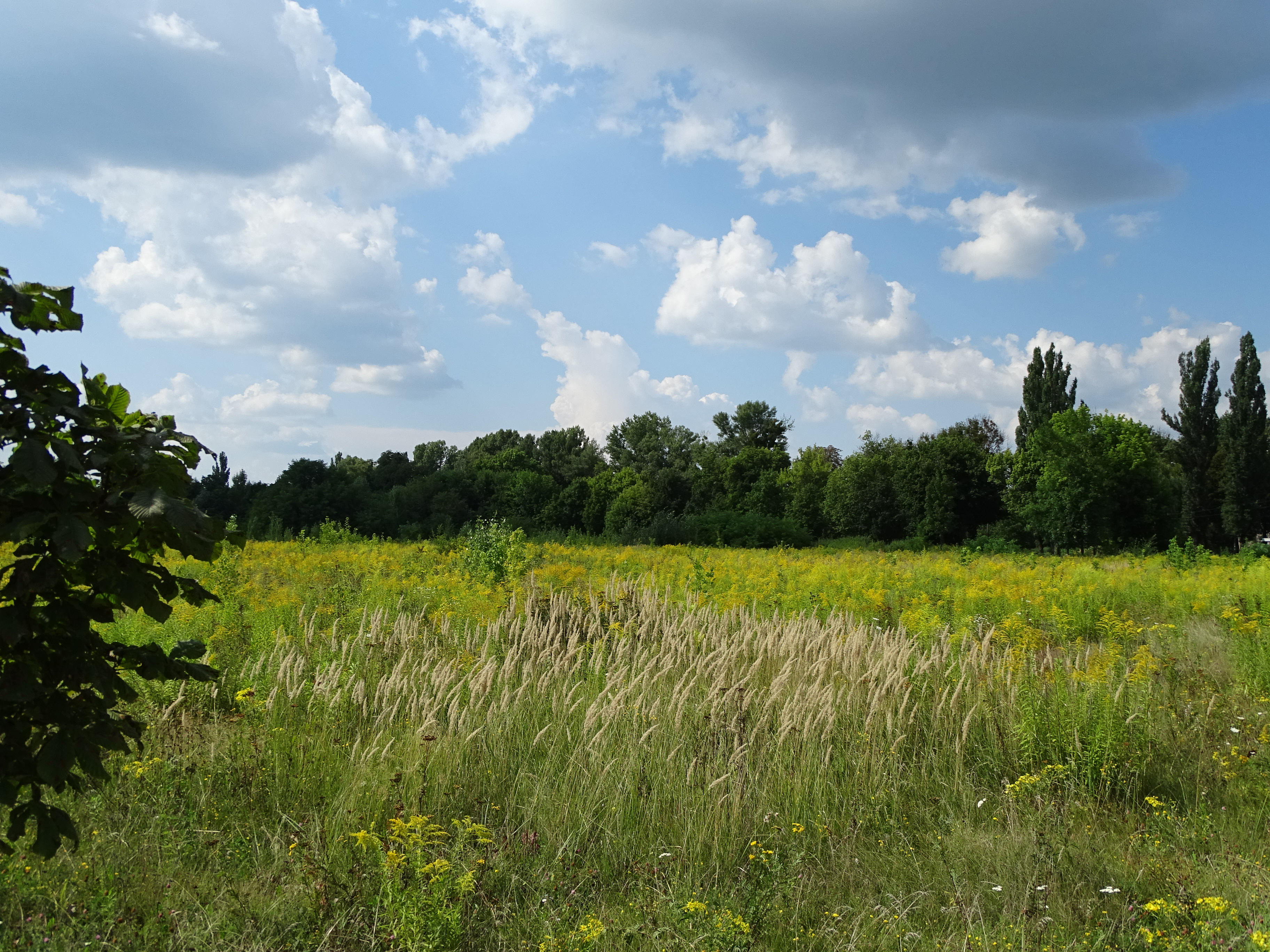
En bild på naturen utanför Poltavas slagfältsmuseum.

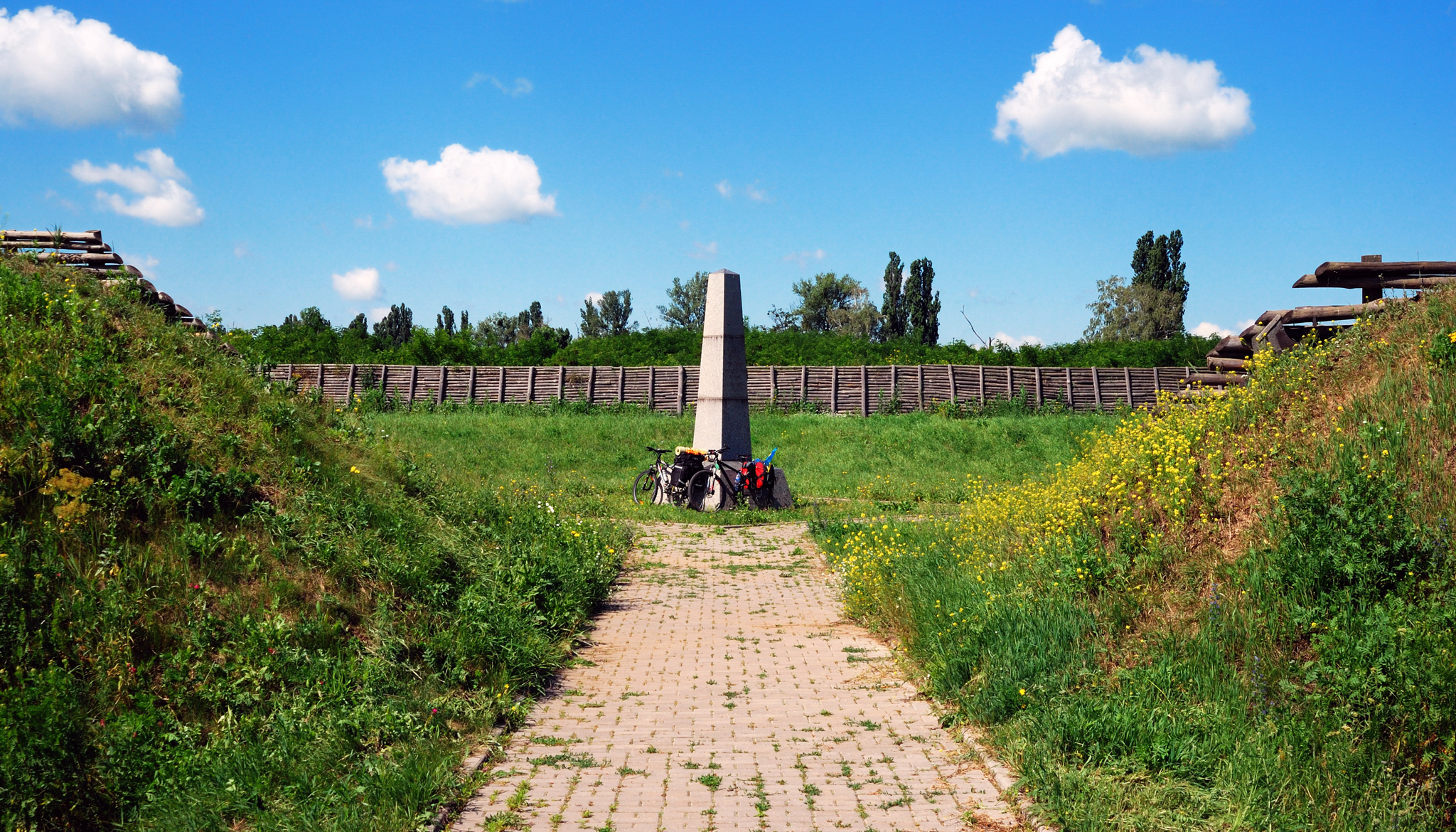
Ett stenmonument som utgör platsen för en av de ryska redutterna på slagfältet, som rekonstruerades inför slagets trehundraårsjubileum.

Valplatsen låg på den västra sidan av floden Vorskla, som rann i sydlig riktning mot Dnepr. Floden var uppdelad i flera biflöden, åar och bäckar som slöt upp längs en sank och sumpig flodsänka som bildade en mindre dal, mellan en och två kilometer vid. Väster om Vorsklafloden reste sig en vidsträckt slätt och som bildade ett stort, flackt platålandskap som genomkorsades av flera skogbevuxna raviner. Söder om valplatsen, på platån alldeles vid de höga sluttningarna ned mot den västra stranden av Vorskla, låg staden Poltava. Staden hade sitt läge där den gamla leden mellan Kiev och Kharkov klev över Vorskla, och var omgiven av raviner och byar. Hela stadsområdet inklusive förstaden omfattade något över en kvadratkilometers yta. Själva fästningsområdet och den del av stadsbebyggelsen som det inneslöt var cirka 1 000 × 600 meter. Befästningsområdet klövs i två delar av en ravin som genomkorsade landskapet. Av befästningsområdets två delar var den norra större och rymde den egentliga staden, medan den södra utgjordes av den mindre förstaden Masurovka. Sluttningarna upp mot Masurovka kläddes av körsbärslundar. Strax nordväst om fästningen låg på slätten en under belägringens gång nedbränd förstad som omgavs av en lång bågformad jordvall.

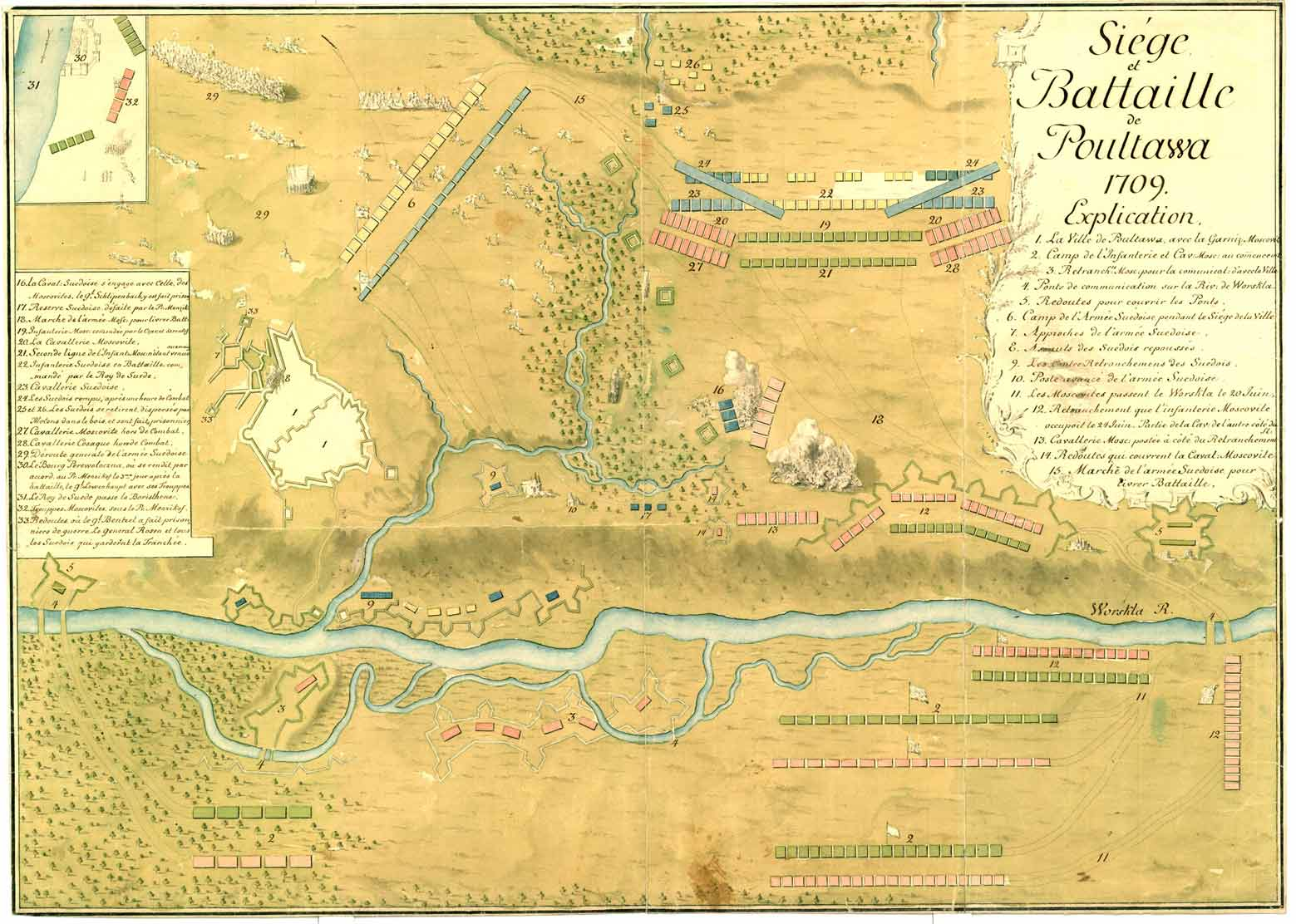
En samtida fransk karta som visar den lokala topografin inför det kommande slaget.

Strax öster om fästningen ledde branta skogbeväxta backar ner till floden och ett drygt en kvadratkilometer stort fält, som översvämmades varje år. Söder om Poltava löpte en lång ravin där belägringstrupperna hade sin bivack. Norr om staden skar en lång och bred ravin in i höglandet ovan floden som löpte i nord-sydlig riktning mot den vidsträckta Jakovtsiskogen, med ett ravinsystem fyllda av bäckar och små tjärnar. Skogen sträckte sig från Poltavas utkanter i söder till byn Jakovtsi med det ryska huvudlägret i norr, byarna Pavlenki och Maloje Pavlenki i väst och sluttningarna till floden Vorskla i öst. Drygt en kilometer nordväst om Poltava reste sig en långsträckt höjd som slöt an till Jakovtsiskogen, och dess sluttningar var täckta av vindruvsodlingar och stora körsbärsträdgårdar. På denna höjds södra spets låg ett kloster där den svenska ledningen hade sitt högkvarter. Vid klosterhöjden hade också det svenska infanteriet sitt bivack dagarna innan slaget. Drygt fyra kilometer väster om infanteriets läger låg det svenska kavalleriets vidsträckta läger på den vågiga slätten mellan byarna Ribitsi och Pusjkarjovka. Söder om Pusjkarjovka stod större delen av arméns tross med dess tusentals vagnar uppställda delvis i skydd av en stor ravin.
Slätten som omgav det ryska lägret i väst och norr var relativt platt och svagt lutande, och täcktes av torr lössjord. Ungefär en kilometer väst om lägret bildade böljorna i terrängen en stor sänka i närheten av byn Pobivanka. Precis intill den låg det vidsträckta Maloje Budisjtjeskogen. Denna sträckte sig norrut och i en vid båge åt nordväst, där den följde Ivantjinskijbäcken som kröp fram i en svag sänka kallad "Lilla moraset", vars botten var fylld av gyttjiga moras och en del små dammar. Utspridda i trakterna fanns det också en stor mängd jordkulor, i vilka befolkningen förvarade sina livsmedel, och som utgjorde farliga hinder för förbipasserande ryttare. Vid bäckens flöde stod byarna Maloje Budisjtje och Ivantjinskij med stugor gjorda av lera och halmtak, omgivna av gärdesgårdar och körsbärsträd. Mellan Maloje Budisjtje- och Jakovtsiskogarna fanns en mellan 1 200 och 1 500 meter bred korridor, beväxt med en del buskar och en och annan trädgrupp. I dess längdriktning löpte en svag ås som skilde Maloje Budisjtjeskogen från den så kallade "Stora ouvragen", ett skogbeklätt ravinsystem med byarna Tachtaulov, Osmatjiki och Zjuki utanför dess norra skogsbryn. Korridoren mellan Maloje Budisjtje- och Jakovtsiskogarna var den enda raka vägen som svenska trupper kunde använda för att angripa det ryska lägret. Då den ryska ledningen förstod korridorens betydelse beslutade Peter I att anlägga befästningar för att blockera svenskarnas marschväg. Först anlades sex redutter tvärs över öppningen mellan de två skogarna. Sedan gavs order om att bygga fyra ytterligare redutter i rät vinkel ut från baslinjen i riktning mot svenskarna.

## Uppmarschen till valplatsen

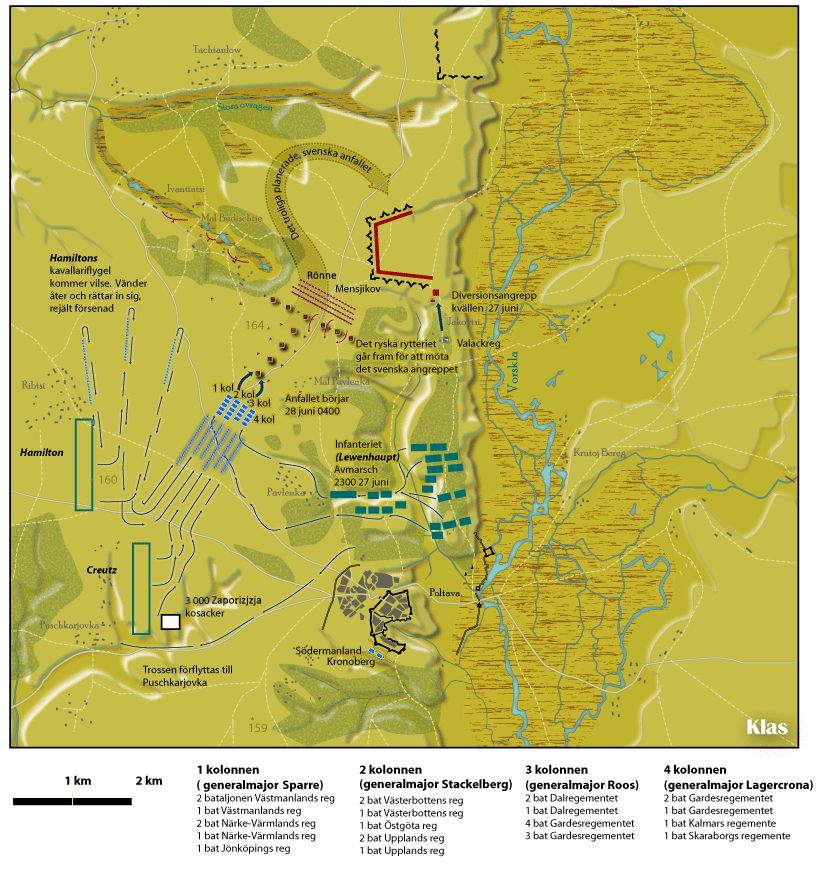
Uppmarschen och det första angreppet.

Klockan tjugotre den 27 juni gav Rehnskiöld order om uppbrott. Innan marschen höll armén korum med bön, varefter soldaterna sjöng tyst vers 6 ur psalm 96 från 1695 års psalmbok. Strax efter klockan ett på natten begav sig de svenska kolonnerna iväg under tystnad mot de ryska redutterna, samtidigt som Koltza med sitt utgångsläge från klosterhöjden genomförde sitt avledningsanfall utmed Vorskla mot byn Jakovtsi. Redan från början blev marschen problemfylld då en del enheter på grund av nattmörkret hamnade på fel plats, varefter Rehnskiöld hade ett häftigt meningsutbyte med Lewenhaupt. Längst ut på den vänstra flanken red generalmajor Hamilton fel med sina kavalleriavdelningar. Infanteriet som kom först på plats blev tvungna att stanna kvar i sina formationer. Vid denna tidpunkt gav sig generalmajor Schlippenbach ut på en rekognosceringstur för att bilda sig en uppfattning om terrängen och kavalleriets anfallsvägar. Han försvann dock bland de ryska linjerna och kvar på platsen var generalmajor Creutz, som nu i praktiken fick leda det svenska kavalleriet under resten av dagen. Vid gryningen gick det svenska infanteriet över till linjeformation.
På natten till den 28 juni red Rönne med en rysk rekognosceringspatrull mot det svenska lägret, där han upptäckte en tyst, men febril aktivitet. Han var övertygad om att svenskarna gjorde sig redo för utmarsch och återvände med sin patrull till reduttlinjen. Han beordrade sina dragoner att göra sig redo för strid och runtomkring honom pågick arbeten med att bygga nya redutter.
Under natten begav sig Gyllenkrok med några fortifikationsofficerare på en rekognosceringstur när han fick höra ett huggande och bultande ljud i horisonten. När han red ut på fältet för att undersöka ljudet upptäckte han att ryssarna under natten hade byggt fyra redutter som låg i en rät vinkel framför svenskarnas marschrutt. På vägen tillbaka stötte han på Rehnskiöld ensam på fältet och rapporterade för honom om hans upptäckt, som blev fullständigt överraskad och tvingades lägga om sin stridsplan. Rehnskiöld red tillbaka till infanteriet och beordrade dem att återigen ställa upp i marschordning i fyra kolonner. Gyllenkrok fortsatte sin rekognosceringstur utanför de ryska redutterna och avbröts plötsligt av pistolskott, följt av trumvirvlar. De ryska besättningarna som arbetade på de fyra nybyggda redutterna kastade ifrån sig sina verktyg och intog sina eldställningar. Rönnes dragoner rullade sina kanoner i ställning mellan redutterna och avfyrade sina första skott, som dödade två svenska ryttare. Ungefär samtidigt slog ryssarna larm vid de två redutterna nära Jakovtsi, där ryssarna fällde muskötsalvor mot Koltzas valakregemente. Anfallet slogs tillbaka och Koltza blev tillfångatagen, men aktionen gjorde att den ryska ledningen blev osäkra om var den svenska armén skulle kraftsamla sitt anfall.
| ”                  | Fiendens trummor begynte röras nu öfwer alt, iag red så tillbakas till infanteriet och kom till Wässmanlandz regemente der Hans Maj:t och Feltmarchalken war. I praesence av Gen: Major Sparre och öfwerste Siegroth beklagade Hans Excell:ce (Rehnskiöld) sig att alle woro i confusion. Hwad Gen: Major Sparre honom swarade eller tilltalte hörde iag eij, men Hans Excell:ce swarade honom: 'Du will wara klokare än iag!' Jag frågade öfwerste Sigroth, hwar uthi Confusion består? Han swarade mig att han det äj weet, men alt är underligit här. | „ |
| – Axel Gyllenkrok. | |   |

Den svenska huvudstyrkan hade därmed förlorat överraskningsmomentet och den svenska ledningen blev osäkra över nästa drag. Armén saknade material och tungt eldunderstöd för att kunna storma de ryska fältbefästningarna, men samtidigt var arméns försörjningsläge i fortsatt nödläge. Efter ett rådslag med Karl XII, Piper och Lewenhaupt fattade Rehnskiöld beslutet att fullfölja anfallsrörelsen, som skedde klockan fyra på morgonen den 28 juni. På grund av tidsbristen för ordergivningen till de inblandade kolonnbefälhavarna och till regements- och bataljonscheferna blev resultatet att dessa fick tvetydiga tolkningar av sina uppgifter, där en del uppfattade att man skulle anfalla och genom en öppning slå sig förbi reduttlinjen, medan andra menade att man skulle neutralisera hotet från redutterna. En rusning genom den tvärgående reduttlinjen försvårades av de fyra nybyggda redutterna, som stod längs med den svenska anfallsriktningen. De svenska kolonnerna skulle därför marschera i behörigt avstånd från varandra och mellan redutterna, vilket gjorde att dessa riskerade artillerield från en längslinje som sträckte sig i en och en halv kilometer, och med en marschtakt om 75 meter per minut skulle kolonnerna riskera tjugo minuters eld i flanken.
Ryska posteringar hade omedelbart och i god tid meddelat svenskarnas rörelser mot reduttsystemet till Mensjikov, som vidarebefordrade nyheterna till Peter I och Sjeremetev. Mensjikov beordrade sedan det ryska kavalleriet att sitta upp och göra sig stridsberedda. I lägret beordrade Peter I de förskansade bataljonerna att göra sig färdiga till batalj. Dessa aktioner verkställdes redan innan de första svenska bataljonerna nådde fram till det ryska reduttsystemet.

## Slaget

### Svenska anfallet mot redutterna
Klockan fyra på morgonen avfyrade de fyra svenska regementskanonerna dubbel svensk lösen, och det svenska infanteriet med kavalleriet bakom sig började marschera mot de ryska redutterna. Vid anfallets inledning rådde förvirring i de svenska leden, då det rådde oklarhet om förbandens formering, vilket resulterade i att flera bataljoner inte kunnat slutföra sina formeringsrörelser under stridens inledning, och genom kavalleriets felridningar hade hela armén råkat i akut tidsnöd. När fälten skådade dagens ljus befann sig det svenska infanteriet inom räckvidd för de främsta redutternas kanoner, som påbörjade sin bombardemang på längsta skottvidden och dödade enstaka svenska fotsoldater, inklusive två gardister invid kungens hästbår.
| ”                  | I det samma begynte fienden skiuta med sine stycken, och ankom iag till Wässmanl. Regemente. Men Hans Maj:t war borta, hwarföre wände iag om och red till Guardies columne [kolonnen längst till höger], som då tillika med de andre columner war i full marsche på fienden. | „ |
| – Axel Gyllenkrok. | |   |

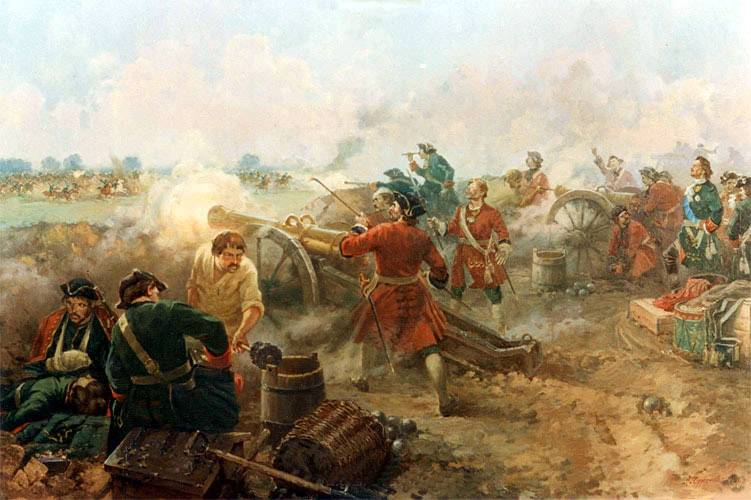
Detalj ur ett diorama i Poltavamuseet, föreställande rysk kanonbeskjutning mot svenska ryttare.

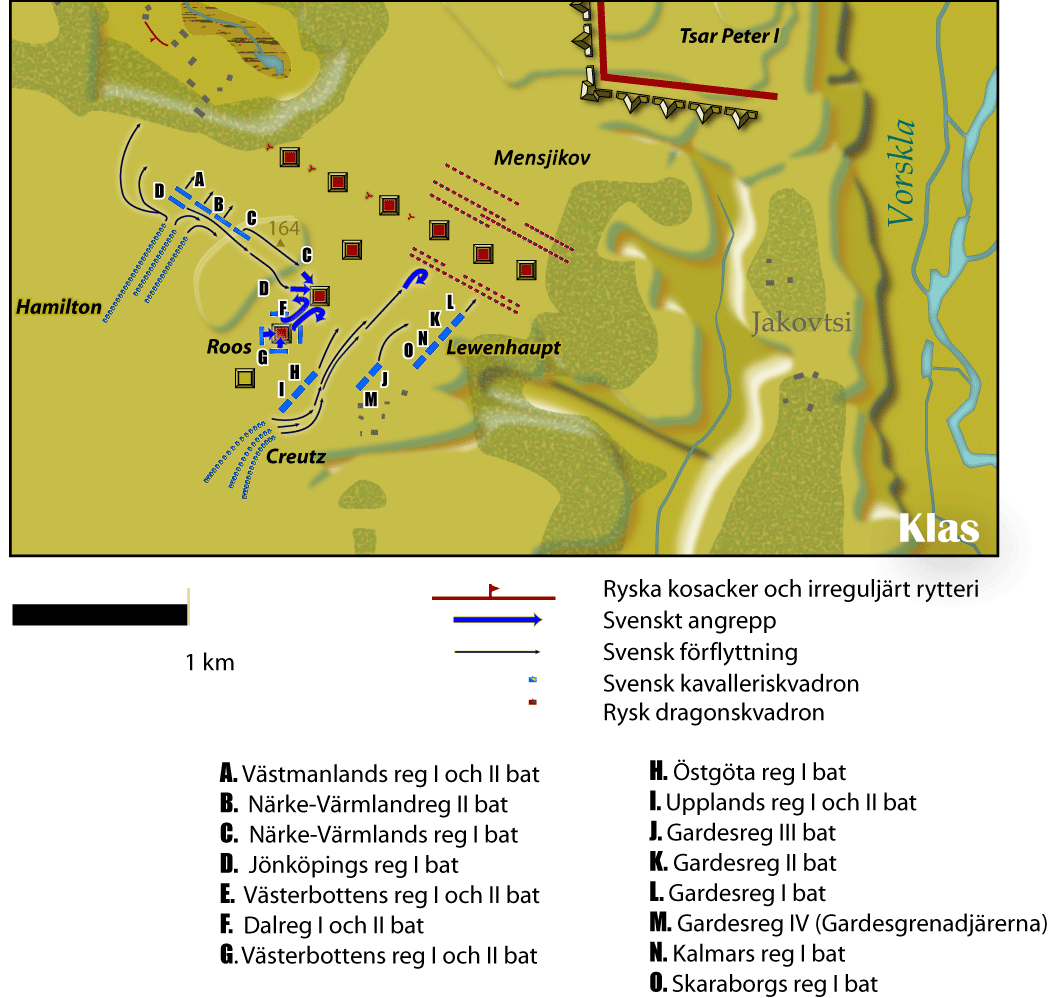
Anfallet mot de främsta redutterna.

De två mittersta kolonnernas anfall var oredigt från början och bataljonerna kom snabbt att skiljas från varandra, men trots detta gick de främsta förbanden raskt framåt. Den främsta redutten angreps från vänster av generalmajor Stackelberg med Västerbottens regementes två bataljoner och från höger av överste Siegroth med Dalregementets två bataljoner. Dessa fick även understöd från Livdragonregementets fyra skvadroner, som anföll en mindre rysk styrka som stod i mellanrummet till nästa redutt. Redutten hade inte byggts färdig och intogs snabbt, och de flesta i besättningen dödades medan de överlevande flydde in i nästa redutt. Den andra redutten var bättre förstärkt men den intogs på kort tid av Dalregementet och hela dess besättning dödades. Samtidigt som detta skedde framryckte kolonnernas bakre bataljoner, två gardesbataljoner ur Roos kolonn och en östgötsk och två uppländska bataljoner ur Stackelbergs kolonn, och strömmade förbi till vänster. De ryska redutterna sköt ihållande musköt- och kanoneld mot de anryckande svenska kolonnerna, som led svåra förluster, vilket skapade stora moln av fet krutrök som täckte hela slagfältet och försvårande de svenska officerarnas överseende.
Karl XII ihop med sitt följe och generalstaben följde med den fjärde kolonnen längst till höger, som under sin framryckning hade dragit sig längre högerut, in i Jakovtsiskogen, för att snabbare kunna ta sig förbi redutterna. Vid det här laget anmärkte generalmajor Roos att han förlorat kontakten med de två gardesbataljonerna som ingick i hans kolonn. Han fick därefter veta att bataljonerna, av någon outgrundlig anledning, fick order om att ansluta sig till generalmajor Lagercronas fjärde kolonn av Livgardets chef, överste Posse. Samtidigt fortsatte Siegroth och Roos framåt med Dalregementet för att understödja två bataljoner från Jönköpings och Närke-Värmlands regementen som påbörjat anfallet av en tredje och starkare befäst redutt. Tillsammans med Västerbottens regementes två bataljoner från Stackelbergs kolonn genomförde Roos tre anfall mot den starka redutten och samtliga slogs tillbaka av dess besättning. I samtliga sex svenska bataljoner som deltog i reduttstriden blev manfallet stort. I rask takt stupade Jönköpingsbataljonens regementschef Buschwaldt, liksom överstelöjtnant Natt och Dag och major Oxe, vilket lämnade kapten Mörner som kommenderande officer. I närheten blev även överste Siegroth dödligt sårad. Då denne var en av ytterst få officerare som varit med när kungen meddelade sin stridsplan, blev Roos och hans bataljoner kvarstående bland redutterna och saknade nya anvisningar.
Under tiden som de övriga tre kolonnerna efter anfallets inledning var på väg att passera reduttlinjen, var Roos trupper fortfarande kvar i den invecklade striden mot den tredje redutten. Med omkring 40 procent eller 1 100 i antalet stupade och sårade bland trupperna, blev löjtnant Olof Pommerijn från Dalregementet tvungen att uppsöka Roos och anhålla om att trupperna borde avbryta anfallet och dra sig tillbaka. Roos gav med sig och drog sedan slutsatsen att besättningen i den tredje redutten var för stark. Vid sextiden beordrade Roos att de överlevande förbanden skulle återsamlas österut i brynet av Jakovtsiskogen nära Maloje Pavlenki, där han sett sårade svenskar krypa till. Då flera officerare hade stupat blev Roos tvungen att själv omorganisera hans återstående 1 500 soldater. Dalregementets och Västerbottens regementes respektive två bataljoner slogs ihop till en enda, vilket lämnade Roos med en bataljon vardera från Dal-, Västerbottens, Närke-Värmlands och Jönköpings regementen. Kort därefter anlände på fältet generalmajor Schlippenbach och hans spaningsavdelning, åtföljd av kapten Nils Bonde, som brutit sig igenom och kom från Rehnskiöld för att visa vägen till armén. Roos bad Bonde att avvakta tills han organiserat sina trupper till strid.

### Kavalleristriderna vid reduttlinjen
Under hela den svenska framryckningen låg svenskarna under eldgivning från Rönnes dragonartilleri. Även hans chef Mensjikov hade kommit på plats för att rida till motangrepp med dragonerna. Dessa framryckte genom den bakre reduttlinjen och angav karakollartade karbinsalvor mot de anryckande svenska kolonnerna. Den svenska högra kavalleriflygeln under Creutz var i oordning och pressades ut till höger av artillerielden. Utrymmet var mycket trångt mellan det svenska infanteriet, redutterna och skogen. Creutz beordrade dock ett omedelbart motanfall och de svenska skvadronerna travade igenom trängseln för att möta de ryska dragonerna i strid. Dessa anföll svenskarna i omgångar och hade några lokala framgångar genom att kasta tillbaka de första svenska skvadronerna, vilket fick Mensjikov att anhålla för Peter I om att han kunde hejda det svenska anfallet ifall han fick stöd från det ryska infanteriet. Tsaren ville dock inte riskera sitt infanteri och ville först avvakta stridens utveckling. Först när svenska skarpskyttar från infanterikolonnerna började tillstöta de ryska dragonerna började dessa pressas bakåt mellan redutterna under mycket hårda strider.

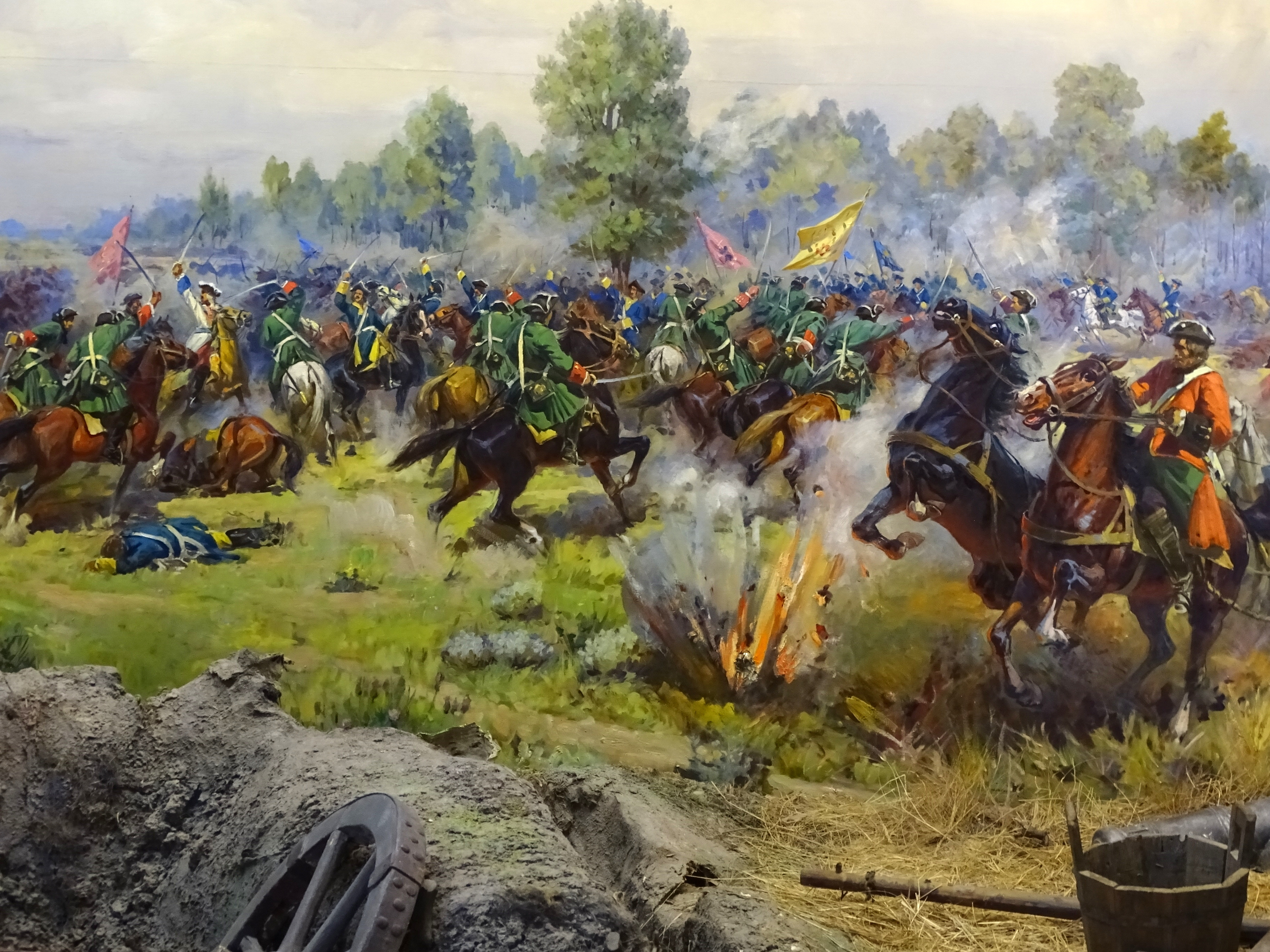
Detalj ur dioramat i Poltavamuseet, föreställande en kavalleristrid.

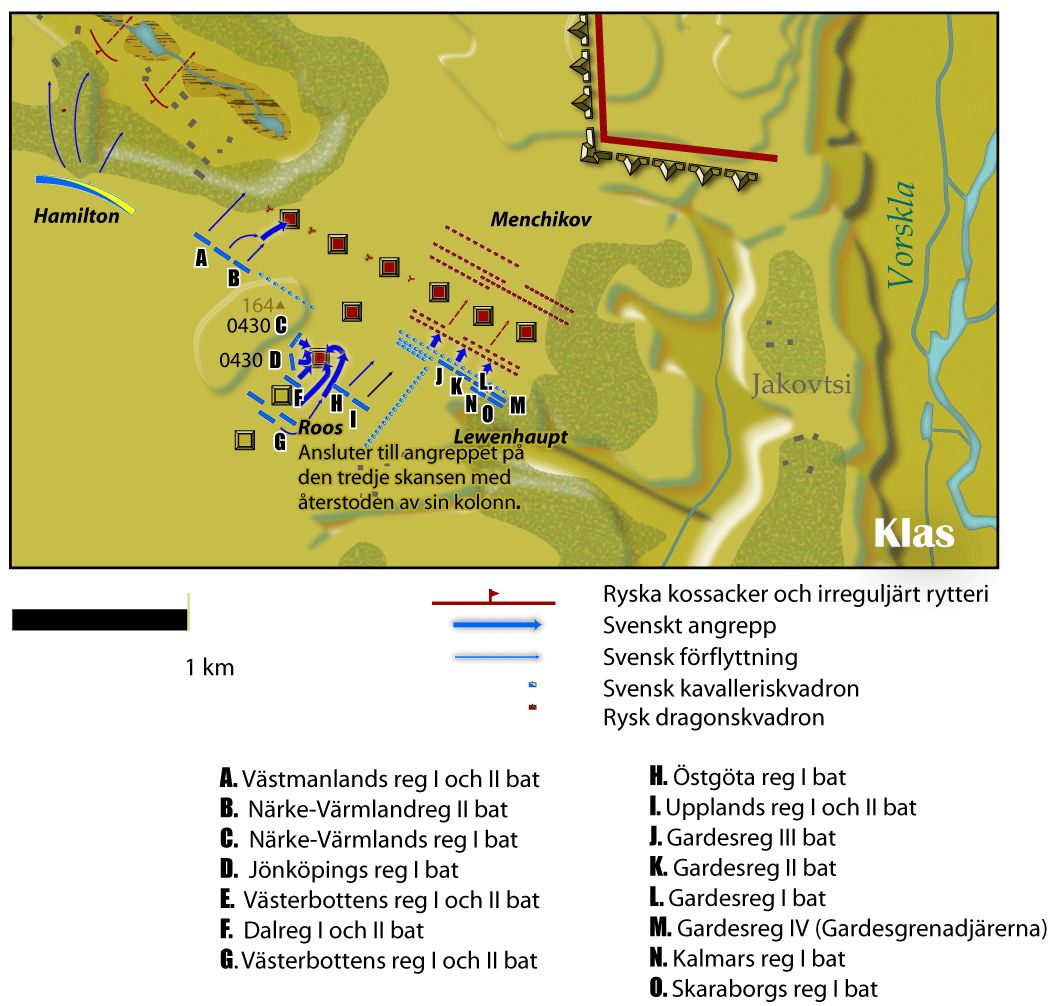
Strid mellan ryska dragoner och svenskt kavalleri och infanteri.

Den svenska vänstra kavalleriflygeln under Hamilton anföll Bauers ryska dragoner på en bredare front än den högra. Den sträckte sig från Maloje Budisjtje i väst och mellan de närmast intill belägna redutterna nära skogsbrynet i öst. Samtidigt hittade Hamilton där en väg för att kunna kringgå tvärlinjens yttersta redutt. Generalmajor Sparre medföljde Hamilton med Västmanlands regementes båda bataljoner och en bataljon av Närke-Värmlands regemente, medan resten av hans kolonn var indragen i striden mot den tredje redutten. Även här var framkomligheten svår för den vänstra kavalleriflygeln, och både fotsoldaterna och ryttarna tvingades ta sig igenom skog med nedhuggna träd, moras, dolda jordkulor och Maloje Budisjtje. När ryttarna kom förbi reduttlinjen red dessa till anfall mot det ryska kavalleriet på denna flank. Efter en kort strid tvingades ryssarna retirera och pressades långsamt bakåt av de svenska ryttarna.
| ”                                                   | Då oss i dettsamma gaffs ordres att avansera, hwilket och effter-koms och kom wår wänstra flygel, war widh iag war dels att gå igenom en by (Maloje Budisjtje) och dels igenom en skog wärest träna wore mäst kullfälta och måste wij sombliga passera emellan fiendens skansar och utholla en stark eld så af styckena som musqueteriet hwilket oss giorde stor skada på hästar och folk och sedan wij dem passerat funno wij fiendens cavallerie för oss rengerat, hwilket wij strax attaquerade och effter en lithen resistance gåfwo de fluchten och förfölgde wij dem ett temmeligit stycke till dess wi finge ordres att stanna. | „ |
| – Nils Gyllenstierna, ur Gyllenstiernas berättelse. | |   |

Hamiltons framgångsrika anfall sprängde flera ryska förband och skapade panik bland ryssarnas irreguljära förband. Vid ett tillfälle gick en parlamentär för en stor grupp kosacker fram till Skånska dragonregementets chef, prins Maximilian, och erbjöd att med kungens medgivande gå över till den svenska sidan med 2 000 kosacker. Parlamentären fick dock vända tillbaka efter att prinsen själv inte kunde bevilja dennes anbud, och besvarade: "emedan vår nådige konung under aktionen blivit från oss separerad och nu intet tillstädes var, att man hans nådige vilja häröver kunde inhämta."
Kavalleristriden på den svenska högra flygeln böljade fram och tillbaka och kunde avgöras till svensk fördel först efter ett antal kavallerichocker. Peter I hörde med stigande oro ljudet av de hårda striderna från reduttlinjen och beordrade Mensjikov att retirera. Mensjikov ville dock fortsätta striden och skickade 14 erövrade svenska fälttecken till tsaren ihop med en önskan om förstärkning. Men Peter I lät sig inte övertygas och gav en skarp tillsägelse till Mensjikov om att dra sig tillbaka. Efter en timslång strid vek det ryska kavalleriet bakåt och Creutz började förfölja dem tvärs över det öppna fältet mellan det ryska lägret och Maloje Budisjtjeskogen. Mensjikov lät skicka större delen av kavalleriet under Bauer till huvudlägrets norra flank och drog sig själv med en mindre avdelning tillbaka till lägrets västra och södra flank. De ryska kanonerna på lägervallarna avfyrade bakom de retirerande ryska ryttarna för att förhindra Creutz ryttare från mer energiskt förföljande. Jakten mot Bauers ryttare gick dock vidare förbi det ryska lägret mot den stora ouvragen. När omkring en kilometer återstod till ouvragen fick de svenska ryttarna order av Rehnskiöld att avbryta sin förföljelse och återvända till slagfältet. Genom denna befallning räddades det ryska kavalleriet ur en svår knipa och kunde dra sig undan till och vid lägret för att omgruppera sig. Kavalleriets förluster under slagets första skede räknade omkring 1 000 i antalet stupade och sårade. Bland de senare var generallöjtnant Rönne, som överlämnade sitt befäl till Bauer.

### Genombrytningen av reduttlinjen

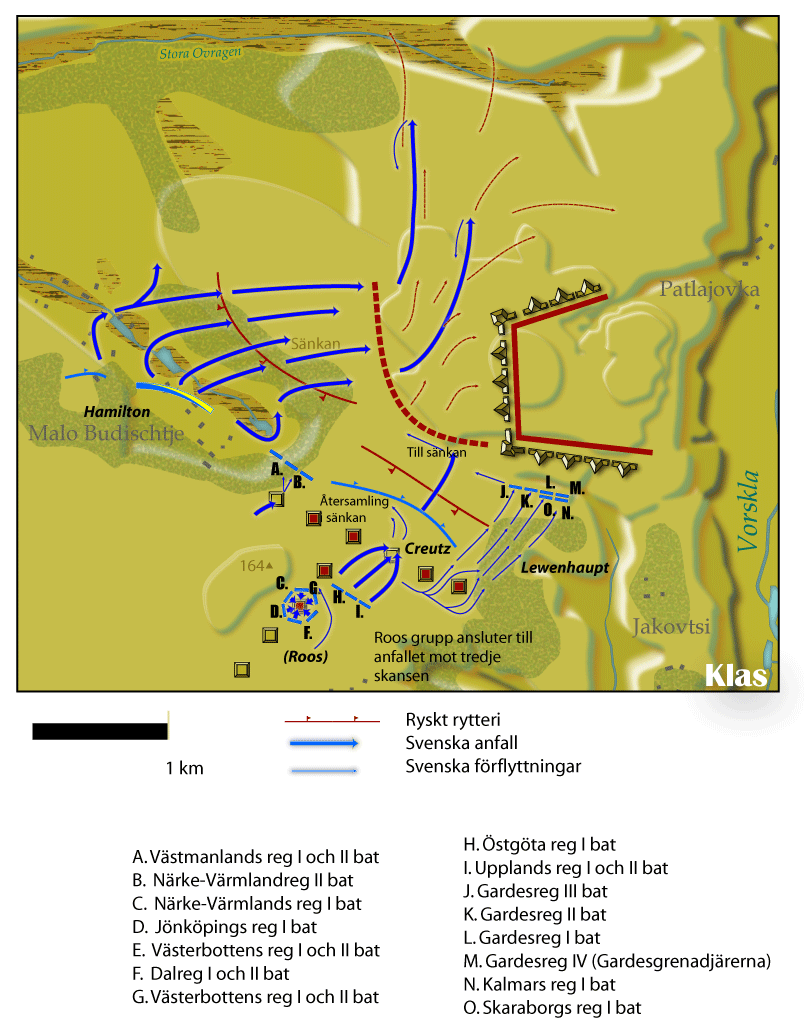
Genombrytningen av reduttlinjen.

Medan kavalleristriderna pågick kunde det svenska infanteriet med ryttarnas understöd ordna sina led och fortsätta sin framryckning, trots den mördande elden från redutterna. Parallellt med Creutz förföljelse av det ryska kavalleriet stormades och erövrades en av de mellersta redutterna av tvärlinjen av Östgöta och Upplands infanteriregementen från den andra kolonnen, med understöd från en bataljon av Närke-Värmlands regemente ur Sparres kolonn, som därefter marscherade vidare åt nordväst. Parallellt med Hamiltons kavallerianfall till vänster gick Sparre och Västmanlands regemente rakt på och erövrade redutten längst till vänster av tvärlinjen och fortsatte vidare genom Maloje Budisjtjeskogen. Lewenhaupt som marscherade längst till höger med Lagercronas kolonn och Livgardets samlade styrka upptäckte att man gick fram för snabbt och att de övriga kolonnerna till vänster fortfarande satt fast bland redutterna, vilket gjorde att ett glapp uppstod i formationen. Lewenhaupt anhöll för Rehnskiöld om att man borde bromsa samtliga kolonner för att kunna invänta de övriga bataljonerna och åter ordna stridslinjen; ett förslag som delades av Gyllenkrok. Men Rehnskiöld som var i närheten beordrade full fart framåt för att inte ge ryssarna betänketid, en uppfattning som delades av Stackelberg. Därmed kom de bataljoner som stred mot den tredje redutten att bli efter och att till slut tappa kontakten med huvudstyrkan.
Under rådande omständigheter beslöt Lewenhaupt att med sina samlade sex bataljoner gå mot det ryska huvudlägrets södra flank, där han upptäckte en svag punkt i fältbefästningen. De passerade en ravin framför lägret och på omkring en kilometers avstånd förberedde man sig för att storma det ryska lägrets södra fältverk. De ryska artilleripjäserna som upptäckte vad som föregick nära lägret började beskjuta Lewenhaupts bataljoner, liksom det framstormande svenska kavalleriet som jagade fram över slätten. Samtidigt påbörjade åtskilliga ryska infanteriförband på Peter I:s order en utrymning av det ryska lägret över till den andra sidan av floden Vorskla.
Rehnskiöld var orolig över den utvecklade situationen. Han upptäckte att den vänstra infanteriflygeln hade hunnit en bit bort från redutterna, men att Roos bataljoner hade sackat efter och som fortfarande var invecklad i striden mot den tredje redutten och förlorat flera soldater bland sina led. I stället för Lewenhaupts påbörjade inbrytning av det ryska lägret hamnade stridens fokus på Roos onödiga kamp mot den tredje redutten, vilket gjorde att den svenska ledningen förlorade tyglarna över striden till förmån för ryssarna. Rehnskiöld ville nu hålla armén så tätt samlad som möjligt och skickade adjutanter till både Hamilton, Creutz och Lewenhaupt med strikta kontraorder om att avbryta sina anfall. Han beordrade dessa att marschera västerut och återsamla sig till Pobivankasänkan väst om det ryska lägret, i närheten av Maloje Budisjtjeskogen.
Under framryckningen förbi redutterna hade Karl XII och hans följe marscherat en bit bakom Lewenhaupts bataljoner. Följet blev ansatta av kosacker på alla sidor, men dessa utgjorde inget större hot och blev sedan bortdrivna av en livdragonskvadron. När följet sedan marscherade samma väg som de svenska ryttarna råkade man hamna i korseld från reduttlinjen. Hästbårens högra bärstång blev avskjuten vilket gjorde att båren behövde hastigt repareras mitt på slagfältet. Dessa reparationsarbeten skedde under kraftig rysk beskjutning som fällde 8 drabanter och 10 gardessoldater, medan kungen själv klarade sig med minsta möjliga marginal. När båren var reparerad följde Karl XII med Östgöta infanteriregemente i den andra kolonnen. Vid sextiden började Creutz kavalleri och Lewenhaupts bataljoner lämna sina utsatta positioner och armén samlades i Pobivankasänkan. Sparre som tagit en omväg genom skogen till vänster var den förste som kom till rätta med Västmanlands regemente. Det saknades dock infanteri från tre av de fyra kolonnerna. Rehnskiöld beordrade Sparre att marschera tillbaka mot reduttsystemet med sitt regemente och med Hielms dragonregemente för att leta efter Roos trupper och försöka lotsa dem tillbaka till huvudstyrkan, som nu började samlas vid sänkans norra ände i närheten av lilla moraset. Den samlade skaran soldater passade på att vila på sina strama formeringar, samtidigt som Karl XII slöt upp och gratulerades av sin uppvaktning till de vunna framgångarna.

### Striden mot Roos kolonn

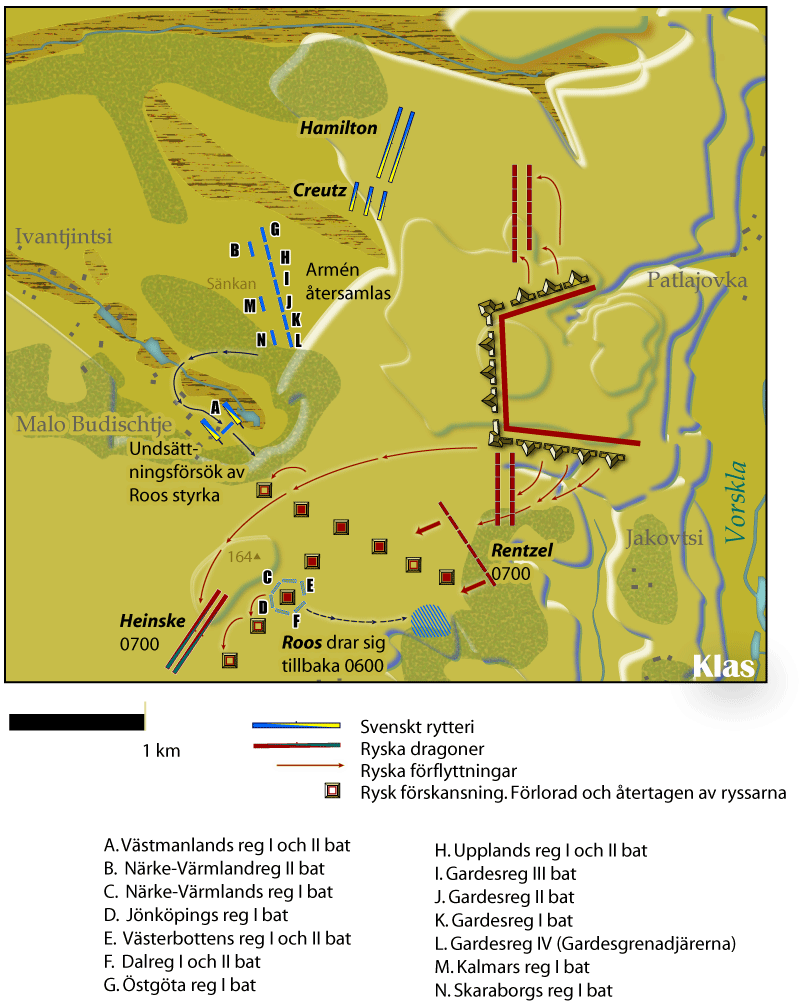
Roos kolonn tappar kontakten med huvudarmén.

Enligt Moltusovs studier hade ryssarna fått underrättelseunderlag som pekade på att en andra svensk anfallsväg var på väg med reservtrupper och fältartilleriet. Mensjikov fick order av Peter I att möta det förmodade hotet med en stridsgrupp, bestående av Samuel Rentzels fem infanteribataljoner och Heinskes fem dragonregementen. Rentzels bataljoner gick genom skogen samtidigt som Heinskes dragoner tog vägen via redutterna. Ryska bataljoner från lägret återbesatte de redutter som tidigare erövrats under morgonens strider. Detta tycks ha hänt samtidigt som Rehnskiöld försökte samla sina splittrade enheter. Någon ankommande svensk artilleristyrka kom inte, men av en händelse träffade Mensjikov i stället på Roos bataljoner i skogsudden. Han beslöt att omedelbart gå till anfall, i tron om att dessa var de svenska reservtrupperna.
Roos upptäckte de hotande ryska dragonerna på fältet och de ryska bataljonerna som framstack sig genom skogen och längs fältkanten. Han beordrade sina kvarvarande fyra bataljoner att formera sig i en öppen fyrkant; Jönköpingsbataljonen ställdes upp i rät vinkel mot Närke-Värmlands bataljon som ställdes upp med front mot de ryska bataljonerna. Invid dessa rangerades västerbottningarnas bataljon, medan dalkarlabataljonen ställdes upp på den vänstra kanten, som med sin vänstra flygel begravd i en liten hasseldunge fick uppdraget att hindra de ryska dragonerna från att anfalla svenskarna i ryggen. Några skvadroner under Heinskes befäl red an mot svenskarna, svepte in och vände om i en upprepad procedur utan skottlossning, i syfte att rekognoscera de svenska dispositionerna. Dessutom nåddes svenskarna fortfarande av artillerield från redutterna. Vid detta tillfälle bestämde sig Schlippenbach att lämna oordningen på platsen för att leta efter Karl XII och resten av armén. Hans avdelning red dock strax in i några ryska förband som höll på att anfalla Roos trupper. Efter en kort strid kastade ryssarna de svenska ryttarna över ända och tillfångatog Schlippenbach. Gardeskaptenen Carl Palmfelt lyckades dock komma undan och fortsätta sin vilda ritt mot resten av armén. Samtidigt anfölls Roos från två håll.
| ”                                     | Wij woro knapt i denne ordningen stälte och färdige att emottaga, för än General-lieutnant Rentzel rangerade sig mitt emoth och avancerade, då ock wåre som woro färdige att skiuta igenom distancen, emoth ordres, gåfwo den första salvan på fienden, derpå han med en mycket starck swarade, då ock wåre främste halfwa rotar skuto, och fienden tillika med en mycket starck salva, så att wåra begynte wika tillbakars, och fienden trängde in med wärjor och bajonetter så starckt att der på stället blef fuller till 400 man; de öfrige war sedan fast omöijeligit, ehuru man dem hotade och bad att bringa till stånd, war ock intet till undra, emedan så helt få officerare, och ingen mer regementzofficerare hoos mig och det öfriga manskapet war... | „ |
| – Carl Gustaf Roos, ur Roos relation. | |   |

På grund av ryssarnas överlägsenhet i både manskap och material, liksom att nästan samtliga officerare hade stupat, tvingades Roos att med sin illa tilltygade skara retirera från skogsbrynet och gå längre in i Jakovtsiskogen mot det svenska infanteriets tidigare förläggning i söder, i hopp om att där kunna finna undsättning. Mensjikov beslöt därefter att överlämna befälet till Rentzel och återvända till tsaren, då han ansåg sig ha löst sin uppgift. Rentzels trupper förföljde svenskarna obönhörligt från flera sidor genom skogen, och emellanåt gjorde Roos halt för att sätta sig till motvärn mot förföljarna. Efter ojämna skottsalvor mot alla sidor satte svenskarna snabbt i rörelse igen. I det svenska infanteriets tomma förläggningsområde hade Heinskes dragoner hunnit före Roos trupper, varpå Roos drog sig vidare mot belägringstrupperna vid Poltava. De kom till klosterhöjden och hittade en liten grupp svenskar som barrikaderat sig inne i klostret. Roos uppmanade gruppen att ansluta sig till återtåget, men dessa vägrade att följa med. När Roos och hans trupper kom nedför backen mot belägringsverken blev dessa blockerade av fyra ryska bataljoner som marscherat ut från staden och ryckte an mot Vorskla, Roos till mötes. Svenskarna tvingades därför dra sig ned till någon av de övergivna befästningsverken vid Vorsklas strand. Den som låg närmast dem var den 120 × 140 meter stora gardesskansen, som låg ungefär 500–600 meter nordöst om klostret. Roos lät sina resterande trupper besätta skansens vallar och utsåg en reservstyrka, men de flesta var sårade och det rådde brist på vapen och ammunition.
Skansen omringades snart av 2 000 ryska fotsoldater och Rentzel lät skicka överstelöjtnant Alexej Kirov med en trumslagare som parlamentär till Roos för att erbjuda honom en hedersam kapitulation. Roos tvekade och begärde att få två timmars betänketid, vilket beviljades av Rentzel. Roos kallade då samman sina få överlevande officerare till ett krigsråd. Då man befann sig utan ammunition och andra medel för att stå emot ett ryskt stormanfall, beslutade Roos vid halv tio på förmiddagen att kapitulera, på villkoren att han ville få ackordet i skriftlig form, att samtliga sårade svenskar skulle få vård och att de skulle få behålla och bära sina värjor. Rentzel accepterade Roos villkor och lovade att hålla dem "som om de vore skrivna på över 100 ark papper". Kapitulationen blev nu ett faktum, och villkoren skulle av ryssarna efteråt följas till punkt och pricka. Av 2 600 man eller sex bataljoner som Roos kommenderade i striden mot den tredje redutten återstod nu endast 400 man, som nu skulle hamna i rysk fångenskap. Resten hade stupat, tillfångatagits eller lämnats dödligt sårade på slagfältet eller på vägen till gardesskansen. En tredjedel av den svenska huvudstyrkans infanteri var nu förlorad.

### Striderna runt Poltavas fästning
Ungefär samtidigt som Mensjikov fick sin anfallsorder mot Roos trupper utskickades från det ryska lägret ett mindre detachement under överste Ivan Michajlovitj Golovin, som med tre bataljoner skulle erövra klosterhöjden för att därifrån kunna upprätta kommunikation med Poltava. Uppdraget fullföljdes utan större svårighet eftersom det svenska artilleriet som var placerat där hade dragits tillbaka redan några dagar tidigare. Den grupp svenskar som barrikaderat sig själva i klostret kunde inte bjuda något nämnvärt motstånd. Golovin lät Rostovska regementet under överste Aleksej Mjakinin befästa sig i klosterruinerna och gruppera sitt regementes nya trepundiga kanoner. Genom Mensjikovs, Rentzels och Golovins aktioner öppnades en fri väg från det ryska lägret till Poltavas fästning redan innan slaget var över.
I det belägrade Poltava hade kommendant Kelin på morgonen nåtts av beskedet att undsättning var på väg och gjorde sin garnison redo för strid. Både Södermanlands och Kronobergs regementen var under tiden förskansade i belägringsverken sydväst om staden, och små avdelningar av livdragoner och zaporoger posterades runt staden för att uppehålla skenet om att staden var inringat. Sedan Kelins fyra bataljoner tvingat Roos att fly till gardesskansen och Golovins och Rentzels trupper etablerat kontakt med Kelins garnison blev situationen för de svenska belägringstrupperna allt svårare. Vid underrättelsen om Roos kapitulation genomförde Kelin ett större utfall med sina fyra bataljoner och tvingade en svensk stjärnskans nära Vorskla med en besättning på 40 man från Södermanlands regemente under sukundkapten Jesper Hård af Segerstad till kapitulation. Kelin utförde därefter mindre utfall mot de övriga belägringstrupperna. 140 man från Kronobergs regemente under sekundkapten Carl von Rango som var posterad på Masurovkahöjden tvingades ge vika av de ryska bataljonerna. Sedan fick Kelin understöd av allierade kosacker och Heinske som med fyra dragonregementen rensade upp runt Poltavas fästning. Regementschefen Cronman beordrade sina trupper att dra ihop sig och inrätta sig i löpgravarna utanför stadens murar och avvärja ett dubbelt omfattande ryskt anfall. När ryssarna tog sig till löpgravarna utvecklades striderna till ett slags skyttegravskrig. Ryssarna lyckades erövra ett svenskt batteri på två kanoner på en erövrad del av fältvallen, och regementschefen Weidenhaijn dödades av en kanonkula avlossad från ett av blockhusen nära fästningsvallen. Efter ett tag ebbade striderna ut; bortsett från att man förlorade kanonbatteriet på fältvallen lyckades de svenska soldaterna försvara sina ställningar. Vid ett tillfälle ville kapten Christoffer Adolf Wenden vid Södermanlands regemente förhandla om kapitulation med en rysk parlamentär, men han blev nedskjuten av egen trupp då han utan regementschefens tillstånd hade inlåtit sig i underhandlingar med ryssarna. Samma ryska parlamentär förhandlade sedan med överste Cronman, men han vägrade att kapitulera, och en strid bröt ut så fort parlamentären var tillbaka hos ryssarna.
Kampen var växlingsrik eftersom ryssarna vid flera tillfällen bytte anfallsförband. Flera anfall slogs ut mot svenskarna och stundtals gjorde ryssarna ett mindre avancemang, bara för att senare bli drivna tillbaka efter en svensk motstöt. I omkring en halvtimme böljade striden fram och tillbaka innan den ryska anfallskraften var slut. Framemot eftermiddagen avbröt svenskarna striden och på Cronmans order drog sig belägringstrupperna från löpgravarna, ned i den bakomliggande ravinen där de hade sitt läger. Isolerade svenska förband tvingades kämpa sig genom de överväldigande ryska trupperna i löpgravarna, innan de efter svåra förluster var i säkerhet nere i ravinen. Där fick soldaterna träffa dragonkaptenen Carl Gustaf von Trautwetter, som med kungliga order bad dem att förena sig med Livgardets postering vid Nizjnje Mlyny, för att sedan tillsammans marschera vidare till trossen vid Pusjkarjovka. När Cronmans soldater marscherade iväg förföljde ryssarna inte. Södermanlands regemente hade lidit de största förlusterna vid fästningen, men även Kronobergs regemente förlorade en stor del av sitt manskap och befäl. Totalt låg omkring 160 stupade svenskar kvar i löpgravarna, i körsbärslundarna och nedanför Poltavas palissader.

### Arméerna omgrupperas

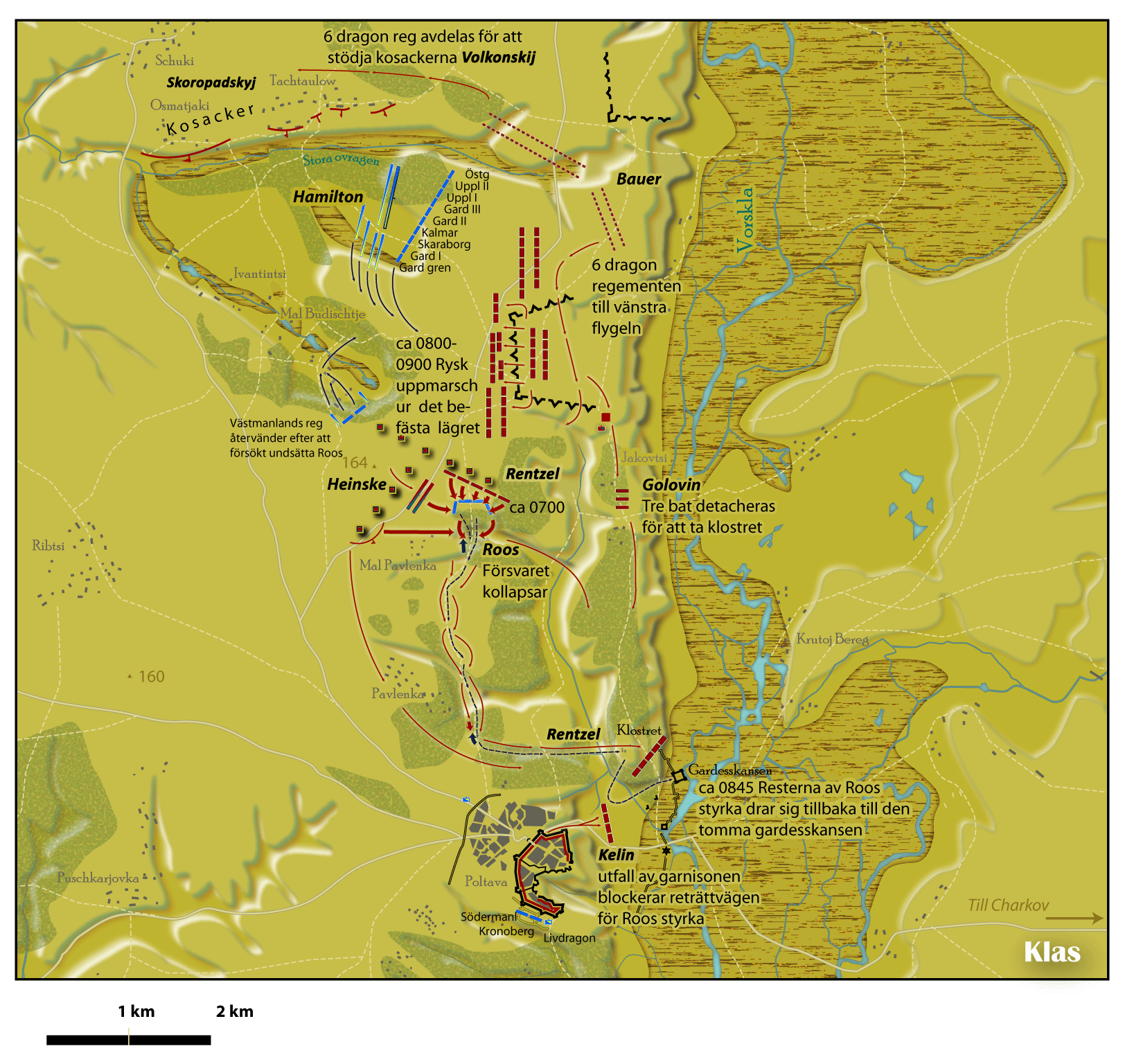
Arméerna ställs upp i slagordning framför det ryska lägrets västra front.

Efter klockan sex på morgonen blev slagets förste skede till ända och det inträdde en slags stridspaus bland de båda arméerna, som vid denna tid förhöll sig passiva. Kungens trupper befann sig i Pobivankasänkan nära Maloje Budisjtjeskogen medan tsarens trupper höll sig vid och i sitt läger samt i redutterna. För den ryska ledningen blev man lättad över att det svenska överraskningsanfallet hade misslyckats, att den ryska armén var intakt och att både lägret och stora delar av reduttsystemet fortfarande var i rysk hand. Dessutom hade de ryska dragonernas självförtroende ökat efter morgonens strider och de ryska förband som börjat sätta sig i säkerhet på andra sidan floden kallades tillbaka. Lägrets försvar hade säkrats genom att 10 bataljoner på sydsidan och 13 bataljoner på nordsidan ryckte ut från lägrets två sidor och rangerades i två linjer, där man dessutom etablerade kontakt med dragonförbanden på flyglarna. Irreguljärt kavalleri under Skoropadskyj, med understöd av Volkonskijs dragonregementen, förflyttade sig från Maloje Budisjtje till Tachtaulov i ett utmärkt utgångsläge för flank- eller rygganfall. Trots dessa framgångar var den ryska ledningen övertygad om att den svenska armén fortfarande var obesegrad, och man var osäker på var samtliga svenska trupper och dess artilleri befann sig.

#### Ryska armén
Under stridspausen samlade den ryska ledningen underrättelserapporter från läget i Poltava, Semjonovka, Petrovka och längs Pobivankasänkan, och genomförde olika stridsförberedelser för att stå emot ett förnyat svenskt anfall. När läget hade klarnat sig kallade Peter I sina generaler till ett krigsråd omkring klockan sju på morgonen. Där diskuterade man olika strategier för att besvara svenskarnas numera passiva situation, såväl dess risker som konsekvenser. Uppdelade mellan två falanger yrkade de ryska generalerna på att den ryska armén antingen skulle stanna kvar bakom de skyddande lägervallarna eller att ta initiativet genom att marschera ut ur lägret och formera en regelrätt slagordning på det öppna fältet. General Hallart skildrade krigsrådet enligt följande: "Hans Tsariska Höghet höll krigsråd sittande till häst och beslöt att sedan vi nu slagit tillbaka det fientliga anfallet måste vi utnyttja detta för att uppnå seger."
Strax efter klockan sju tog Peter I beslutet att låta sina trupper marschera ut från lägret mot den plana öppna marken framför det ryska lägrets västra sida. Ungefär två timmar efter att beslutet fattades tillbringade ryssarna med att vidarebefordra tsarens order och genomföra en ordnad utmarsch. Från två håll rörde sig det ryska infanteriet från lägret mot mitten för att mötas framför lägrets västra front. Tsaren själv skulle kommendera trupperna med stöd av Sjeremetev, som hade det direkta ansvaret för infanteriet. Under uppställningen placerades den ryska gardesdivisionen (12–13 bataljoner) under befäl av generallöjtnant Michail Golitsyn platsen till höger, general Anikita Repnins division (14 bataljoner) placerades i mitten och general Hallarts division (15 bataljoner) på platsen till vänster. Peter I beordrade att trupperna skulle grupperas i två linjer. Den första ryska linjen utgjordes av 10 000 man fördelade i 24 bataljoner och i linjen 300 steg bakom stod 8 000 man fördelade i 18 bataljoner. Bataljonerna i varje linje skulle stå på fyra led och med tio meters luckor mellan bataljonerna, vilket gjorde den första linjen 200 meter bredare än den svenska linjen. 14 bataljoner beordrades tills vidare att stanna kvar i lägret som taktisk reserv, varur Rentzels och Golovins bataljoner detacherades mot Roos trupper.
Generallöjtnant Golitsyns division bestod av Preobrazjenskijregementets fyra bataljoner, Semjonovskijregementets tre bataljoner, Ingermanländska regementets fyra bataljoner samt Astrachanska regementets två bataljoner. General Repnins division bestod av två bataljoner ur Grenadjärregementet Taylor/Lacy, Kievska regementets tre bataljoner, Narvska regementets tre bataljoner, Schlüsselburgska regementets två bataljoner, Novgorodska regementets två bataljoner samt Batyrska regementets två bataljoner. General Hallarts division bestod av Moskovska regementets tre bataljoner, Pskovska regementets två bataljoner, Vologodska regementets två bataljoner, Kazanska regementets två bataljoner, Nizjnij Novgorodska regementets två bataljoner, Sibiriska regementets två bataljoner samt två bataljoner ur Grenadjärregementet Busch.
Mellan bataljonerna i den första linjen grupperades 25 lätta trepundiga regementsstycken som åtföljde infanteriet över slagfältet. De större kanonerna blev kvar i lägret under befäl av överste Günther. Flera av dem var av typen haubitser och mörsare vilka med sina höga kastbanor riskfritt kunde skjuta över den egna infanterilinjen. Andra direktskjutande pjäser stod upphöjda på plattformar av uppkastad jord. Placeringen tillät artilleristerna att i relativ flack bana kunna skjuta över huvudet på infanteriet och understödja dem ända fram till en eventuell närstrid. Inalles förfogade man över 70 artilleripjäser inför huvuddrabbningen.
På infanteriets båda flanker grupperades de ryska dragonerna, som räknade mellan 9 000 och 9 500 man fördelade på 73 skvadroner efter förlusterna i slagets första skede. 43 skvadroner utgjorde den högra kavalleriflygeln under ledning av generallöjtnant Bauer, medan den vänstra kavalleriflygeln bestod av 30 skvadroner under Mensjikovs direkta ledning. Den högra kavalleriflygeln grupperades i två linjer söder om Pobivanka by och ravin. Den första linjen bestod av Generalskvadronens fyra skvadroner, Sjeremetevs livskvadron, 3:e dragongrenadjärregementets tre skvadroner, Moskovska dragonregementets fem skvadroner, Novotroitska dragonregementets fem skvadroner samt Archangelska dragonregementets fem skvadroner. Den andra linjen bestod av fem skvadroner var ur Vladimirska, Vologodska, Nevska respektive Nizjnij Novgorodska dragonregementen. Den vänstra kavalleriflygeln grupperades på en enda linje och bestod av fem skvadroner var ur Livregementet samt Jaroslavska, Kievska, Ingermanländska, Vjatska respektive Novgorodska dragonregementen.

#### Svenska armén
Under två timmar väntade den samlade huvudstyrkan i Pobivankasänkan, tills man vid åttatiden på långt håll fick syn på några bataljoner som den svenska ledningen trodde tillhörde Roos. Med denna övertygelse ville Rehnskiöld fullborda uppmarschen inför anfallet mot det ryska lägret, genom att från en position norr om lilla moraset slå ut ett anfall med både infanteri och kavalleri för att kunna skära av de ryska reträttvägarna mot norr. Från en ställning på andra sidan lilla moraset skulle huvudstyrkan dessutom kunna skilja huvuddelen av det ryska kavalleriet i norr från de ryska bataljonerna i lägret, för att därefter slå ut dessa grupper en efter en. För att genomföra denna anfallsmanöver beslutade den svenska ledningen att kalla på svenska förstärkningar och fältartilleriet från trossen, ett uppdrag som anförtroddes generaladjutant Anders Gideon Gyldenklou. Under tiden beslutade ledningen att det samlade infanteriet genast skulle marschera norrut över lilla moraset mot en liten skogsdunge på andra sidan av Tachtaulovbäcken, där man skymtade ryskt kavalleri, liksom några kosacker något tillbakadragna vid Osmatjiki. De marscherande bataljonerna blev plötsligt beskjutna av kosackiska krypskyttar, som hade sina eldställningar bakom de omkringliggande gärdesgårdarna. 50 svenskar skickades ut för att driva bort krypskyttarna, samtidigt som Närkebataljonen omgrupperade från kolonn till linjeformation för att möta det ryska kavalleriet. Samtidigt som de svenska bataljonerna marscherade vidare, avvaktade det egna kavalleriet invid kärrets norrsida, där de fick stridskontakt med några retirerande ryska skvadroner som svepte fram alldeles nära dem. Vissa svenska förband jagade efter dem innan de fick kontraorder av Rehnskiöld.
Strax efteråt fick Rehnskiöld rapport från Gyldenklou, som under sin ritt söderut mot trossen råkade stöta på ryska bataljoner, som den svenska ledningen tidigare trodde var Roos trupper. Han galopperade direkt tillbaka till huvudstyrkan för att berätta om denna upptäckt. I samma veva ankom underrättelser om att Västmanlands regemente och Hielms dragoner, som var i strid med irreguljärt ryskt kavalleri, misslyckades med att komma fram till Roos trupper. Kapten Palmfelt rapporterade till Rehnskiöld om var Roos bataljoner stod att finna och Sparre rapporterade att "generalmajor Roos står i en skog och defenderar sig bra."
Vid niotiden rapporterade både Creutz och drabantlöjtnant Giertta till Rehnskiöld om att de från en liten kulle nära sänkan fick syn på flera ryska bataljoner som marscherat ut från lägret och börjat rangera sig i slaglinje. På grund av sin starka övertygelse om att ryssarna skulle agera mycket passivt och inte var djärva nog att utmana svenskarna i en allmän drabbning, var Rehnskiöld inte övertygad över dessa uppgifter. Han gav sig iväg till kullen för att med egna ögon bekräfta dessa uppgifter. När det uppdagades att ryssarna verkligen rangerat sig för drabbning lät Rehnskiöld, med hänsyn till huvudstyrkans ofördelaktiga terräng, snabbt rida ner från kullen och avge rapport till Karl XII.
| ”                  | I det samma kommer Feltmarchalken till Hans Maj:t och säger att fienden kommer uhr sina lineer med Infanteriet. Hans Maj:t swarade: 'wore icke bäst, att wij ginge på Cavallerie först och kiörde bort dem först?' Hans Excell:ce Feltmarchalken swarade: 'Neij Eders Maj:t wij måste gå emoth dem.' Hans Maj:t swarade: 'Nå, nå, giör som i vill.' Då begynte alle Batalioner marchera tillbakars, hwar order till Bataillen gafs huru armeén skulle rangeras eller huru fienden skulle attaqueras wet iag alz intet af, utan fölgde med Hans Maj:t, som låg på båren, ett litet styckte på fältet. | „ |
| – Axel Gyllenkrok. | |   |

Rehnskiöld beslutade att den svenska huvudstyrkan skulle omedelbart marschera söderut och tillbaka mot det gamla återsamlingsområdet kring Pobivankasänkan, för att därifrån kunna ta upp kampen mot det ryska infanteriet. När infanterikolonnerna var framme, beordrade han Lewenhaupt att omgruppera dessa till linjeformation med front mot den ryska linjen, som vid den tiden stod omkring en kilometer bort. Resterna av det svenska infanteriet ställdes upp på en tunn linje, mellan 1 400 och 1 500 meter lång, med femtio meter breda luckor mellan bataljonerna i syfte att tänja ut linjen så långt man vågade för att förebygga rysk överflygling. Linjen bestod av totalt 4 000 man fördelade på 10 bataljoner. Schablonmässigt hade varje bataljon till följd av reduttstriderna en förlustsiffra på omkring 50 stupade och sårade, vilket gjorde att varje bataljon i medeltal räknade mellan 300 och 400 man vardera. Från höger flygel räknat placerades längst ut på kanten Livgardets första bataljon under kapten Gustaf Gadde, följt av Livgardets grenadjärbataljon under kapten Libert Rosenstierna, Skaraborgsbataljonen under Ulfsparre, Kalmarbataljonen under Ranck, Livgardets andra och tredje bataljon under kapten Hans Mannersvärd respektive major Erik Gyllenstierna, Upplands regementes två bataljoner under Stiernhöök respektive överstelöjtnant Arendt Fredrik von Post, Östgötabataljonen under Appelgren samt Närke-Värmlands andra bataljon under överste Georg Johan Wrangel på den vänstra kanten. Västmanlands regementes två bataljoner hade ännu inte hunnit tillbaka efter sina försök att undsätta Roos trupper.

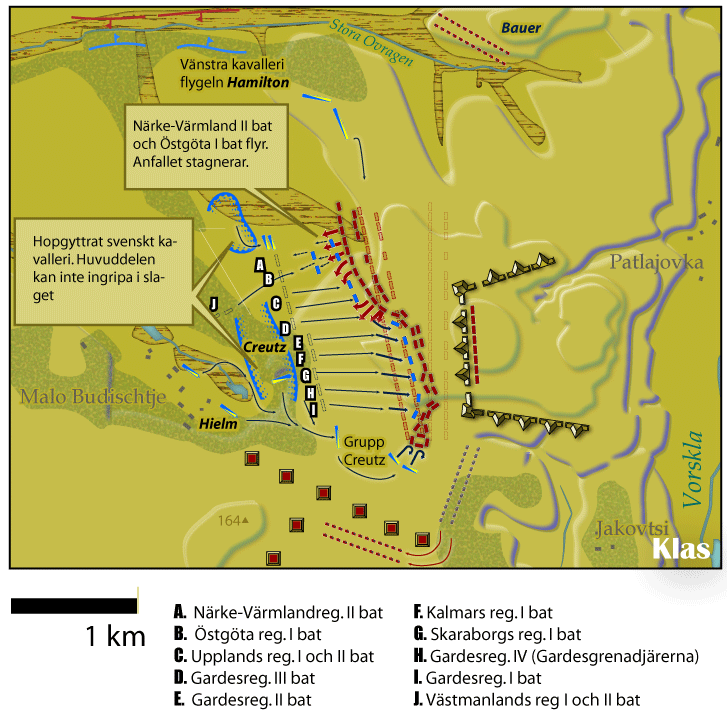
Den svenska infanterilinjen anfaller den ryska linjen.

Det svenska kavalleriet hade dock problem med att rangera sig och säkra det svenska infanteriets båda flanker. Hamiltons kavalleri hade tills vidare beordrats att bilda flankskydd mot Volkonskijs och Skoropadskyjs kavalleri vid den stora ouvragen, men Hamilton skulle senare inte vända tillbaka i tid för att ställa sig bredvid infanteriets vänsterflank under den kommande drabbningen. På den högra sidan hade Creutz kavalleri ett mycket litet manöverutrymme och blev stående inklämda mellan infanteriet på ena sidan och Maloje Budisjtjeskogen med sina lundar och småmoras på den andra. Creutz fick order att tills vidare rangera på det knappa fältet bakom infanterilinjen. För att underlätta kavalleriet gav Rehnskiöld order till Lewenhaupt att flytta infanterilinjen i höjd med en liten skogslund till höger om linjen. Lewenhaupt misstolkade dock denna order genom att göra en högerrörelse mot skogslunden, vilket hotade att proppa igen den lilla passage ut mot det trånga fältet bakom dem som kavalleriet hade att tillgå. Rehnskiöld hann dock stoppa manövern innan infanteriet hunnit marschera något större stycke, varefter han gav en ursinnig utskällning mot Lewenhaupt. Oredan bland Creutz kavalleri tilltog under denna manöver och de klämdes ihop i den trånga terrängen.
En kort stund efter sitt gräl med Lewenhaupt över den missförstådda rättningsrörelsen, lät Rehnskiöld behärska sitt arga humör. Han red fram till Lewenhaupt, fattade generalen vid handen och gav honom anfallsorder.
| ”                                      | Rehnskiöld: Gref Leijonhufvud, I måste gå och attaquera fienden, giör som en ärlig man till Hans Maj:ts tienst, nu willie wij giöra en förtrolig wän- och brorskap i hoop. Lewenhaupt: [...] om hans Excell:ces willie wore, att iag straxt på fienden löst gå skulle? Rehnskiöld: Ja, nu straxt. Lewenhaupt: I Jesu namn då, Gud stå oss nådeligen bij! | „ |
| – Ur Adam Ludwig Lewenhaupts relation. | |   |

### Slutanfallet

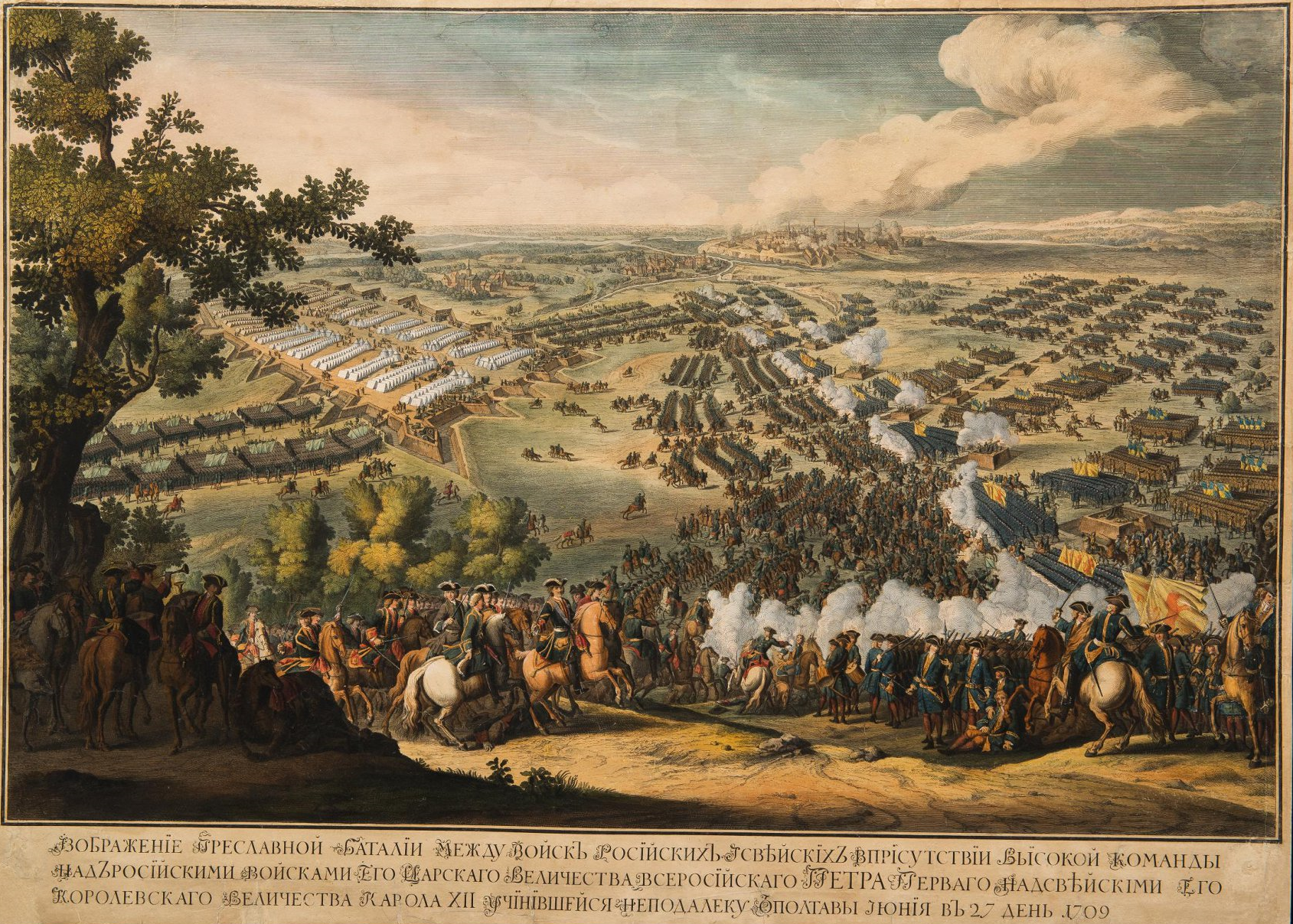
Slaget vid Poltava (1725) av Nicolas Larmessin.

Omkring klockan kvart i tio började de 10 svenska bataljonerna rycka fram över fältet mot den första ryska infanterilinjen. Avståndet var mellan 700 och 800 meter, och den svenska framryckningen tillryggalades på omkring nio minuter. De ryska kanonjärerna bombarderade dem med stor kraft medan dessa närmade sig i stadig takt. Samtidigt svängde Mensjikovs kavalleri fram mellan några av redutterna i tvärlinjen och Bauers kavalleri utnyttjade den torra och fasta höjdryggen vid Pobivanka by för att obehindrad röra sig framåt strax utanför den svenska slagordningens vänstra hörn. Lewenhaupt ledde infanteriet från hästryggen på den högra infanteriflygeln och förbjöd dem från att avfyra sina musköter. När två hundra meter återstod mellan dem och den ryska linjen beordrade Lewenhaupt sina trupper att öka takten, och det ryska fältartilleriet på den första linjen gick över till att skjuta druvhagel. När svenskarna var ännu närmare skiftades laddningarna ut till kartescher, som på korthåll vräkte elände över den tunna svenska linjen. Från den ryska högra flygeln avlossades dessutom kanonkulor snett framåt, som studsade fram längs den svenska infanterilinjen. Med denna skjutvinkel kunde en enskild kanonkula slå omkull ett dussin soldater mot fyra för en frontalt avlossad kula. Den ryska artillerielden blev därför förödande för de svenska bataljonerna redan innan dessa nådde fram till den första linjen. På trettio stegs avstånd avfyrade svenskarna sina musköter mot den ryska linjen med blandat resultat. På vissa håll hade den samlade bredsidan god effekt, men på andra håll var krutet av så pass dålig kvalitet att salvan blev helt utan verkningar. Lewenhaupt lät omedelbart upphöra med skjutandet och så fort som möjligt storma ryssarna med värjor och bajonetter. Från samtliga fyra leden i den första ryska linjen avfyrades en koncentrerad salva när svenskarna redan var på omkring femtio stegs avstånd, som orsakade stort manfall i de svenska leden.
| ”                         | Så snart wij under fiendens stycken kommo och att han oss med cartetcher räckia kunde, begynte han grymt med stycken på oss att skiuta, och giorde stor skada, än mer blef elden starck när vi under musqueteriet kummo, så att omöijeligit war mensklig wijs till att troo att någon menniskia af hela wårt så exponerade Infanterie med lifwet derifrån komma kunde. | „ |
| – Adam Ludwig Lewenhaupt. | |   |

Karolinerna bröt sig in över den första ryska linjen. Till höger gjorde Livgardets andra och tredje bataljon samt Upplands, Kalmars och Skaraborgs regementen, samtliga under Lewenhaupts direkta ledning, ett direkt anfall som fick Hallarts division till vänster att hamna i obalans. Sprickor uppstod bland de oerfarna ryska regementena och svenskarna erövrade även några kanoner. Under häftig närstrid vek ryssarna framför Livgardets hänsynslösa anfall. Peter I lär själv ha kommenderat fram förband ur den andra ryska linjen vilket gjorde att det tog ett raskt stopp för de enheter ur den första linjen som var under press från svenskarna. Andra linjen kom att rent fysiskt göra det omöjligt att komma längre bakåt. Till vänster hade Östgöta och Närke-Värmlands regementen kommit efter och anfallet fick därför inte samma framgång som den till höger. Flera officerare hade dessutom redan i ett tidigt skede antingen stupat eller sårats under framryckningen över fältet. Den ryska gardesdivisionen med de erfarna Preobrazjenskij- och Semjonovskijregementena höll stånd genom att fälla sina pikar och ge kontinuerlig eld mot svenskarnas anfall. Detta skapade på så sätt en svängdörrseffekt: medan svenskarna ute på den högra flygeln gick raskt framåt mot den vänstra ryska flygeln, pressades den svenska vänstra flygeln bakåt av den ryska högra flygeln. Hela den svenska linjen hade töjts ut så att en stor lucka uppstod mellan de båda infanteriflyglarna och på vissa punkter mellan bataljonerna växte luckorna till uppemot 100–150 meter, samtidigt som de svenska förbanden till vänster började klumpa ihop sig. Ryska soldater hamnade plötsligt mellan de svenska bataljonerna, och omslöt den vänstra svenska infanteriflygeln på båda sidor. På kanten av flygeln blev situationen ohållbar och flera soldater ur Östgöta och Närke-Värmlands regementen kastade sina vapen och flydde bakåt.

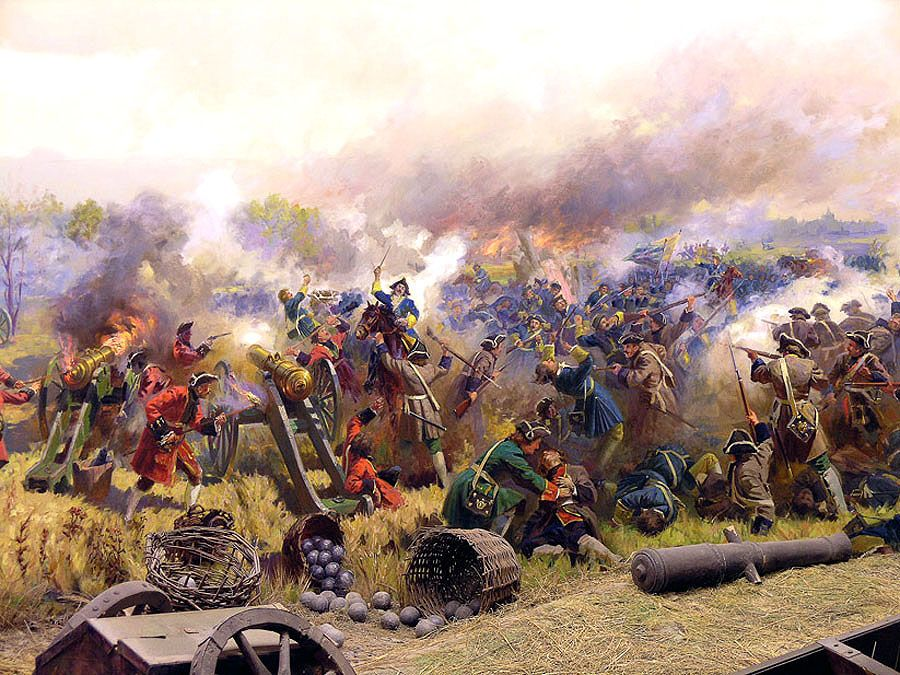
Detalj ur dioramat i Poltavamuseet, föreställande slutanfallet.

Vid det här laget var Rehnskiöld framme vid Creutz på den högra kavalleriflygeln som var upptagen med att ta sig ur "ett elakt moras". Rehnskiöld manade dock på och Creutz formerade en stridsgrupp med vad som fanns tillhanda, skvadroner från Livregementet till häst, Norra skånska kavalleriregementet samt Nils Hielms dragoner. Creutz tog sikte på det ryska infanteriet som kringrände svenskarna längst till höger och försökte skapa panik i de ryska leden. De fyra bataljonerna ur grenadjärregementet Busch och Nizjnij Novgorodska regementet såg dem komma och stannade upp för att formera fyrkant. De ryska kanonerna vräkte stora karteschladdningar mot de ankommande svenska ryttarna. Creutz kunde inte uträtta något, men det gav Livgardets bataljoner en tillfällig respit. Samtidigt dök Mensjikovs dragoner upp bakifrån och på högersidan. Creutz växlade mål från infanteri till kavalleri, denna gång med bättre resultat. De ryska dragonerna retirerade med Creutz ryttare hack i häl. När Livgardets första bataljon och grenadjärbataljon på den högra kanten upptäckte att Creutz ryttare red bort från dem bröt soldaternas stridsmoral samman. Trots detta lyckades dock samtliga av gardesbataljonerna retirera i god ordning efter en mellan 15 och 20 minuter lång närstrid.

### Svensk upplösning och rysk förföljelse
Lewenhaupt märkte vad som höll på att hända och satte av vänsterut där han uppmanade både generalmajor Sparre och den sårade överste Appelgren att få sina regementen att komma till stånd, men kaos och skräck härskade bland de flyende trupperna och Lewenhaupts och officerarnas skrik och slag ignorerades. Gyllenkrok hade under tiden kallat på en trupp ryttare från vänster för att bistå det sviktande fotfolket ute på vänstra kanten. När truppen red an möttes den av häftig rysk eld och tvingades ge vika. Även Rehnskiöld upptäckte den hotande katastrofen för infanteriet till vänster och störtade iväg till den vänstra kavalleriflygeln för att få fram förstärkning till de hårt ansatta fotsoldaterna. Men det svenska kavalleriet både till höger och till vänster var i oordning. Endast överste Torstenson vid Nylands regemente red till angrepp med två skvadroner för att försöka täppa till den stora luckan i infanterilinjen. De ryska gardessoldaterna upptäckte faran, formerade sig till fyrkant och kavalleriet störtade rakt in i fällda pikar och muskötsalvor. Torstenson och nästan hela manskapet i båda skvadronerna stupade under striden. När den vänstra svenska infanteriflygeln började fly i panik mot Maloje Budisjtjeskogen hamnade de mer framgångsrika svenska bataljonerna till höger i en dödsfälla. Det hela utvecklades till det som historikern Peter Englund kallade en variant av slaget vid Cannae, där ryssarnas tillbakavisning gjorde att svenskarnas flanker blev öppna för en omfattning, som dock var mer av en konsekvens efter det svenska infanteriets lyckade anfall snarare än en planerad manöver från rysk sida. Den oavbrutna ryska karteschelden från fältartilleriet skördade ytterligare offer bland de flyende karolinerna.

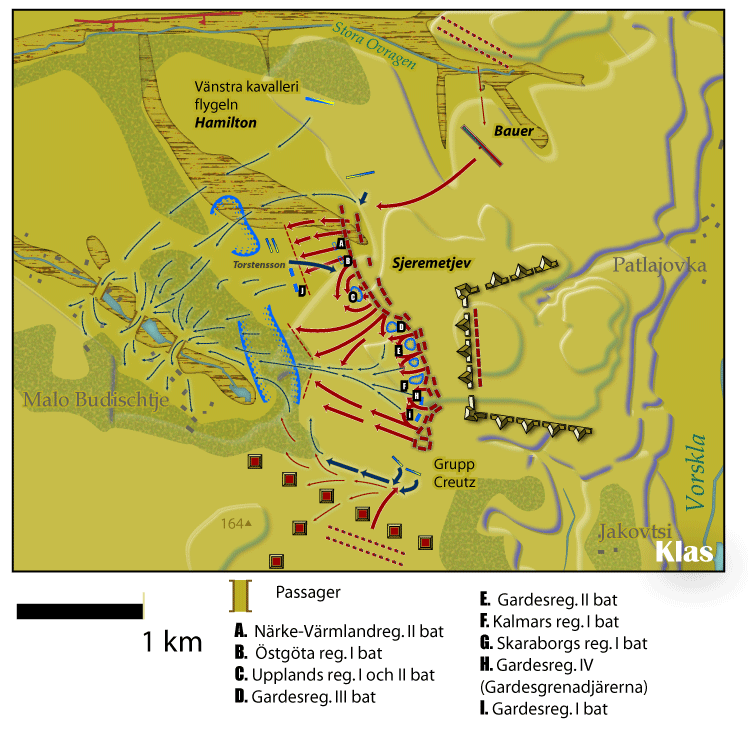
De svenska bataljonerna omringas och krossas. De resterande svenska trupperna börjar retirera.

Åtskilliga svenska skvadroner, främst ur Hielms och Taubes dragonregementen, gick till angrepp mot den ryska massan för att skapa oreda hos dem och ge andrum för den retirerande svenska vänstra infanteriflygeln, men samtliga tvingades tillbaka av ryska muskötsalvor. Hamiltons vänstra kavalleriflygel, vid denna tid bestående av omkring 2 000 ryttare ur Skånska ståndsdragonregementet och Åbo läns och Östgöta kavalleriregementen, var under tiden upptagna med att avvärja Bauers och Volkonskijs avdelningar vid den stora ouvragen och förhindra dessa från att rida ner det svenska fotfolket. Kort efteråt blev prins Maximilians ståndsdragoner omringat av ryssar och man förlorade ett standar. Prinsen blev förargad över detta och i spetsen för sina dragoner och det bredvid stående Östgöta kavalleriregemente trängde han sig in i de avancerande ryssarna och på kort tid erövrade han fem ryska standar. Aktionen ledde dock till svåra förluster och prinsens manskap började ge vika, varefter Maximilian beslutade sig för att försöka slå sig igenom till Karl XII. Den vänstra svenska kavalleriflygelns befälhavare Hamilton blev tillfångatagen under den ojämna striden mot den ryska högerflygeln i skogsbrynet vid Maloje Budisjtje, och därefter lät flera kavalleriförband avbryta sina anfall och delta i den vänstra infanteriflygelns flykt. Lewenhaupt gav upp sina ansträngningar att förhindra den vänstra infanteriflygelns reträtt och försökte rida tillbaka till den högra infanteriflygeln. Denna var dock helt omringad av ryska trupper, som blockerade Lewenhaupts väg. I stället beslöt Lewenhaupt att följa de flyende in i Maloje Budisjtjeskogen och försökte samla de flyende trupperna till strid. Men han kunde varken hindra de flyende svenska fotsoldaterna eller den högra kavalleriflygeln som redan befann sig där och som följde med i flyktingströmmen. Generalmajor Lagercrona hade drabbats av panik och utdelat order som starkt bidrog till att lösa upp disciplinen vid ett antal redan vikande skvadroner.
På fältet stod fortfarande några svenska bataljoner, som nu var helt isolerade och mötte en flodvåg av ryska musköter, bajonetter och pikar. Av de tio svenska bataljonschefer som lett sina trupper i anfallet dödades sju inom loppet av en halvtimme, de övriga blev samtliga sårade. Major Gyllenstierna och kapten Mannersvärd stupade ihop med flera andra officerare i sina gardesbataljoner och Kalmarbataljonen förlorade nästan halva sitt manskap, tillika regementschefen Ranck. I Skaraborgsbataljonen stupade regementschefen Ulfsparre och av 500 man återstod efter slaget endast 40 man: varav 13 officerare och 27 meniga. Inom Upplands regemente tvingades de överlevande i manskapet till en skoningslös slutstrid, där både regementschefen Stiernhöök, överstelöjtnant Post, majoren, regementskvartermästaren, adjutanten, nästan samtliga kompanichefer och nästan hela manskapet var bland de stupade. Av 700 man i början av slaget återstod endast 14 man när slaget var över.
| ”                                       | Uplänningarne till ungefär 100 eller mera man, lågo i en hop och som på hwarannan fallne eller i höög kastade, hwar i fienden med piquar, Bajonetter och wärjor ifrigt slacktade och alt hwad han kunde Massacrerade, oansedt icke observeras kunde hwad dödt eller lefwande war. | „ |
| – Lars Tisensten, kapten vid Livgardet. | |   |

Flera flyende karoliner, till häst eller till fots, fastnade under flykten i moraset, hanns upp och dödades av de förföljande ryssarna. För att undvika denna massaker höll sig de ordnade svenska förbanden samman eller slöt sig till större avdelningar. Ungefär 30 soldater ur Västmanlands regementes första bataljon under överstelöjtnant Carl Anders Sinclair tog ställning bakom en gärdesgård, där man lyckades förhandla sig till krigsfångenskap hos Repnins division. I samma veva togs även Stackelberg, Appelgren och Josias Cederhielm som fångar.
| ”                 | Allt som vi kom över överläts i soldatens raseri åt värjan, bajonetten och piken. Vi förföljde dem under denna oreda fram till skogen som låg 1 ½ mil från valplatsen. | „ |
| – En rysk soldat. | |   |

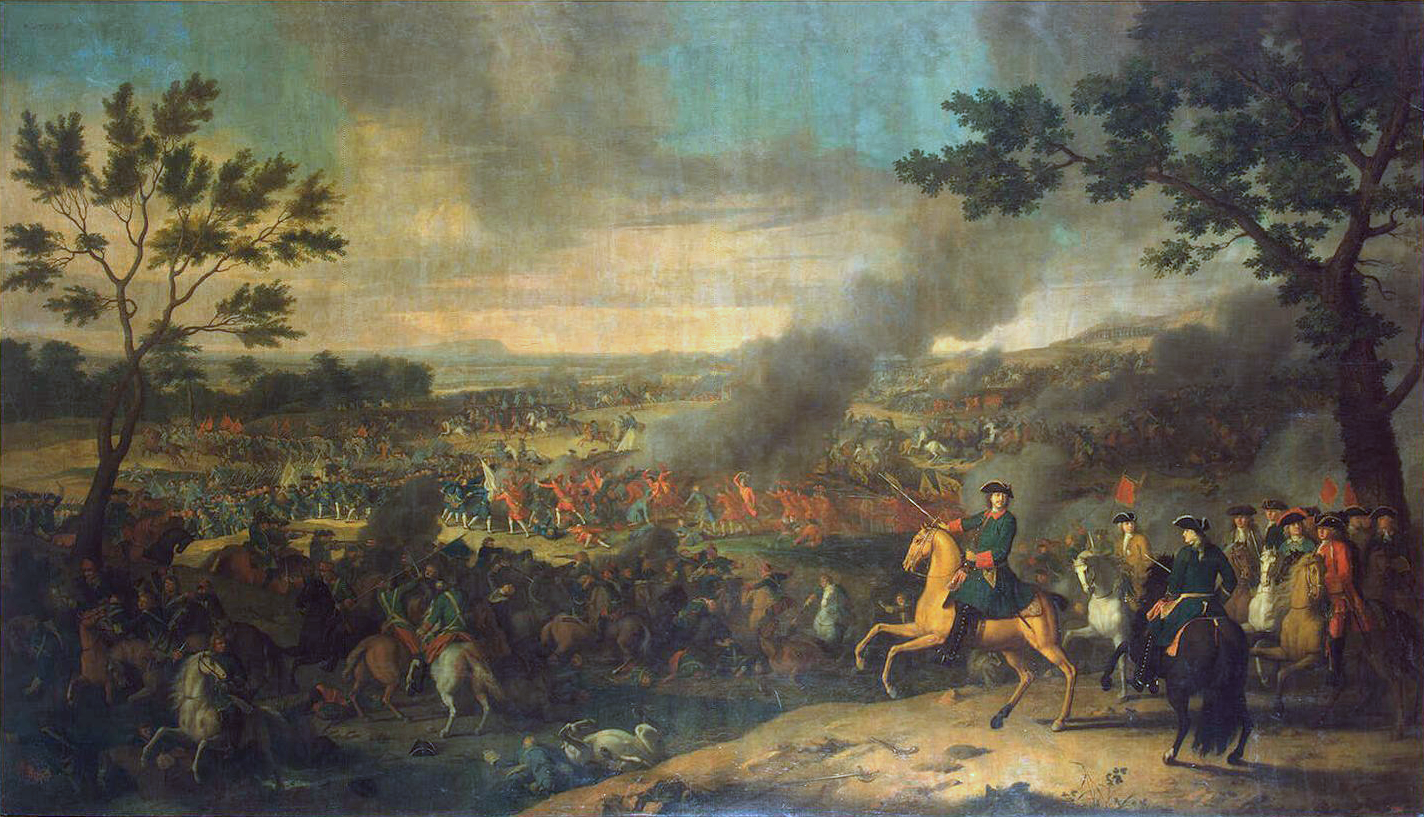
Slaget vid Poltava (1717–1718) av Louis Caravaque.

Karl XII skickade två drabanter till Creutz med order om att avbryta sin förföljelse på Mensjikovs dragoner, som jagades iväg till husen i Maloje Budisjtje. Creutz gav omedelbart order om halt och samlade så många ryttare han kunde hitta, främst ur Norra skånska kavalleriregementet och några skvadroner ur Hielms dragoner, och genomförde en kringgående rörelse mellan de förföljande ryska trupperna till platsen där kungen befann sig. På fälten bistod Gyllenkrok överste Gyllenstierna och hans dragonregemente med att anfalla de ryska bataljoner som förföljde den högra svenska infanteriflygeln, och samtidigt uppmanade de flyende svenska fotsoldaterna att dra ihop sig. Ryssarna formerade sig till fyrkant och avfyrade en salva som fick de svenska dragonerna att retirera. Under virrvarret vid ett trångt passage var Gyllenkrok nära på att bli dödad av en rysk infanterist, som fattade tag i Gyllenkroks gehäng, men Gyllenkrok kunde slita sig loss och fly från platsen.

### Kungens flykt från slagfältet

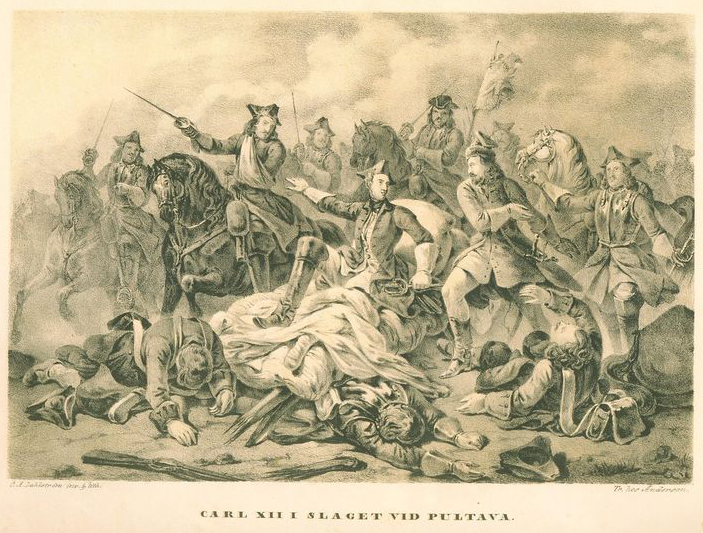
Carl XII i slaget vid Pultava (1851) av Carl Andreas Dahlström.

Karl XII hade med sitt följe marscherat med högra svenska infanteriflygeln i deras anfall, och stod på en liten kulle bakom flygeln beskyddad av 14 kvarlevande livgardister, 4 drabanter och resterna av Livdragonregementet och Livregementet till häst. En del ryssar gick till anfall mot kungens följe, men avvisades utan större problem. När flera svenska bataljoner inledde sin flykt från slagfältet red Rehnskiöld fram till kungen och berättade att "vårt infanteri löper!". Kungen var ifrågasättande kring denna utveckling, varpå Rehnskiöld innan han red iväg uppmanade de kvarlevande livgardisterna att "tagen väl vara på herren!". När krutröken och dammen började skingra sig på slagfältet upptäckte Karl XII och hans följe att infanteriet verkligen var borta och att de var de sista svenskarna som stod stillastående på slätten. När sällskapet snart blev kringränt av ryssarna gav kungen order om reträtt.

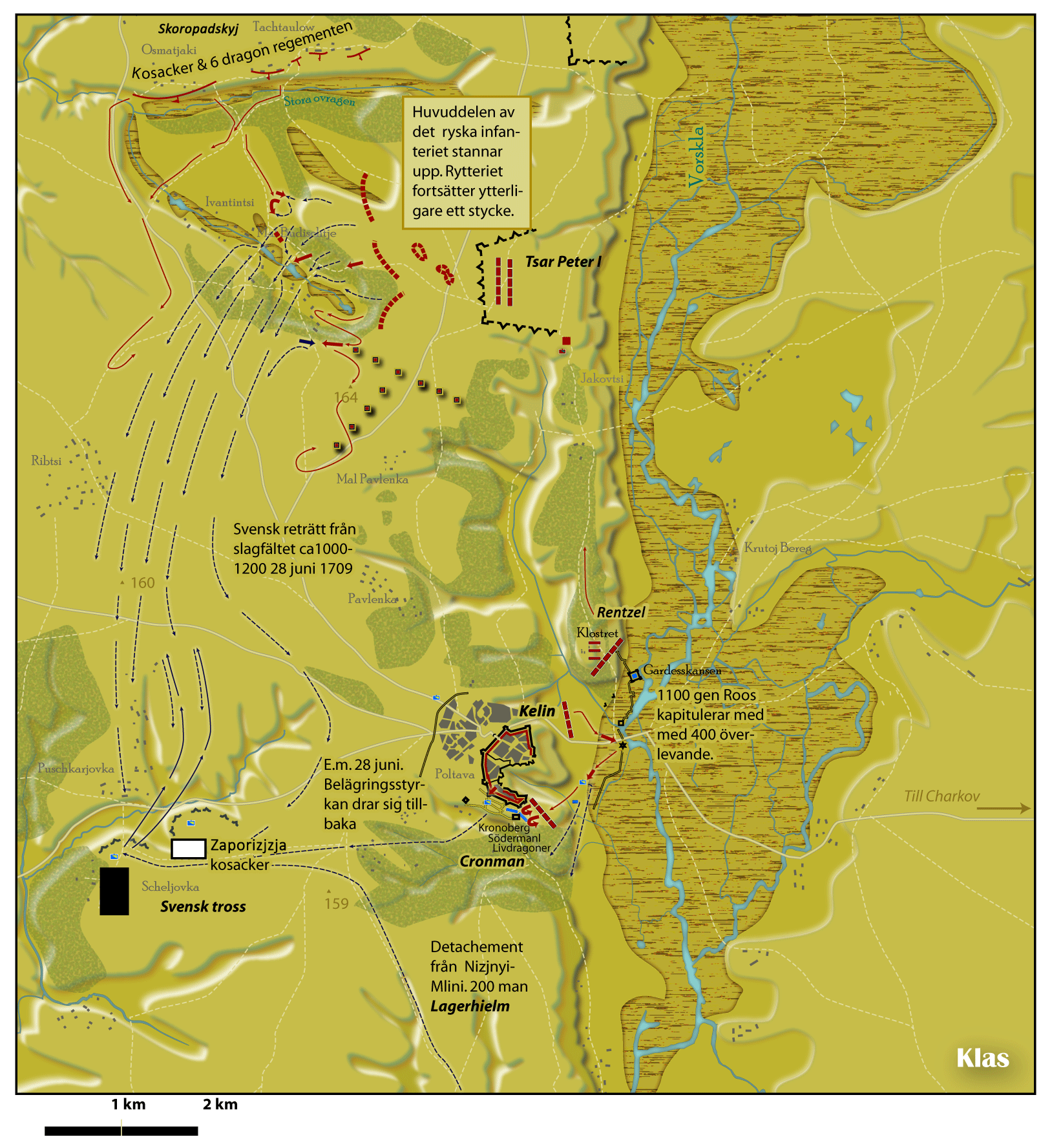
Den svenska huvudstyrkan och belägringsstyrkan retirerar till trossen.

Följet rörde sig bort mot skogsbrynet 800 meter nordost om kyrkan i Maloje Budisjtje när deras reträtt hotades av en rysk kanonbestyckad bataljon. Creutz som var på plats med sina ryttare eskorterade kungens följe mellan den ryska bataljonen och skogen. De ryska soldaterna gjorde höger om och fällde muskötsalvor och karteschladdningar mot kungens avdelning. Reducerad fortsatte kungens följe in i skogen mot ett moras, förföljda av ryssarna strax efter dem. Kungens ekipage fastade dock i ett litet kärr, varefter ryssarna avfyrade en kanonkula som slog kungens hästbår i spillror och fick kungens båda hästar att kollapsa. Stående vid moraskanten avfyrade ryssarna muskötsalvor mot kungens följe, där flera offrade sina liv genom att agera måltavlor för att beskydda kungen från projektiler. Kungen lyftes ur den obrukbara båren och hjälptes upp på en häst som tillhörde livregementsryttaren Bass. Den nya hästen hann bara ta ett par steg framåt tills den träffades av en kanonkula som slet bort ett av benen. Kungen behövde en ny häst och beordrade den sårade drabantlöjtnanten Giertta att ge sin häst till honom. Denne lyftes av sadeln ned till marken och kungen lyftes till hästen. Vilandes på hästens hals red kungen, 3 av hans 24 livgardister och övriga överlevande från hans följe bort från dödsfällan vid kärret. Giertta lämnades stödjande på en gärdesgård, men han räddades i sista stund av hans bröder Adam och Christian Giertta. Kvar vid kärret stupade ett tjugotal livgardister och drabanter medan flera andra sårades och togs tillfånga. Av folket från hovet och kansliet stupade registratorn Stephan Hirschenstierna och kammarherren Gustaf Adlerfelt.
Drabantlöjtnant Hårdh red bort från kungens avdelning för att försöka mobilisera mer skydd åt kungen från de flyende trupperna. Efteråt träffade han Lewenhaupt och bad om hans hjälp, varpå generalen red till de flyende trupperna och manade dessa att hålla stånd eftersom kungen fanns i närheten. Med argumentet "överge icke er konung" lyckades Lewenhaupt stävja situationen runt honom och Karl XII; den flyende klungan av fotsoldater och ryttare kunde åter formeras till en visserligen retirerande, men ändå stridande enhet. Kungen frågade sedan Lewenhaupt vad de skulle göra härnäst. Efter en stunds överläggningar övertygade Lewenhaupt kungen att bege sig till trossen med sin eskort och ett par valakryttare som vägvisare. Lewenhaupt skickade en ryttare i förväg med en befallning till de regementen som fanns i trossen att genast rycka ut för att gå kungen till mötes. Under själva reträtten till trossområdet blev kungens sällskap endast oroad av några kringströvande kosackenheter som enkelt slogs tillbaka utan nämnvärda förluster. Efteråt anslöt sig den sårade fortifikationskaptenen Baltzar von Dahlheim till kungens följe och visade resten av vägen till trossen. Kungen och hans följe anlände dit vid klockan ett på eftermiddagen, där han togs emot av generalmajor Meijerfeldt och drabantlöjtnant Hårdh.

### De sista striderna

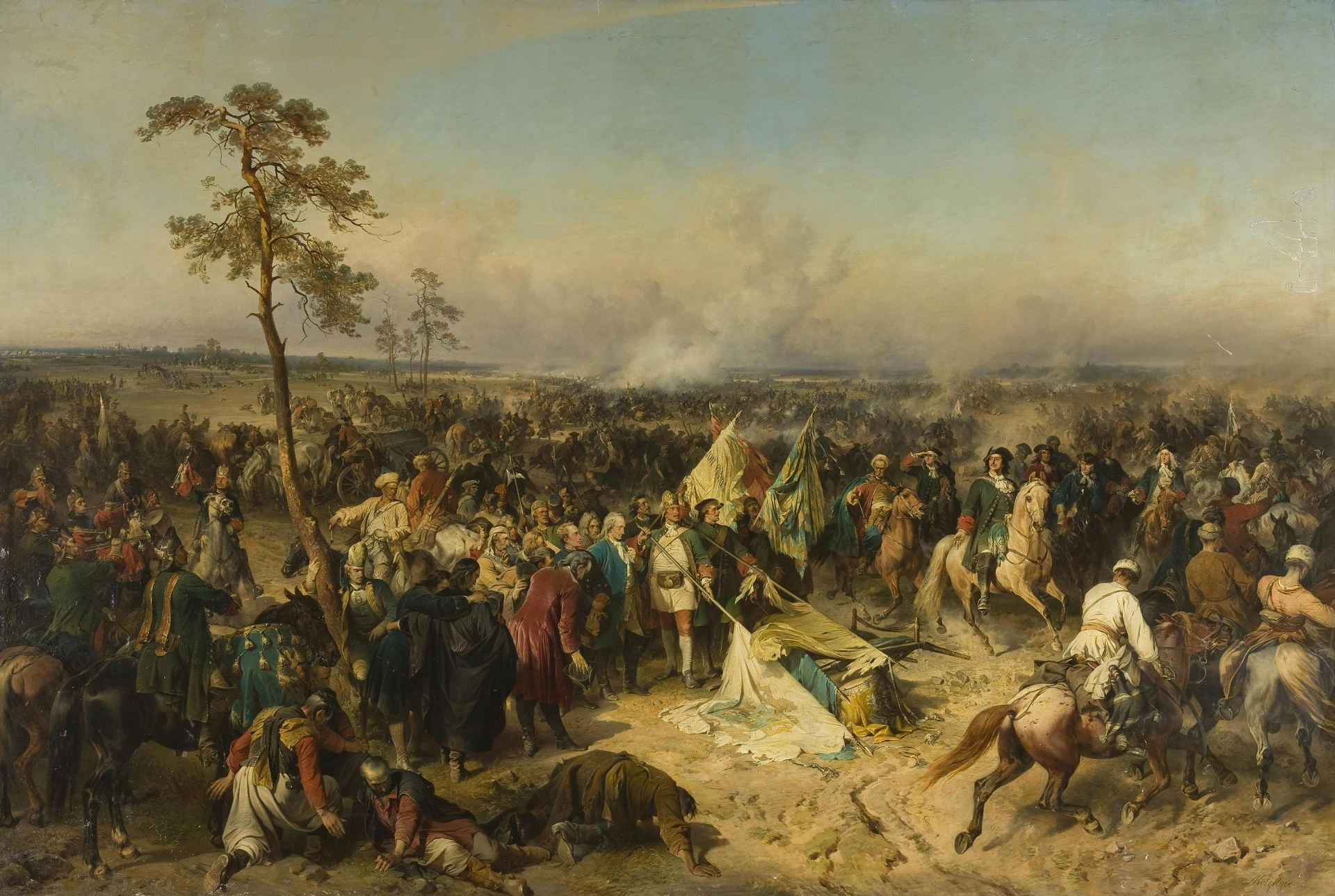
Segern vid Poltava den 27 juni 1709 (1862) av Alexander von Kotzebue.

Även om större delen av den svenska huvudstyrkan befann sig på flykt i och kring Maloje Budisjtjeskogen fanns en del svenska förband fortfarande i strid ute på fältet. Skvadroner ur Taubes och Hielms dragonregementen fortsatte sina fördröjningsstrider mot de anryckande ryska dragonerna. Posterade bakom en brant hålväg avvärjde de svenska skvadronerna det ena anfallet efter det andra och hindrade ryssarna från att nå passagen bakom dem, som strömmades av flyende svenska förband. Efter ungefär en kvarts strid var passagen fri och de svenska skvadronerna deltog i återtåget med ryska soldater hack i häl. Creutz ledde sina skvadroner tillbaka genom skogen, passerade Maloje Budisjtje och kom ut på slätten. På vägen fastnade några ryttare från Norra skånska kavalleriregementet i de upptrampade morasen, liksom regementschefen Horn som gick ned sig och togs tillfånga. Vid denna tid återsamlades Taubes och Dückers överlevande dragoner nära Rehnskiöld och Piper; den senare uppmanade den numera förtvivlade fältmarskalken att få de flyende trupperna till stånd, varpå Rehnskiöld besvarade endast med meningen "Alles ist verloren" (Allt är förlorat). Båda stötte senare på Gyllenkrok, som undrade vad man skulle ta sig till. Alla tre red sedan åt var sitt håll. Rehnskiöld störtade i spetsen för en liten trupp till någon form av självmordsanfall i närheten av redutten närmast Maloje Budisjtjeskogen, under ett försök att vända de flyende mot de anstormande ryssarna. De omringades och Rehnskiöld togs tillfånga av dragoner ur Archangelska regementet; han överlämnade sin värja personligen till fältmarskalk Sjeremetev. Resterna av Skånska ståndsdragonregementet och Östgöta kavalleriregementet hade långt att rida till trossen. Prins Maximilian, som var lätt sårad och fått två hästar skjutna under sig, och hans kvarvarande 100 man råkade vara mitt i vägen för Volkonskijs och Skoropadskyjs kavalleri, totalt uppemot 2 000 man. Prinsen försökte dock förmå sitt manskap till en sista strid, men från alla håll trängde ryssarna hårt på, och snart blev det så trångt att man knappt kunde röra sig. Efter ytterligare en stunds desperat motstånd fick prinsen och hans återstående manskap ge sig tillfånga.
Enstaka svenska flyktingar tog sig ut ur Maloje Budisjtjeskogen och ut på fälten, där växande grupper av infanteri och kavalleri samlades. Vid elvatiden försökte Gyllenkrok, Lagercrona och andra officerare att samla det överblivna kavalleriet. Det rådde ett temporärt lugn bland trupperna eftersom ryssarnas förföljelse verkade ha upphört. Tre ryska skvadroner hade dock ridit runt de svenska ryttarna och dök i stället upp bakom dem, invid Maloje Budisjtje. Dessa bildade front mot svenskarna nära en liten bro som flyende svenskar utnyttjat och blockerade passagen. Gyllenkrok och Lagercrona försökte mana de svenska skvadronerna att avhysa de ryska skvadronerna, men på grund av missförstånd och brist på officerare flydde de svenska ryttarna söderut mot trossen. Uppgiven red Gyllenkrok till trossen i full galopp. Skvadronerna i Creutz grupp marscherade sakta mot söder, i syfte att ge eftersläntrande svenskar en chans att ansluta sig till dem.
| ”                                         | Sedan wij nu så wore igenomkomne, beflitade iag mig att marchera helt sachta med cavalleriet, så man kunde hafwa någon hoppning de på wänster stående regementer kunde stöta till oss. Men alt förgiäfwes [...] i det iag satt och talte med H:r Öfwerst Lieut: Greff Gabriel Oxenstierna, och beklagade huru illa det denna dag war tillgångit, och slog mig på axlen och sade: 'Alt wårt infanterie är slaget, mån man då intet något kunna rädda dem?' Då iag swarade: 'Därföre marscherar iag helt sachta, hwar med Hans Maj:t och war mycket wäl content'. | „ |
| – Carl Gustaf Creutz, ur Creutz relation. | |   |

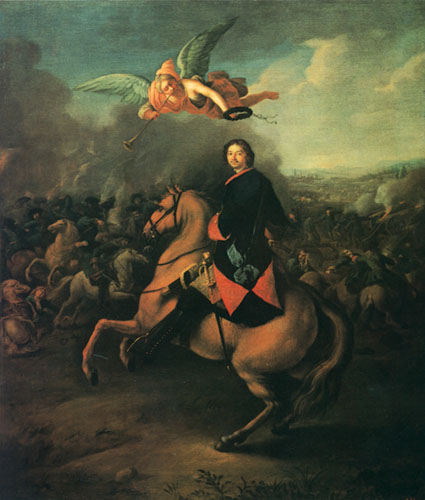
Peter I i slaget vid Poltava (1724–1725) av Johann Gottfried Tannauer.

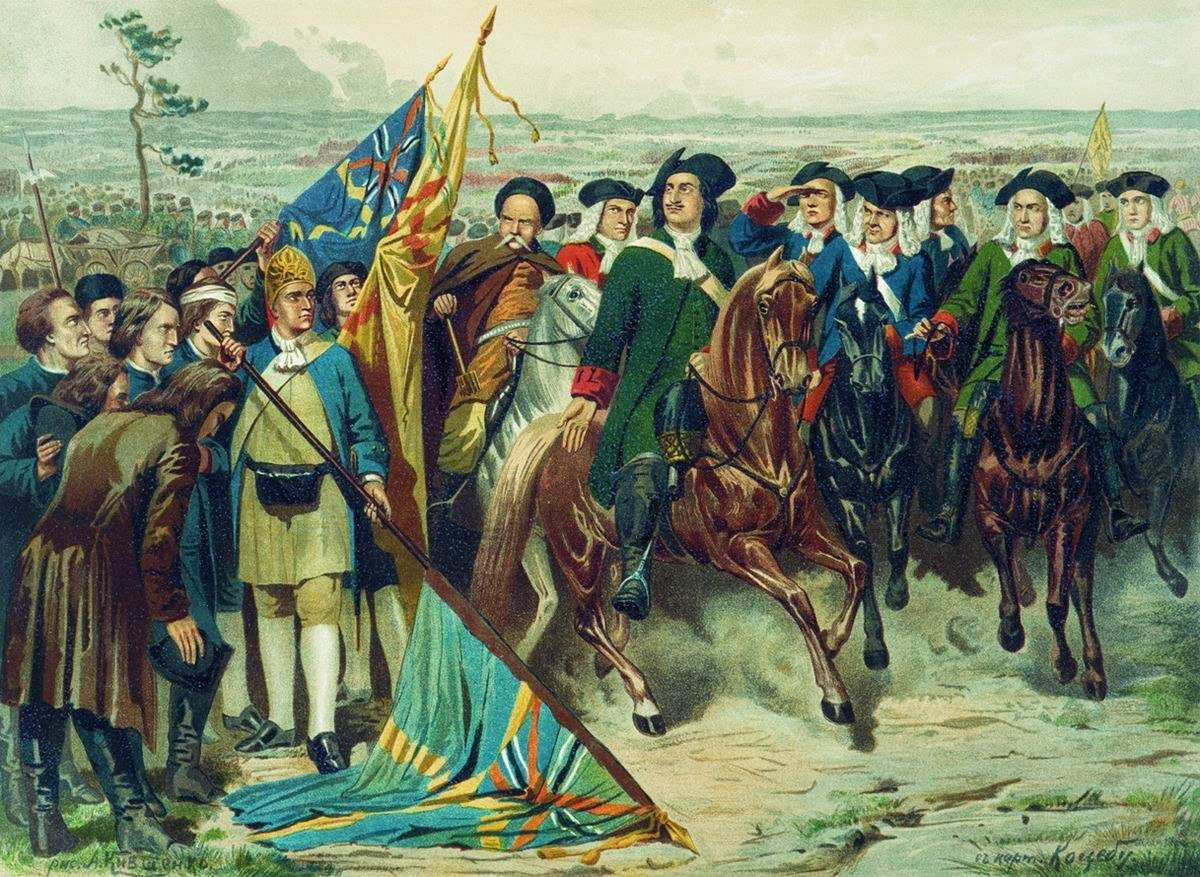
Svenska trupper kapitulerar inför Peter I. Målning av Aleksej Danilovitj Kivshenko.

Vid tolvtiden beordrade Peter I att det ryska infanteriet och att Mensjikovs och Bauers dragoner skulle återvända till huvudlägret. Den ryska ledningen ville inte riskera sina ryska förband att dras in i svårkontrollerade skärmytslingar i Maloje Budisjtjeskogen. De ryska förbanden hade till dess redan hamnat i oordning under försöken att hinna ikapp de retirerande svenska trupperna, samtidigt som flera soldater varit upptagna med att plundra de svenska liken och samla ihop de svenska fångarna i stora flockar. De reguljära ryska trupperna ställdes upp på slagfältet framför lägret för att hålla gudstjänst och tsaren red i sakta skritt utefter fronten och tackade sina soldater för deras tappra hållning under striderna. Under tiden övertogs förföljelsen av Volkonskijs dragoner och Skoropadskyjs kosacker och kalmucker, som kretsade runt för att attackera enstaka grupper och eftersläntrare. När Heinske var färdig med att rensa upp runt Poltavas fästning insattes även hans dragoner i förföljelsen. När man några timmar senare nådde lägret vid Pusjkarjovka tvingades ryssarna avstanna, då lägret visade sig vara befäst och bestyckat med omkring trettio kanoner. I Maloje Budisjtjeskogen påträffades Karl XII:s blodiga hästbår, vilket fick Peter I och ledningen att dra slutsatsen att kungen hade stupat. Efter åtskilliga timmar klarnade bilden för den ryska ledningen och på kvällen verkställdes en större upplagd förföljelse. Ett beridet detachement under Golitsyns befäl, bestående av hans gardesdivision och Bauers tio dragonregementen, fick i uppdrag att försöka hinna ifatt svenskarna och ta både fångar, hästar och materiel. Senare ankom Mensjikov som anförde resten av förföljelsen under hårda ilmarscher. Vissa av gardesdivisionens grenadjärkompanier hölls dock kvar som tsarens närskyddstrupp.
Senare på kvällen slog sig Peter I ned i sitt tält och skrev ett kort brev till sin älskarinna Katarina:
| ”          | Lilla mor, god dag. Jag vill meddela Dig att Gud i dag i sin stora nåd har skänkt oss en makalös seger över fienden. Kort sagt, hela den fientliga hären är slagen, varom Du skall få höra mer från mig. Peter. P.S. Kom hit och gratulera mig! | „ |
| – Peter I. | |   |

## Förluster

### Ryska armén
Den 29 juni inleddes uppstädningen av slagfältet och sex ryska officerare fick uppgiften att räkna samman förlusterna. Förlusterna för den ryska armén uppgick till 1 345 i antalet stupade och 3 290 i antalet sårade, totalt 4 635. Ryssarnas förluster var förhållandevis små eftersom de hade utkämpat slaget från försvarsställningar och att de ryska soldaterna hade ett överflöd av ammunition, eldvapen och kanoner, vars samlade eldkraft vräkte oerhörda förluster inom den svenska huvudstyrkan. Enligt den skotske generalmajoren Alexander Gordon, som tjänade i Peter I:s armé, uppgick de ryska förlusterna till 5 953 i antalet stupade och sårade. Ryssarna beordrade de svenska krigsfångarna att samla ihop och begrava samtliga lik. Två stora massgravar, fördelade mellan ryska officerare respektive meniga, grävdes drygt 500 meter sydväst om det befästa lägret, mitt mellan lägrets vallar och reduttsystemet. De döda ryssarna samlades ihop och fraktades till denna plats. Runt massgravarna stod en hedersvakt och regementspräster från samtliga ryska förband. Peter I höll ett tal vid gravarna och infanteriet sköt tre salvor salut. En stor jordhög kastades upp över gravarna, som fick det felmärkta namnet "svenska graven".
Enligt ryska relationer uppgick det ryska kavalleriets förluster till en överstelöjtnant, 2 majorer, 12 kaptener, 7 löjtnanter, 8 underlöjtnanter och kornetter samt 593 underofficerare och meniga i antalet stupade. I antalet sårade inbegrep generallöjtnant Rönne, 2 överstar, 3 överstelöjtnanter, 4 majorer, 26 kaptener, 18 löjtnanter, 19 underlöjtnanter och kornetter samt 1 381 underofficerare och meniga. Kavalleriets förlustandel uppgick till mellan 4 och 6 procent stupade och 10–16 procent sårade. Det ryska infanteriets förluster uppgick till 691 i antalet stupade och 1 784 i antalet sårade, en förlustandel på omkring 2 procent stupade och 6 procent sårade.

### Svenska armén
Det svenska nederlaget vid Poltava innebar den mest förlustbringande militära sammandrabbningen i Sveriges historia. Den totala förlustsiffran varierar mellan olika verk. Enligt det svenska generalstabsverket uppgick de svenska förlusterna till 301 stupade officerare och ungefär 6 600 döda eller dödligt sårade underofficerare och meniga, totalt omkring 6 900 man, vilket utgör en tredjedel av de deltagande svenska soldaterna. Enligt beräkningar av den svenske historikern Bertil Wennerholm, baserat på olika relationer, stupade mellan 8 610 och 9 224 svenska soldater. Enligt olika ryska källor ska mellan 8 000 och 10 000 svenska soldater ha legat stupade på slagfältet, inklusive döda kosacker, valaker och zaporoger i Poltavas närhet och längs vägen söderut. På platser där de hårdaste striderna förekom låg de döda kropparna tätt. Exempelvis runt omkring den tredje redutten uppgavs att uppemot 1 000 lik ha legat på en yta av ungefär 250 kvadratmeter. Bland de stupade regementscheferna var överstarna Buschwaldt, Ranck, Siegroth, Stiernhöök, Torstenson, Ulfsparre och Weidenhaijn. Samtliga svenska regementen led mycket stora förluster efter slaget, några rentav förintades. Bataljonerna ur Skaraborgs, Upplands och Västmanlands regementen uppgavs av ryssarna ha haft 97–98 procent förluster.
Enligt generalstabsverket blev omkring 2 800 svenska soldater tillfångatagna efter slaget. Med generalstabens siffror på 6 900 stupade soldater och 2 800 tillfångatagna innebar att de svenska totalförlusterna uppgick till 9 700 man, en förlustandel på 49 procent eller varannan svensk soldat som deltog i slaget. Enligt vissa beräkningar ska omkring 1 500 sårade soldater ha deltagit i reträtten från Poltava. Inkluderas denna uppgift skulle den totala förlustsiffran uppgå till 11 200 man, en förlustandel på 57 procent. Inte mindre än 9 svenska adelsätter ska ha blivit utslocknade på slagfältet, då de sista i deras respektive ätt stupade.
Enligt Wennerholms beräkningar tillfångatogs mellan 2 874 (varav 2 587 underofficerare och meniga) och 2 977 man (varav 2 729 underofficerare och meniga). Vidare har Wennerholm uppskattat att det svenska infanteriets förluster efter slaget uppgick till omkring 6 700 och 6 800 underofficerare och meniga i antalet stupade och tillfångatagna. För de beridna trupperna uppgick deras förluster efter slaget till omkring 3 300–4 100 underofficerare och meniga. Adderas dessa siffror uppgick totalförlusterna till mellan 10 000 och 10 700 man, varav 7 300 och 8 100 man i antalet stupade underofficerare och meniga från samtliga truppslag. Bland de stupade officerarna var 43 kavalleriofficerare, 35 dragonofficerare och 204 infanteriofficerare.

### Krigsfångarna

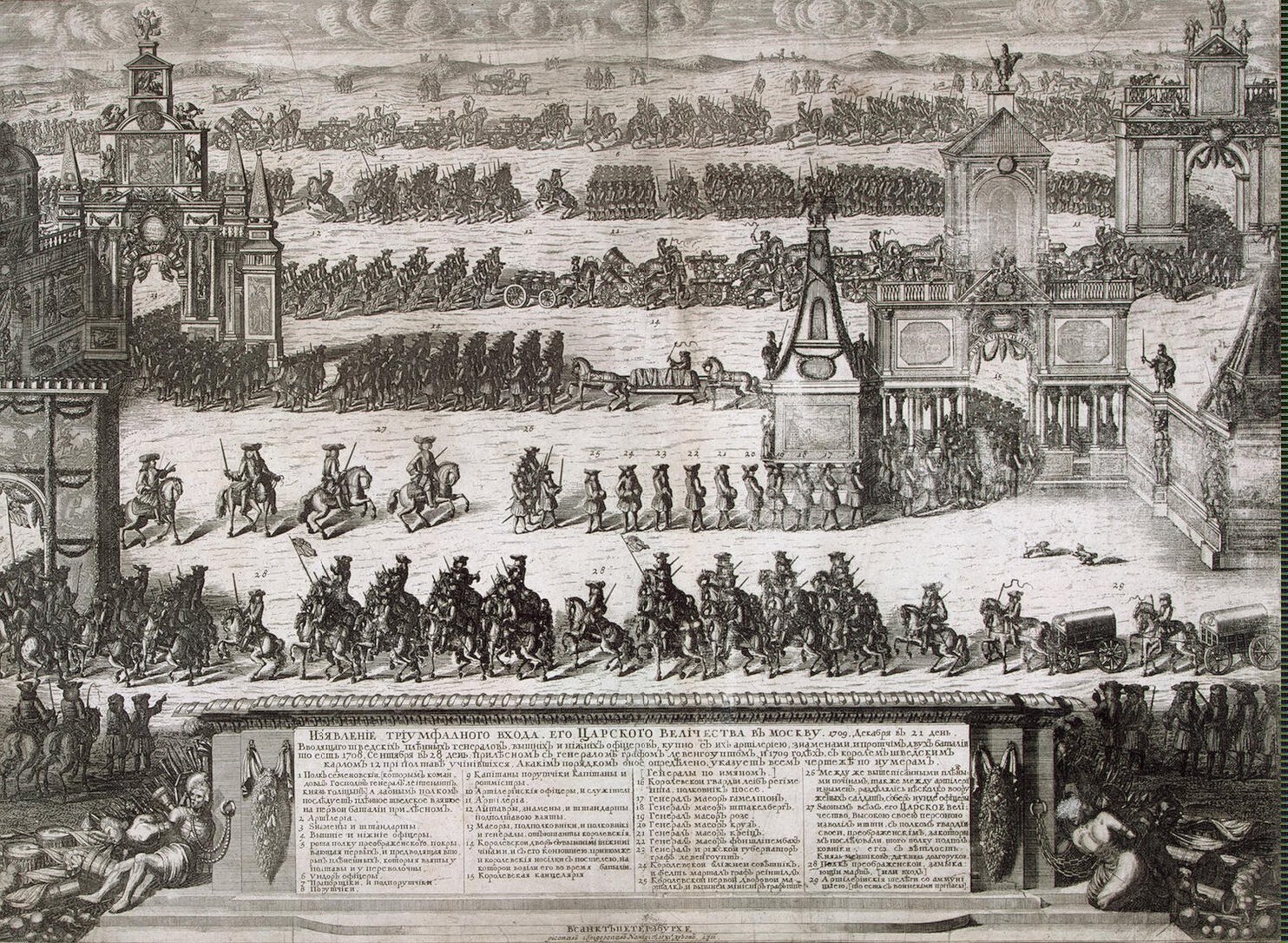
Samtida illustration av det ryska triumftåget i Moskva den 23 december 1709.

Bland de tillfångatagna svenska officerarna var fältmarskalk Rehnskiöld, prins Maximilian, generalmajorerna Hamilton, Roos, Schlippenbach och Stackelberg, samt överstarna Appelgren, Fock, Gyllenstierna, Horn och Taube. Kanslichefen Carl Piper ihop med hovpredikanten Nordberg, kanslisten Joachim von Dittmer och sekreteraren Joachim von Düben gick under reträtten vilse på slagfältet och för att rädda sina liv begav de sig till Poltava och överlämnade sig som fångar inför kommendant Kelin. Kort efter slaget anordnade Peter I en festmiddag med Rehnskiöld, Piper och de övriga svenska generalerna som gäster, där han kom att ställa en rad frågor till församlingen och utbringade en skål för sina svenska "lärare i krigskonsten". Flera av de tillfångatagna soldaterna var sårade och plundrades grundligt av de ryska soldaterna.
Under senhösten 1709 förflyttades de svenska krigsfångarna till Moskva, där Peter I den 23 december 1709 anordnade ett stort triumftåg till firandet av segern vid Poltava. Krigsfångarnas tåg som omfattade omkring 20 000 svenska soldater ställdes upp i rangordning, där Rehnskiöld och Piper gick sist i tåget. Efter dem fördes alla erövrade krigstroféer, inklusive 300 svenska fanor som släpades längs marken och Karl XII:s sönderskjutna hästbår. Triumfmarschen avslutades av Peter I som red i spetsen för Preobrazjenskijregementet. Marschen gick genom sju triumfportar bemålade med teman från slaget vid Poltava. De svenska generalerna och Piper deltog i tsarens festmåltid i Uspenskijkatedralen, medan de svenska soldaterna och underofficerarna tvingades stå stilla i den isande kylan utan mat och dryck. Efter triumftåget internerades de svenska krigsfångarna till tvångsarbete i flera städer och orter runtom i Ryssland. Rehnskiöld och Piper stannade kvar i Moskva där de inrättade ett förvaltningskontor för att tillvarata de svenska krigsfångarnas intressen och föra deras talan.

## Reträtten mot Dnepr
Den besegrade svenska huvudstyrkan återsamlades vid trossen. När Gyllenkrok anlände dit samlade han ihop 300 man som fick ställa sig till artilleriets understöd, och ställde upp bagaget och artilleriet på vägen söderut längs Vorskla. Karl XII fick sitt fotsår omlagt och fick underrättelser om att Piper och Rehnskiöld var borta och att hela armén var fullkomligt sönderslagen. Kungen beordrade att kvarlevorna ur armén, som räknade omkring 15 000 man inklusive all trosspersonal och flera sjuka och sårade soldater, samt Mazepas och Gordejenkos kosacker och zaporoger skulle dra sig tillbaka söderut. Gyllenkrok beordrades att leda bagagetåget till överstelöjtnant Funcks postering i Bilyki. Gyllenkrok gav överstelöjtnant Niklas Rappe uppdraget att avtåga med bagaget först och senare med artilleriet. När Gyllenkrok rapporterade att bagaget och artilleriet var på väg fick han order av Karl XII att bege sig i förväg till Funck. Gyllenkrok anlände först till byn Novye Sanzjary där han beordrade överstelöjtnant Johan Reinhold von Trautvetter att sända en dragon för att hämta Funck. Dagen efter kom bud om att ryska trupper var i närheten, och Gyllenkrok red i förväg för att träffa Funck utanför byn och gjorde honom sällskap till kungens stuga i Bilyki. Gyllenkrok fick upplysning av en kosack att fortsätta vägen nedför Vorskla till staden Koleberda, där han träffade överstelöjtnant Silfverhielm som försäkrade att han kände trakten väl och kunde ta armén över Dnepr. Gyllenkrok skickade bud till Lewenhaupt, som nu hade det närmaste kommandot under Karl XII, om att skicka timmermän och artillerister med broslagningsredskap till den nedbrända byn Perevolotjna.

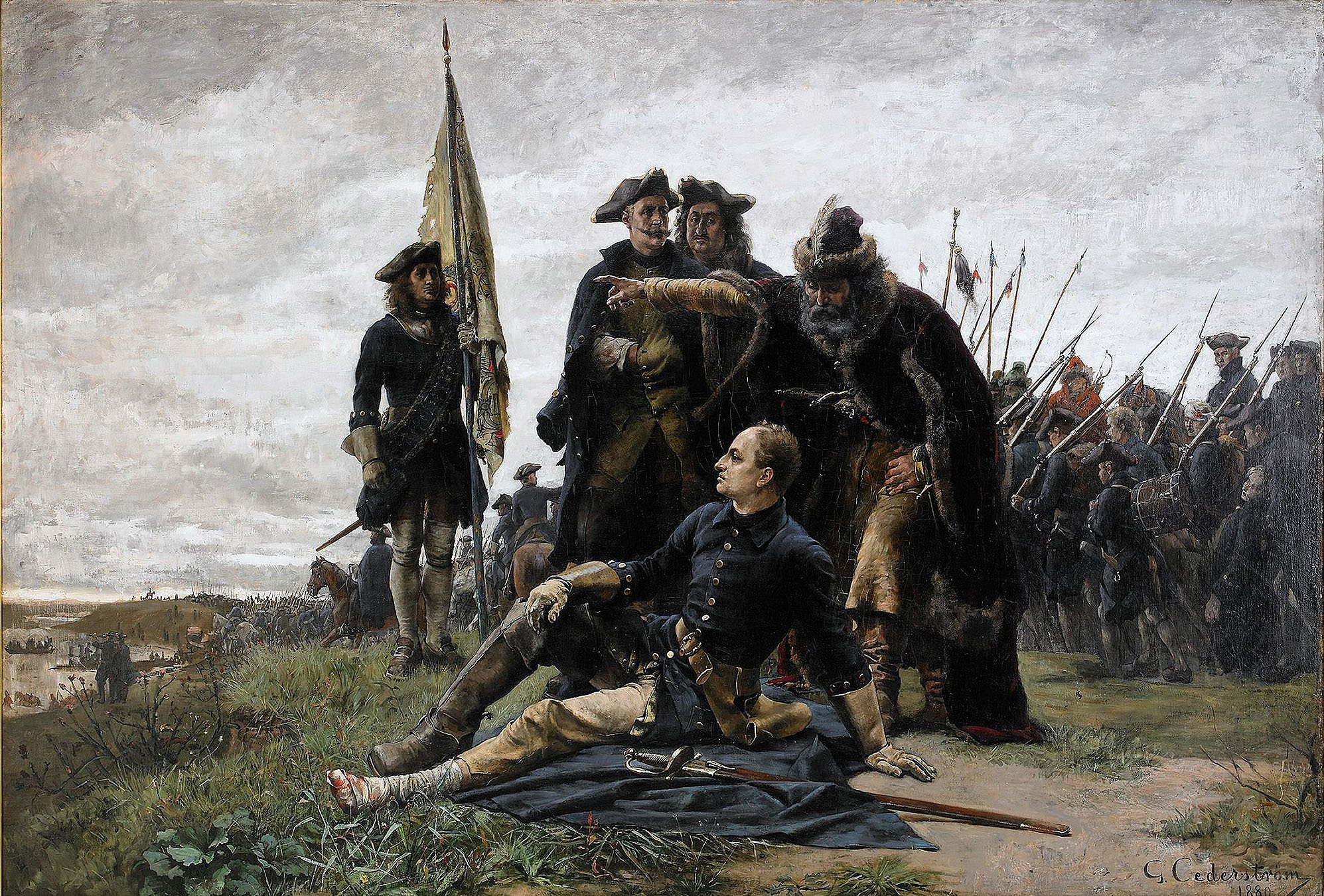
Ivan Mazepa uppmanar Karl XII att sätta sig i säkerhet på andra sidan av floden Dnepr. Målningen från 1880-talet föreställer målaren Gustaf Cederströms nationalromantiska tolkning av det historiska förloppet.

När Gyllenkrok kom till Perevolotjna anmälde sig 14 timmermän hos honom, beväpnade med yxor men utan andra redskap. Från byn Kischenka utanför Perevolotjna hade Gyllenkrok flyttat åtta pråmar, och vandrade längs Dneprs strand ihop med timmermännen för att leta efter bräder till nya pråmar. När han insåg att Dnepr var för bred att föra över en hel armé försökte han hitta ett vadställe över Vorskla. Ett vadställe fanns vid Kischenka och han skickade genast en trupp med order att hindra kungens vagn tills han fick tillfälle att föredra sina förslag inför kungen. Den 30 juni fick han besök av generaladjutanten Gyldenklou, som berättade att kungen hade anlänt till Perevolotjna ihop med täten av armén. Där träffade han Karl XII och fick tillfälle att informera att armén i stället borde korsa floden Vorskla vid vadstället nära Kischenka. Efteråt anlände resterna av armén till Perevolotjna, och förläggningen där var alldeles för trång och instängd mellan två floder. Lewenhaupt och Sparre uppvaktade kungen och vädjade honom att rädda sig över Dnepr. Kungen frågade då Gyllenkrok om vart armén borde gå härnäst. Gyllenkrok svarade att det fanns tre utvägar: att armén borde gå tillbaka genom Ukraina och söka kontakt med trupperna i Polen; att marschera genom ödemarken till Tatariet; eller att göra en förnyad strid mot Peter I. Kungen kommenterade att hans soldater skulle strida när han befaller dem, varpå Gyllenkrok besvarade:
| ”                  | "Gud gifwe att Eders Maj:t eij hade blifwit blesserat, så hoppas iag med Jesu hielp att alldrig hade så tillgådt som nu är skedt; ty hwarcken har man rätt recognoscerat eij heller har man anfördt wårt stackars folck att de ha fått giöra sin devoir (plikt) som de tillförne alltid giordt." | „ |
| – Axel Gyllenkrok. | |   |

Då kungen fördröjde sitt beslut vädjade Gyllenkrok till kungen och bad att han skulle rädda sin höga person så att armén skulle göra sitt bästa för att rädda sig. Lewenhaupt och Sparre instämde med Gyllenkrok, men kungen lät sig inte övertygas. Till slut lyckades Creutz beveka kungen, som påpekade att ifall armén skulle besegras och tillfångatas av ryssarna skulle kungen ha större möjligheter att hjälpa dem om kungen var fri och kunde upprätta sitt folk. Efteråt fick Gyllenkrok besked från hovintendenten von Düben om att kungen beslutade sig för att rädda sin person och resa över Dnepr. När Gyllenkrok mötte kungen fick han order att meddela Mazepa, Lagercrona, Lewenhaupt och Sparre samt kansliet, hovstaterna och drabanterna att de skulle följa med kungen, medan Creutz skulle stanna kvar och ta befälet över de resterande trupperna ihop med gardesöversten Posse. Under natten till den 1 juli passerade Karl XII och Mazepa floden med de pråmar som Gyllenkrok anskaffat. I deras följe fanns 1 300 stridande och 200 icke-stridande svenskar och 1 500 kosacker och zaporoger. Under dagarna efter att ha passerat Dnepr trädde kungens och Mazepas följe in i osmanskt territorium och kungen mottogs med stora hedersbetygelser i hamnstaden Otjakov mellan 35 och 40 mil söder om Perevolotjna. Under några dagar kunde de vila ut tills den 14 juli, då de bröt upp igen och marscherade till staden Bender där kungen fått inbjudan att slå sig ner. Den 24 juli tågade kungen och hans följe in i Bender, senare till den närliggande byn Varnitza där han kom att stanna de följande två åren.

## Kapitulationen vid Perevolotjna

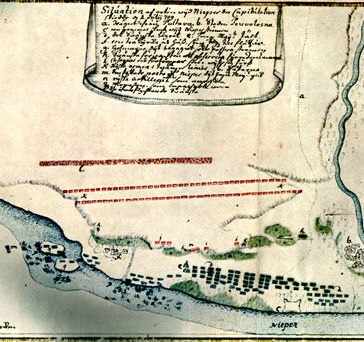
Samtida illustration över kapitulationen vid Perevolotjna, med de ryska trupperna i röda linjer och den kvarlevande svenska armén i blått.

Lewenhaupt skulle enligt Karl XII:s önskan medföljt över Dnepr, men fick på sin egen begäran stanna kvar och föra befälet över armén. Han fick order att föra armén över Vorskla in på krimtatarernas territorium och återförenas med kungen i Otjakov. Klockan två på morgonen den 1 juli anlände Mensjikov med en rysk styrka på omkring 9 000 beridna soldater och några kanoner, som besatte höjderna runt Perevolotjna och rangerade sig i en halvmåneformad slagordning. Ryska kosackförband svepte ned mot stranden, där de attackerade de splittrade svenska skarorna och plundrade bland alla vagnar. Förvirringen bland svenskarna var under denna tid mycket stor och flera försökte ta sig över floden med primitiva flottar eller med de återvändande pråmar som släppt av kungens följe. Lewenhaupt ville dock inte ta strid mot ryssarna, utan efter överläggningar med Mensjikov och omröstningar mellan de högre svenska officerarna beslutade Lewenhaupt att armén klockan 11 på förmiddagen skulle kapitulera. Enligt kapitulationsöverenskommelsen skulle samtliga svenskar hamna i rysk fångenskap; att dessa skulle överlämna alla vapen, krigsutrustning, fälttecken och regementskassor; samt att svenskarna förband sig lämna ut samtliga allierade zaporoger och kosacker. De svenska officerarna och civilmilitärerna fick behålla sitt bagage och sitt tjänstefolk, och officerarna garanterades en "honett" behandling och fick på hedersord möjligheten att resa hem. Lewenhaupts beslut om kapitulationen har debatterats bland historiker.
Den reguljära svenska armén som gick i fångenskap vid Perevolotjna räknade omkring 20 000 personer. Bland dessa var 983 officerare och 12 575 soldater, fördelade mellan 9 152 ryttare, 3 286 fotsoldater och 137 artillerister. Bland officerarna var general Lewenhaupt, generalmajorerna Creutz och Kruse, 11 överstar, 16 överstelöjtnanter, 23 majorer, en fälttygmästare, 256 ryttmästare och kaptener, en kaptenlöjtnant, 304 löjtnanter, 323 kornetter och fänrikar, 18 regementskvartermästare, två generaladjutanter och 25 adjutanter. Tillägger man de drygt 2 800 som togs tillfånga vid Poltava hamnar det totala antalet svenska fångar till omkring 23 000 personer. Totalt 11 kavalleriregementen, 11 dragonregementen och 12 infanteriregementen föll i fångenskap. Av dessa var 16 358 soldater och officerare, 1 407 civilmilitärer (varav 945 var hantverkare, kuskar och trossdrängar), 3 402 civila tjänare och arbetare och 1 657 kvinnor och barn. Mindre än var fjärde av de 23 000 fångarna skulle återvända till hemlandet efter fredsslutet 1721. De överlevande kosacker och zaporoger som inte hunnit fly över floden eller som var kvarlämnade vid Poltava blev avrättade och torterade av ryssarna; en del gjorde utsiktslöst motstånd eller dränkte sig i Dnepr. Den ryske överlöparen Maximilian Heinrich Mühlenfels, som sedan 1708 underrättat Karl XII om den ryska inrikessituationen, spetsades på en påle framför ditkommenderade svenska krigsfångar.

## Fortsättningen av kriget

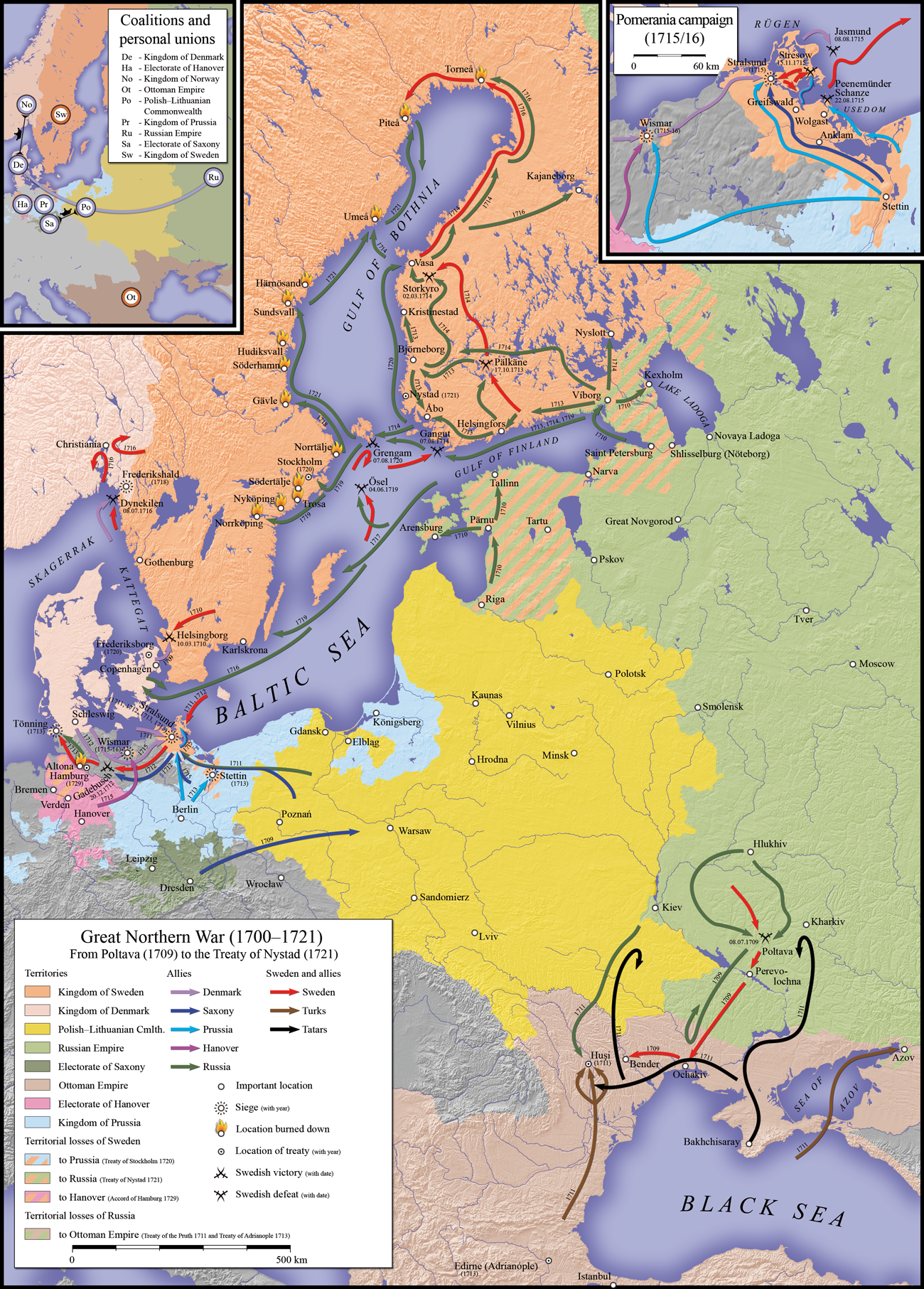
Fortsättningen av kriget mellan 1709 och 1721.

Budskapet om Peter I:s seger vid Poltava och den svenska huvudarméns kapitulation vid Perevolotjna väckte uppseende över hela Europa. Trots att de väst- och centraleuropeiska stormakterna sedan länge var fullt upptagna av spanska tronföljdskriget, som sedan 1701 löpte parallellt med stora nordiska kriget, hade regeringarna och den tidens press fortlöpande rapporterat om Karl XII:s fälttåg inåt Ryssland; om kungens nederlag och flykt till Bender ihop med Mazepas kosacker; och att tsar Peter I nu hade handlingsfrihet att kunna bekriga de svenska trupperna i väster och nordväst.
Vid underrättelsen om Karl XII:s förlust vid Poltava förklarade Fredrik IV av Danmark redan den 8 augusti 1709 krig med Sverige och landsteg med en dansk armé vid Helsingborg den 1 november. Kung August II mobiliserade sina sachsiska trupper och, med understöd från ryska förband från öster, återerövrade han sin polska krona från Stanisław Leszczyński, som tvingades fly till Svenska Pommern eskorterad av generalmajor Krassows trupper. General Magnus Stenbock mobiliserade Skånelands försvar för att bekämpa den danska invasionsarmén, som han slutligen besegrade i slaget vid Helsingborg i februari 1710, och flera av de regementen som utplånades vid Poltava och Perevolotjna återuppsattes. Anfallsförbundet mot Sverige från år 1700 återuppväcktes efter Rysslands seger vid Poltava, som nu räknades som förbundets militärt starkaste och mest pådrivande partner. Även Preussen, Hannover och Mecklenburg övervägde att ingå i anfallsförbundet. Osmanska riket fruktade nya försök från Peter I:s sida att stänga Azovska sjön genom erövring av Kertj. Ryska galärflottan i Voronezj, Taganrog och Azov kunde i så fall genom detta sund få tillträde till Svarta havet. När Peter I i november 1710 anföll riket via floden Prut möttes de ryska trupperna av en stor turkisk motoffensiv. Under hotet att bli helt innesluten av de osmanska trupperna valde Peter I att sluta fred, och fredsavtalet som ingicks medförde inga större konsekvenser för Ryssland.
Segern vid Poltava och dess omedelbara följer gav Peter I möjlighet att återuppta sin offensiva krigföring både mot Livland och Finland och därigenom säkra Sankt Petersburg från båda sidorna av Finska viken. Under år 1710 erövrade ryssarna Elbing, Riga, Dünamünde, Pernau, Reval, Viborg och Kexholm från Sverige. Hamnstäderna gav Peter I örlogsbaser för offensiva krigsföretag mot den svenska flottan, såväl skärgårdskrig med galärer som sjökrig på öppna havet med örlogsfartyg. På så vis hade kriget efter Poltava gått in i ett nytt skede i vilken Ryssland, Danmark och Sachsen hade initiativet medan Karl XII från Bender förgäves försökte återta initiativet genom att verka för en mot tsaren riktad samordnad operation från osmanskt och polskt territorium. Magnus Stenbocks kapitulation vid fästningen Tönning satte stopp för dessa planer, och efter påtryckningar från osmansk sida valde Karl XII att återvända till sitt rike och anlände till Stralsund i november 1714. Han flydde till Skåne efter Stralsunds fall i december 1715 och både Pommern och Sveriges övriga provinser i Tyskland ockuperades av trupper från Danmark, Preussen och Sachsen. Från sitt högkvarter i Lund skapade Karl XII en ny armé för att genom en invasion av Norge tvinga Danmark till fred. Efter två misslyckade fälttåg blev Karl XII skjuten till döds den 30 november 1718 under belägringen av Fredrikstens fästning. Först efter ryska härjningar längs den svenska östkusten påskyndades fredsarbetet med samtliga parter. I freden i Nystad den 30 augusti 1721 slöt Sverige och Ryssland fred med varandra, och Peter I lät utropa Ryssland till ett kejsardöme med honom som dess förste kejsare.

## Minnesmärken och eftermäle

### Ukraina

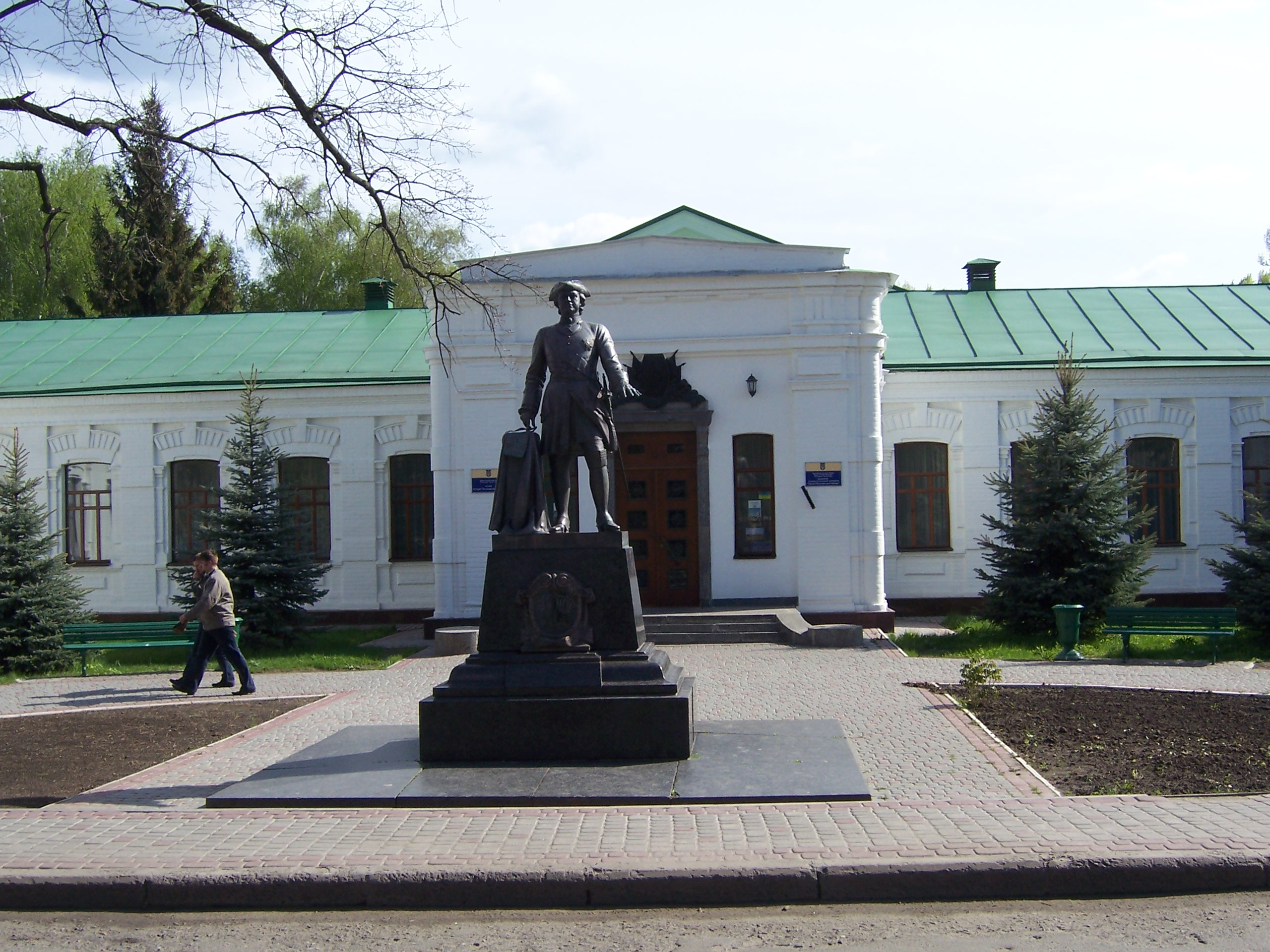
Slagfältsmuseet i Poltava, med en staty av Peter I framför ingången.

Till åminnelse av slaget har det ryska kejsardömet rest flera segermonument och minnesmärken både i Poltava och på valplatsen. I samband med hundraårsfirandet av slaget restes den 16 meter höga "Minneskolonnen" (ukrainska: Монумент Слави, Monument Slavy) på Runda torget i staden, som invigdes den 27 juni 1811. På initiativ av Ivan Frantsevitj Pavlovskij, historielärare till en kadettskola i Poltava, öppnades ett slagfältsmuseum på valplatsen under tvåhundraårsfirandet av slaget 1909. Museet stängdes i samband med bildandet av Sovjetunionen 1922, men fick förnyad uppmärksamhet efter andra världskriget. På samma plats öppnades 1950 ett militärmuseum vars primära syfte var att framhäva Rysslands militära makt och att främja rysk nationalism, patriotism och den sovjetiska nationalitetspolitiken. Efter invigningen försökte olika svenska intresseorganisationer göra samarbetssamtal med museet i syfte att utbyta museiföremål, men den sovjetiska regeringen förbjöd samtliga kontakter. Först efter Sovjetunionens upplösning 1991 kunde museet skapa kontakt med olika svenska historieföreningar, inklusive med Krigsarkivet i Stockholm. Museet fick därefter regelbundna besök av svenska delegationer, liksom under slagets trehundraårsjubileum år 2009, där man genomförde ett historiskt återskapande av slaget med omkring 200 skådespelare och en ceremoniell invigning av "Försoningsmonumentet", en kupol av tre sammanfogade bågar till minne av alla stupade soldater från både Ukraina, Ryssland och Sverige. Den tyske historikern Guido Hausmann beskrev Poltava som en "imperialistisk minnesplats" för Ryssland och observerade att slagfältsmuseet skildrade slaget uteslutande från ett ryskt och ukrainskt perspektiv, medan de svenska och polska synvinklarna var underrepresenterade. Den ukrainska regeringen planerade att bygga statyer av både Karl XII och Ivan Mazepa bredvid den nuvarande statyn av Peter I. Rysslands ambassadör i Ukraina Viktor Tjernomyrdin jämförde detta med en hypotetisk staty av Adolf Hitler i Stalingrad. 1994 restes ett minnesmonument till de zaporizjakosacker som stupade i slaget, som enligt Hausmann "återspeglar den nya betydelsen och relevansen kring den tidigmoderna kosacktiden och kosackerna själva för nationellt medvetande i samtidens Ukraina."
I den ukrainska dramafilmen Molitva za hetmana Mazepu från 2002, som skildrar kosackhetmanen Ivan Mazepas kamp om zaporizjakosackernas självständighet, dyker slaget vid Poltava upp i en scen där Mazepa och Peter I sitter på ett matbord på slagfältet och diskuterar om Lillrysslands framtid.

### Ryssland
1819 skrev den engelske författaren Lord Byron dikten Mazeppa, som skildrar Ivan Mazepa i början av sin karriär och som inleds med hans och Karl XII:s reträtt från Poltava. Den ryske nationalskalden Aleksandr Pusjkin ansåg att dikten gav en alltför romantisk bild av Mazepa och 1829 svarade han med en egen dikt, Poltava, som skildrar hetmanen ur ett enligt Pusjkin mer historiskt korrekt perspektiv. Dikten varvar en kärleksberättelse mellan Mazepa och Maria med en redogörelse av Mazepas svek mot Peter I och tsarens seger vid Poltava. Dikten inspirerade till Pjotr Tjajkovskijs opera Mazeppa från 1884.
Slaget skildras i den biografiska filmen Peter den Store (ryska: Пётр Первый, Pyotr pervyy) från 1937 regisserad av Vladimir Petrov och med Nikolai Simonov i rollen som Peter I. 2007 regisserade Oleg Ryaskov filmen Slaget vid Poltava (på ryska: Слуга Государев (Sluga Gosudarev), översatt till Härskarens tjänare). Filmen skildrar två franska adelsmän som beordras av kung Ludvig XIV att tjäna som observatörer i Peter I:s respektive Karl XII:s läger, och som kulminerar med att båda deltar i Poltavaslaget. Andrey Sukhov och Ed Fleroff spelar rollerna som Peter I respektive Karl XII.
Slaget gav dessutom upphov till det ryska talesättet "Som en svensk vid Poltava" (ryska: Как швед под Полтавой, Кak shved pod Poltavoy) för att beskriva någon som är helt handfallen och maktlös.

### Sverige

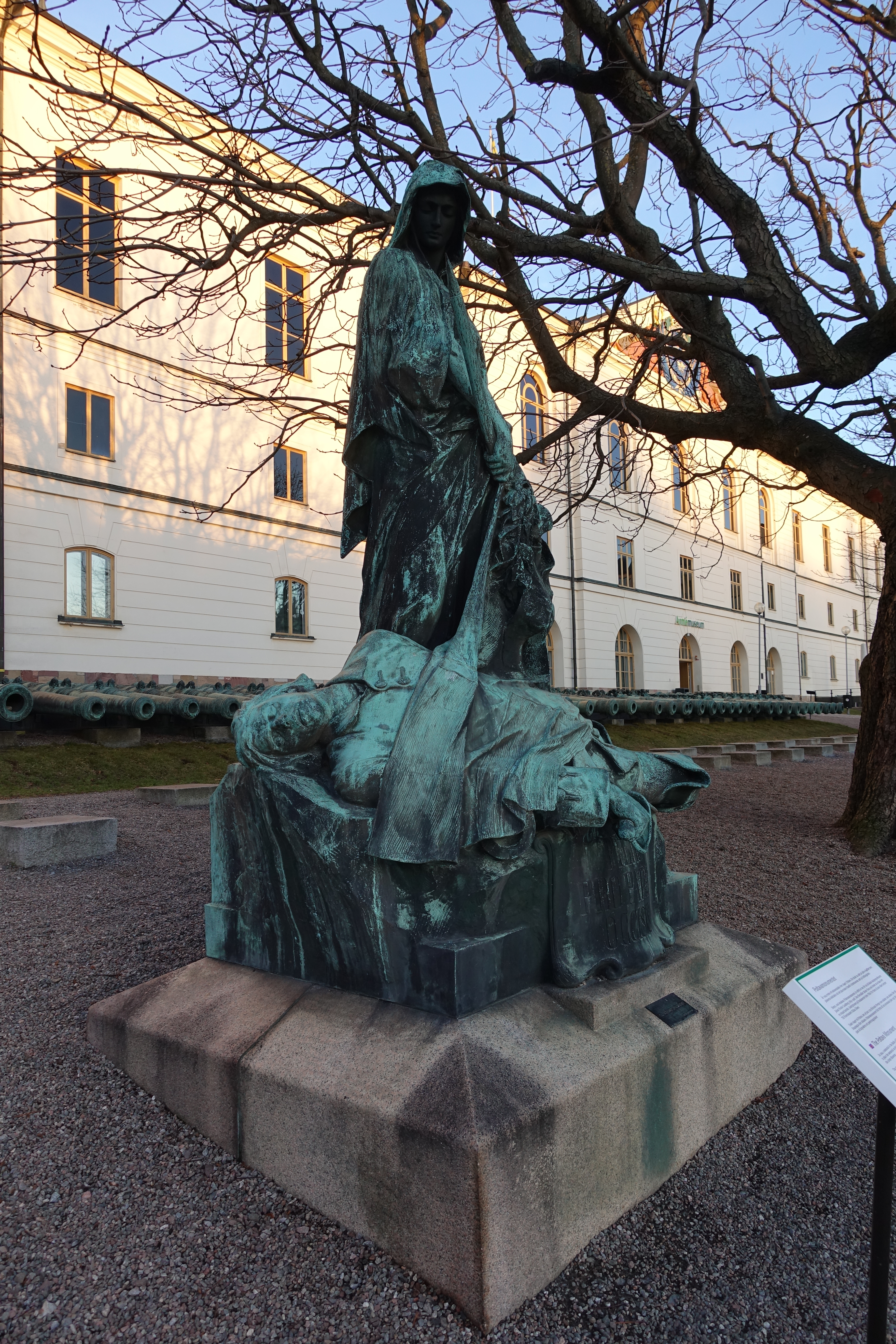
Poltavamonumentet, skapad av Theodor Lundberg, restes 1904 på Artillerigården framför Armémuseum i Stockholm. På monumentets sockel finns inskriptionen "Filiis pro patria occisis" – "Till fosterlandets fallna söner".

Den mest populära skildringen av slaget från svensk kontext har sedan 1988 tillskrivits Peter Englunds debutroman Poltava: berättelsen om en armés undergång, som Englund beskriver som "ett historiskt verk med en minimal vetenskaplig apparat". Boken har i olika upplagor sålt över en kvarts miljon exemplar och har översatts till flera språk. Englund är även upphovsman till konfliktspelet Peter the Great, en simulering av slaget vid Poltava. Slaget har även skildrats i ett kapitel i den första delen av Verner von Heidenstams skönlitterära verk Karolinerna från 1897–1898. Karolinerna sålde i olika upplagor över 120 000 exemplar och blev så småningom obligatorisk läsning i den svenska folkskolan. Elsi Rydsjö skrev 1992 boken Karolinas Poltava, den första delen i bokserien Karolinernas kvinnor, som skildrar soldathustrun Karolina Bäck och hennes liv och umbäranden efter hennes makes död vid Poltava. Vera Efrons bok Karolinerna efter Poltava från 2017 skildrar livet i fångenskapen för olika svenska soldater som stred vid Poltava, främst om kartografen Philip Johan von Strahlenberg och hans resor runt det ryska riket. Slaget nämns i den 78:e strofen av Anders Odels propagandaverk Sinclairvisan från 1739.
På den svenska teaterscenen citeras slaget i inledningen av August Strindbergs pjäs Karl XII från 1901. I rörlig bild har slaget skildrats i John W. Brunius film Karl XII/senare delen från 1925, med Gösta Ekman den äldre i rollen som Karl XII och Nicolai de Seversky i rollen som Peter I. I Roy Anderssons film En duva satt på en gren och funderade på tillvaron från 2014, den tredje delen i Anderssons "en trilogi om att vara människa", skildras Karl XII i två scener. I en scen rider kungen in i en bar med några karoliner och beställer ett glas mineralvatten, samtidigt som hans armé marscherar förbi mot Poltava. I en annan scen återvänder Karl XII med sina soldater till baren, svårt tilltygade efter nederlaget vid Poltava. En bartender går sedan fram till de gråtande kvinnliga bargästerna och säger: "Änka blev du i Poltava. Ett änkedok fick du."
Det svenska vikingarockbandet Ultima Thule skrev låten "Poltava", som ingår i albumet För fäderslandet från 1992.
Det svenska power metal-bandet Sabaton skildrade slaget i låten "Poltava", som ingår både i svensk och engelsk version i albumet Carolus Rex som släpptes i maj 2012. Texterna i albumets låtar faktagranskades av historikern Bengt Liljegren.

### Övriga länder
I England rapporterades slaget vid Poltava av Daniel Defoe under sommaren 1715 i hans bok The History of the Wars, som fem år senare skulle bli underlag till hans senare biografi om Karl XII. Berättelsen om slaget, skildrad av en döende soldat, återberättas i Al Stewarts låt "The Coldest Winter in Memory", som ingår i albumet Seemed Like a Good Idea at the Time från 1996. Slaget skildras i det tredje avsnittet av den amerikanska miniserien Peter the Great från 1986, baserad på biografin skriven av Robert Kinloch Massie.